# Liste de films tournés dans le département des Yvelines
Un certain nombre d'œuvres cinématographiques et télévisuelles ont été tournés dans le département des Yvelines.
Voici une liste à compléter de films, téléfilms, feuilletons télévisés, films documentaires… tournés dans le département des Yvelines classés par commune et lieu de tournage et date de diffusion.

## A
- Haut – A
- B
- C
- D
- E
- F
- G
- H
- I
- J
- K
- L
- M
- N
- O
- P
- Q
- R
- S
- T
- U
- V
- W
- X
- Y
- Z

- Achères
  - 1988 : Ne réveillez pas un flic qui dort de José Pinheiro
  - 1989 : Trois années de Fabrice Cazeneuve
  - 1991 : La Tribu d'Yves Boisset[1]
  - 2011 : Mon père est femme de ménage de Saphia Azzeddine Lieu : Magasin Mr Bricolage, 4 rue Mozart
  - 2021 : Petite Maman de Céline Sciamma
- AdainvilleChalet du Grand Pré à Adainville lieu de tournage de la série télévisée Je te promets de Renaud Bertrand et Arnaud Sélignac.

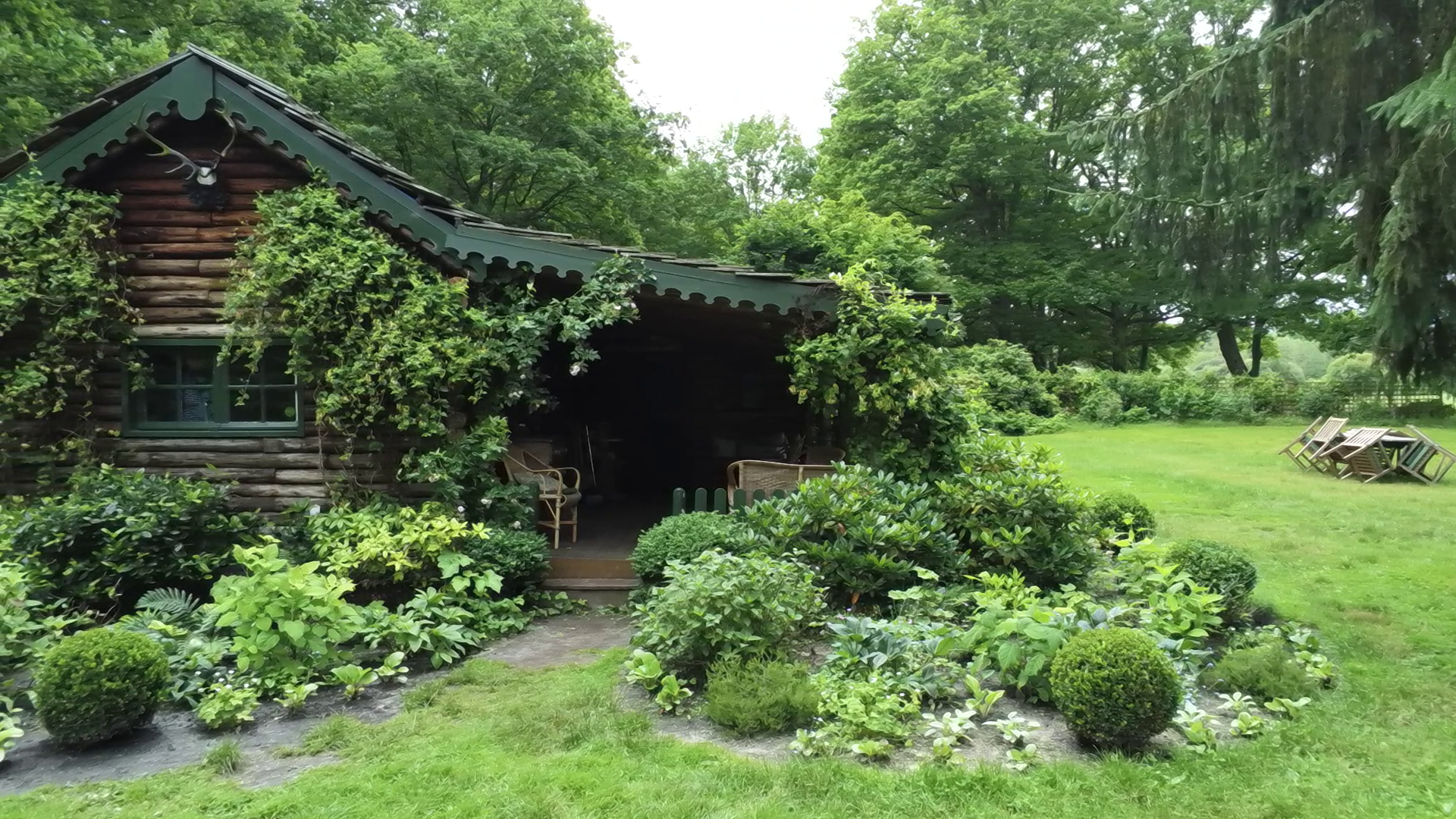
Chalet du Grand Pré à Adainville lieu de tournage de la série télévisée Je te promets de Renaud Bertrand et Arnaud Sélignac.

  - 2013 : Un prince (presque) charmant de Philippe Lellouche
  - 2021 : Je te promets, série télévisée de Renaud Bertrand et Arnaud Sélignac Saison 1 Lieu : Gîte 'Châlet du Grand Pré', Le Cerf Volant
  - 2022 : Je te promets, série télévisée de Renaud Bertrand et Marilou Berry Saison 2 Épisode 12 Lieu : Gîte 'Châlet du Grand Pré', Le Cerf Volant
- Aigremont
  - 2023 : Des mains en or d'Isabelle Mergault Lieu : Château d'Aigremont, 1 place du Château
- Allainville
  - 2002 : Deux ans après de Agnès Varda
- Andelu
  - 1964 : Des frissons partout de Raoul André
- Andrésy
  - 1968 : L'Homme du Picardie, feuilleton télévisé de Jacques Ertaud Lieux : 10 avenue de Fin d'Oise, Quai de l'Oise, Rue aux moines
  - 1971 : La Maison sous les arbres de René Clément
  - 1971 : Comptes à rebours de Roger Pigaut[2]
  - 1975 : C'est pas parce qu'on a rien à dire qu'il faut fermer sa gueule de Jacques Besnard Tounage à la maison "Les Vikings"[3]
  - 1988 : Ne réveillez pas un flic qui dort de José Pinheiro
  - 1989 : Trois années de Fabrice Cazeneuve[3]
  - 1994 : Elles ne pensent qu'à ça... de Charlotte Dubreuil[3]
  - 2000 : Les filles ne savent pas nager d'Anne-Sophie Birot
  - 2001 : Nestor Burma, série télévisée, épisode 31 « N'appelez pas la police » de David Delrieux[3]
  - 2001 : Nestor Burma, série télévisée, épisode 32 « Panique à Saint-Patrick » de Jacob Berger Lieu : Quai de l'Ecluse
  - 2013 : Les Gamins d'Anthony Marciano Lieu : Supermarché Casino, 4 rue de Triel
  - 2024 : Sarah Bernhardt, La Divine de Guillaume Nicloux[3]
  - 2025 : Les Braises de Thomas Kruithof[4]
- Aubergenville
  - 1972 : Elle court, elle court la banlieue de Gérard Pirès Lieu : 3 rue des Fleuriottes
  - 2016 : Le Convoi de Frédéric Schoendoerffer
- AuffargisLa Sablière d'Auffargis lieu de tournage du film Faut pas prendre les enfants du bon Dieu pour des canards sauvages de Michel Audiard.

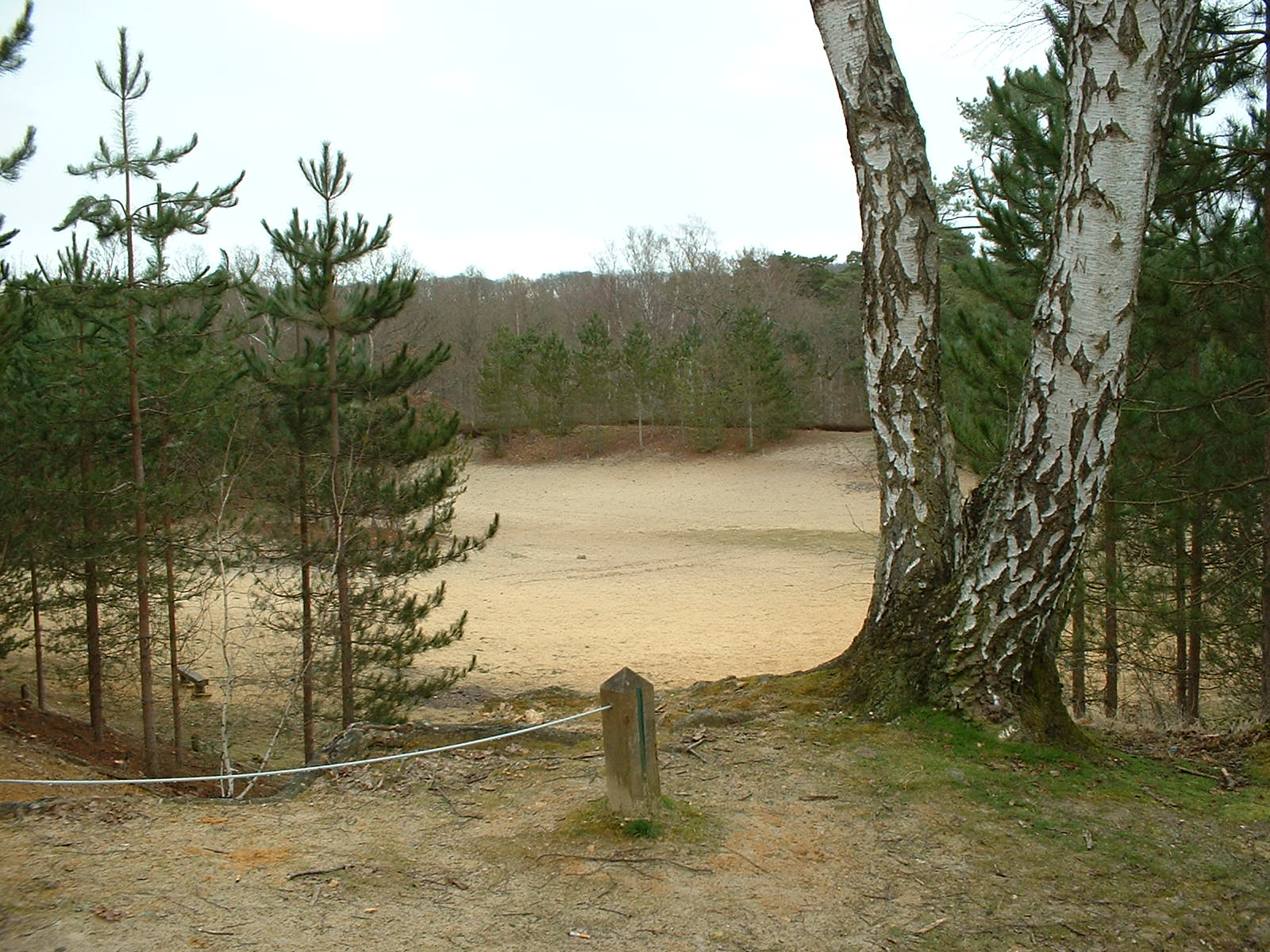
La Sablière d'Auffargis lieu de tournage du film Faut pas prendre les enfants du bon Dieu pour des canards sauvages de Michel Audiard.

  - 1938 : Lumières de Paris de Richard Pottier Lieu-dit Les Vallées
  - 1945 : L'Invité de la onzième heure de Maurice Cloche Lieu-dit Les Vallées
  - 1964 : Monsieur de Jean-Paul Le Chanois Lieu-dit Les Vallées
  - 1967 : Le Chevalier Tempête série télévisée de Yannick Andréi[5]
  - 1968 : Faut pas prendre les enfants du bon Dieu pour des canards sauvages de Michel Audiard[5]
  - 1969 : La Maison de campagne de Jean Girault[5]
  - 1970 : Le Pistonné de Claude Berri[5]
  - 1976 : Le Bon et les Méchants de Claude Lelouch Lieu : Place de l'église
  - 1989 : Orages d'été mini-série de Jean Sagols[5]
  - 1995 : Un si joli bouquet téléfilm de Jean-Claude Sussfeld Lieu : Au pont de Grandval des Vaux de Cernay
  - 2012 : Radiostars de Romain Lévy
- Aulnay-sur-Mauldre
  - 1969 : Gonflés à bloc de Ken Annakin
- Auteuil
  - 1964 : Laissez tirer les tireurs de Guy Lefranc
  - 1966 : Les malabars sont au parfum de Guy Lefranc Lieu : ancien garage Esso, sur la D11
  - 1971 : Laisse aller... c'est une valse de Georges Lautner Lieu : ancien garage Esso, sur la D11
  - 1978 : Plein les poches pour pas un rond de Daniel Daert Lieu : ancien garage Esso, sur la D11
  - 1982 : On n'est pas sorti de l'auberge de Max Pécas Lieu : ancien garage Esso, sur la D11
  - 1985 : L'Homme aux yeux d'argent de Pierre Granier-Deferre Lieu : ancien garage Esso, sur la D11
- Autouillet
  - 1964 : Des frissons partout de Raoul André Lieu : Maison du village, 33 route des Châteaux
  - 1978 : Plein les poches pour pas un rond de Daniel Daert Lieu : Route des Châteaux
  - 2004 : Feux rouges de Cédric Kahn
  - 2005 : Le Parfum de la dame en noir de Bruno Podalydès
  - 2009 : Elle s'appelait Sarah de Gilles Paquet-Brenner

## B
- Haut – A
- B
- C
- D
- E
- F
- G
- H
- I
- J
- K
- L
- M
- N
- O
- P
- Q
- R
- S
- T
- U
- V
- W
- X
- Y
- Z

- Bailly
  - 1962 : Le Doulos de Jean-Pierre Melville
  - 2014 : Les tourtereaux divorcent téléfilm de Vincenzo Marano
  - 2022 : Rumba la vie de Franck Dubosc
  - 2023 : Alibi.com 2 de Philippe Lacheau
- Bazainville
  - 1979 : Le Cavaleur de Philippe de Broca
- Bazemont
  - 1990 : Orages d'été, avis de tempête mini-série de Jean Sagols
- Bazoches-sur-GuyonneLa Maison Louis Carré, lieu de tournage du film David et Madame Hansen d'Alexandre Coffre.

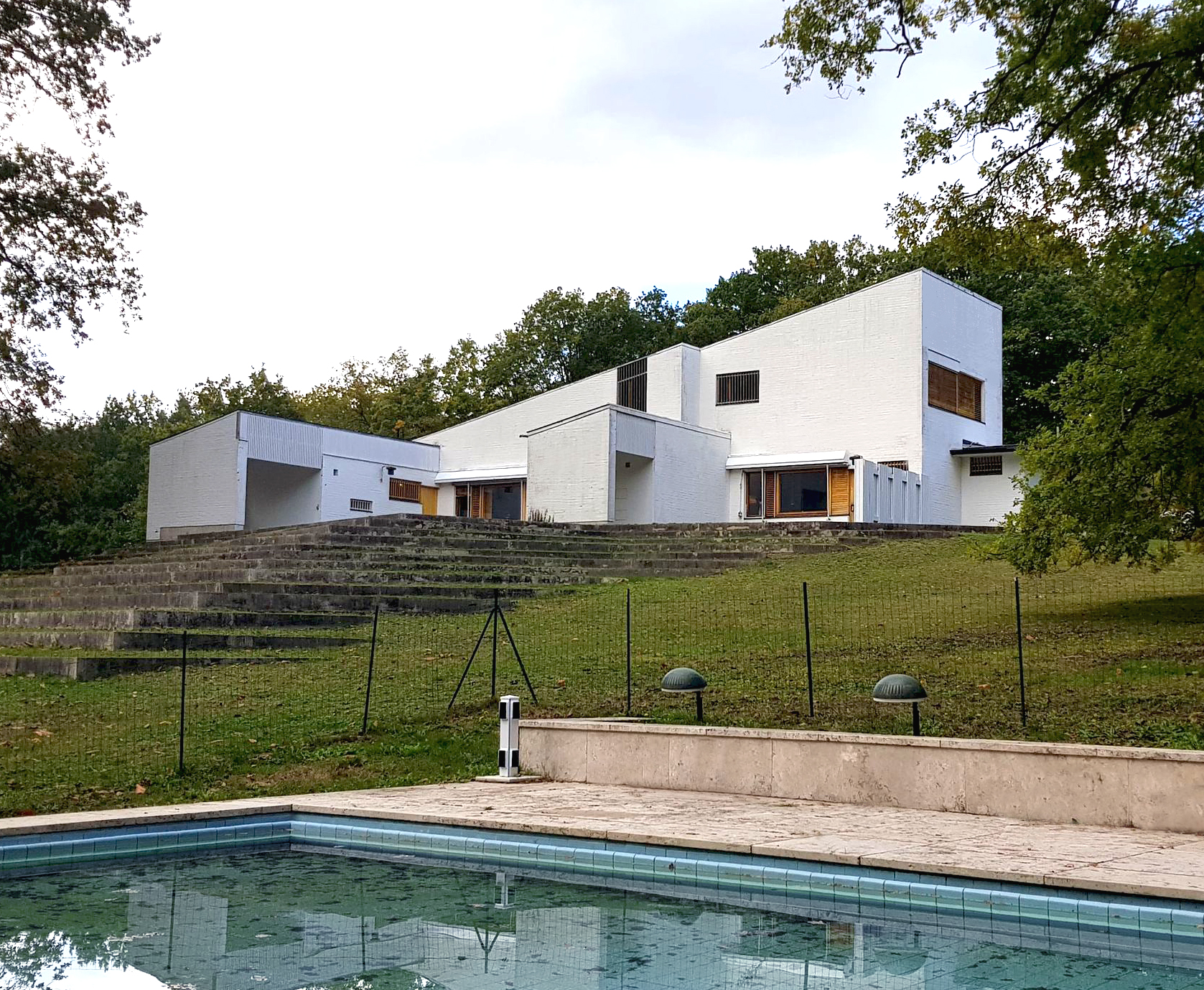
La Maison Louis Carré, lieu de tournage du film David et Madame Hansen d'Alexandre Coffre.

  - 1973 : Mais où est donc passée la septième compagnie ? de Robert Lamoureux[6],
  - 2011 : Switch de Frédéric Schoendoerffer[7]
  - 2011 : Une pure affaire d'Alexandre Coffre[7]
  - 2012 : David et Madame Hansen d'Alexandre Astier[7]
  - 2020 : L'Étreinte de Ludovic Bergery[7]
  - 2022 : Chronique d'une liaison passagère d'Emmanuel Mouret[7]
- Béhoust
  - 1987 : Les Exploits d'un jeune Don Juan de Gianfranco Mingozzi tourné au Château de Béhoust
  - 2022 : Sam série télévisée Saison 6 de Philippe Lefebvre
  - 2024 : Sam série télévisée Saison 7 d'Hippolyte Dard
- Beynes
  - 1926 : Le voile sacré de Jean Benoit-Lévy[8]
  - 1926 : Poil de carotte de Julien Duvivier[8]
  - 1929 : Peau de pêche de Jean Benoit-Lévy et Marie Epstein[8]
  - 1948 : Clochemerle de Pierre Chenal
  - 1951 : Caroline chérie de Richard Pottier
  - 1952 : Fanfan la Tulipe de Christian-Jaque[9]
  - 1954 : Si Versailles m'était conté... de Sacha Guitry[8]
  - 1961 : Le Temps des copains feuilleton télévisé de Robert Guez[8]
  - 1962 : La Loi des hommes de Charles Gérard
  - 1964 : Laissez tirer les tireurs de Guy Lefranc
  - 1966 : Paris brûle-t-il ? de René Clément[8]
  - 1966 : Les malabars sont au parfum de Guy Lefranc
  - 1966 : Sale temps pour les mouches de Guy Lefranc
  - 1967 : Le Chevalier Tempête série télévisée de Yannick Andréi[9]
  - 1969 : Sous le signe du taureau de Gilles Grangier
  - 1970 : Le Mur de l'Atlantique de Marcel Camus[10]
  - 1971 : Laisse aller... c'est une valse de Georges Lautner
  - 1974 : Par ici la monnaie de Richard BalducciLa gare de Beynes, lieu de tournage du film Les Tuche 3 d'Olivier Baroux.

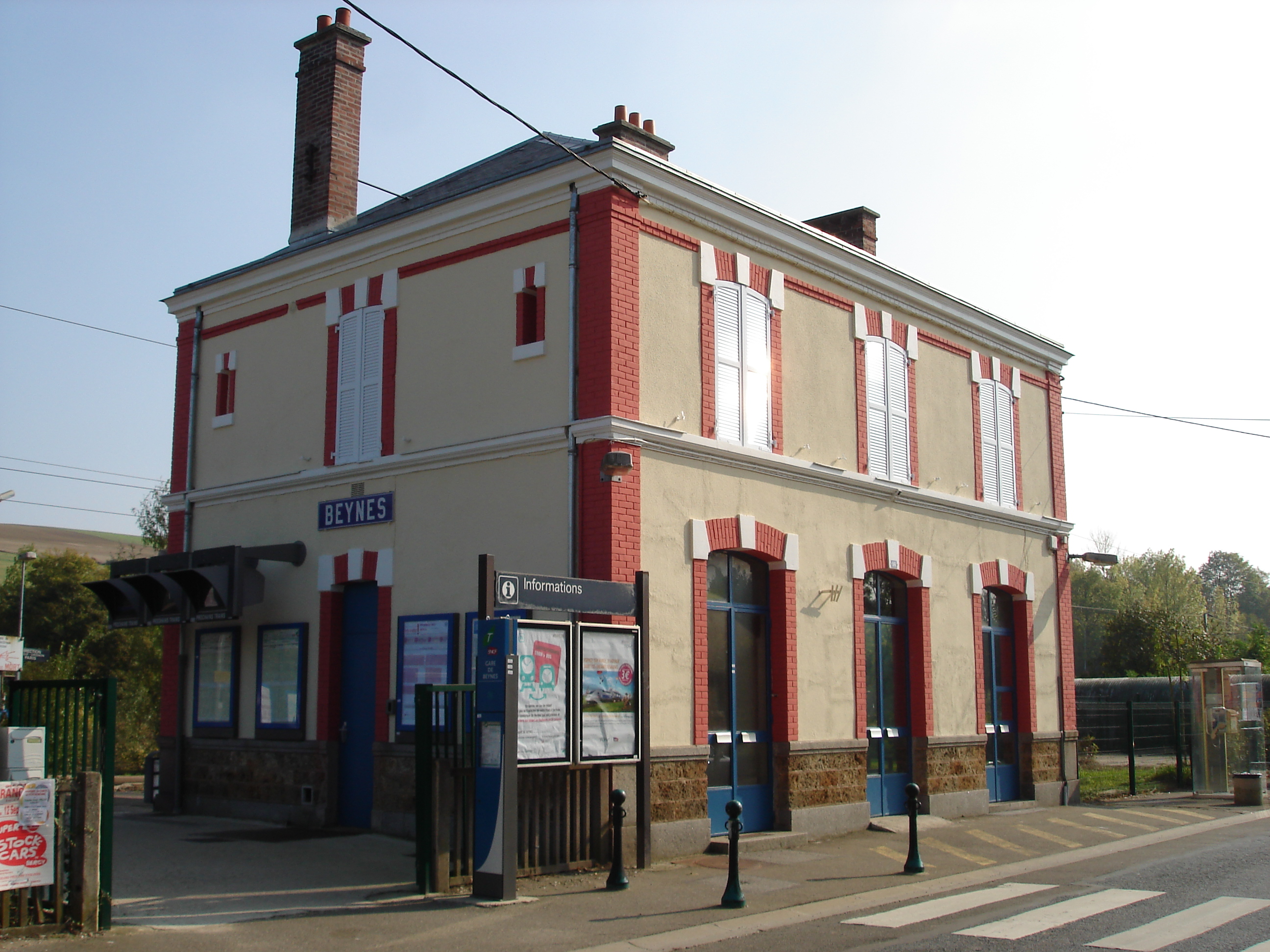
La gare de Beynes, lieu de tournage du film Les Tuche 3 d'Olivier Baroux.

  - 1975 : Le Faux-cul de Roger Hanin[8]
  - 1977 : Le mille-pattes fait des claquettes de Jean Girault[9]
  - 1989 : Radio Corbeau d'Yves Boisset[8]
  - 1996 : L'Instit série télévisée épisode "Demain dès l'aube" de François Velle
  - 1999 : La Petite Fille en costume marin téléfilm de Marc Rivière
  - 2002 : Laissez-passer de Bertrand Tavernier[10]
  - 2003 : Les Thibault série télévisée de Jean-Daniel Verhaeghe[10]
  - 2003 : La Tranchée des espoirs téléfilm de Jean-Louis Lorenzi[10]
  - 2005 : Ma vie en l'air de Rémi Bezançon
  - 2010 : Bus Palladium de Christopher Thompson[9]
  - 2014 : C'est pas de l'amour téléfilm de Jérôme Cornuau
  - 2017 : Au revoir là-haut d'Albert Dupontel[11]
  - 2018 : Les Tuche 3 d'Olivier Baroux[12]
  - 2019 : J'accuse de Roman Polanski[13]
- Blaru
  - 1976 : F… comme Fairbanks de Maurice Dugowson
- Boinvilliers
  - 1999 : Trafic d'influence de Dominique Farrugia
- Bois d'Arcy
  - 1949 : Le Trésor de Cantenac de Sacha Guitry[14]
  - 1954 : Si Versailles m'était conté... de Sacha Guitry[14]
  - 2002 : Aro Tolbukhin. En la mente del asesino d'Isaac Pierre Racine, Agustí Villaronga et Lydia Zimmermann
  - 2017 : K.O. de Fabrice Gobert
  - 2019 : Engrenages série télévisée de Jean-Philippe Amar Saison 7
  - 2020 : Engrenages série télévisée de Frédéric Jardin Saison 8
  - 2020 : Belle Fille de Méliane Marcaggi tournage à la Maison d'arrêt de Bois-d'Arcy
  - 2021 : Lupin, série télévisée de Ludovic Bernard[15]
- Boissy-sans-Avoir
  - 1981 : Les Uns et les Autres de Claude Lelouch
  - 2015 : Un début prometteur d'Emma Luchini
  - 2016 : Le Convoi de Frédéric Schoendoerffer
- BonnellesLe château de Bonnelles lieu de tournage du feuilleton télévisé Le Jeune Fabre de Cécile Aubry.
  - 1950 : Orphée de Jean Cocteau

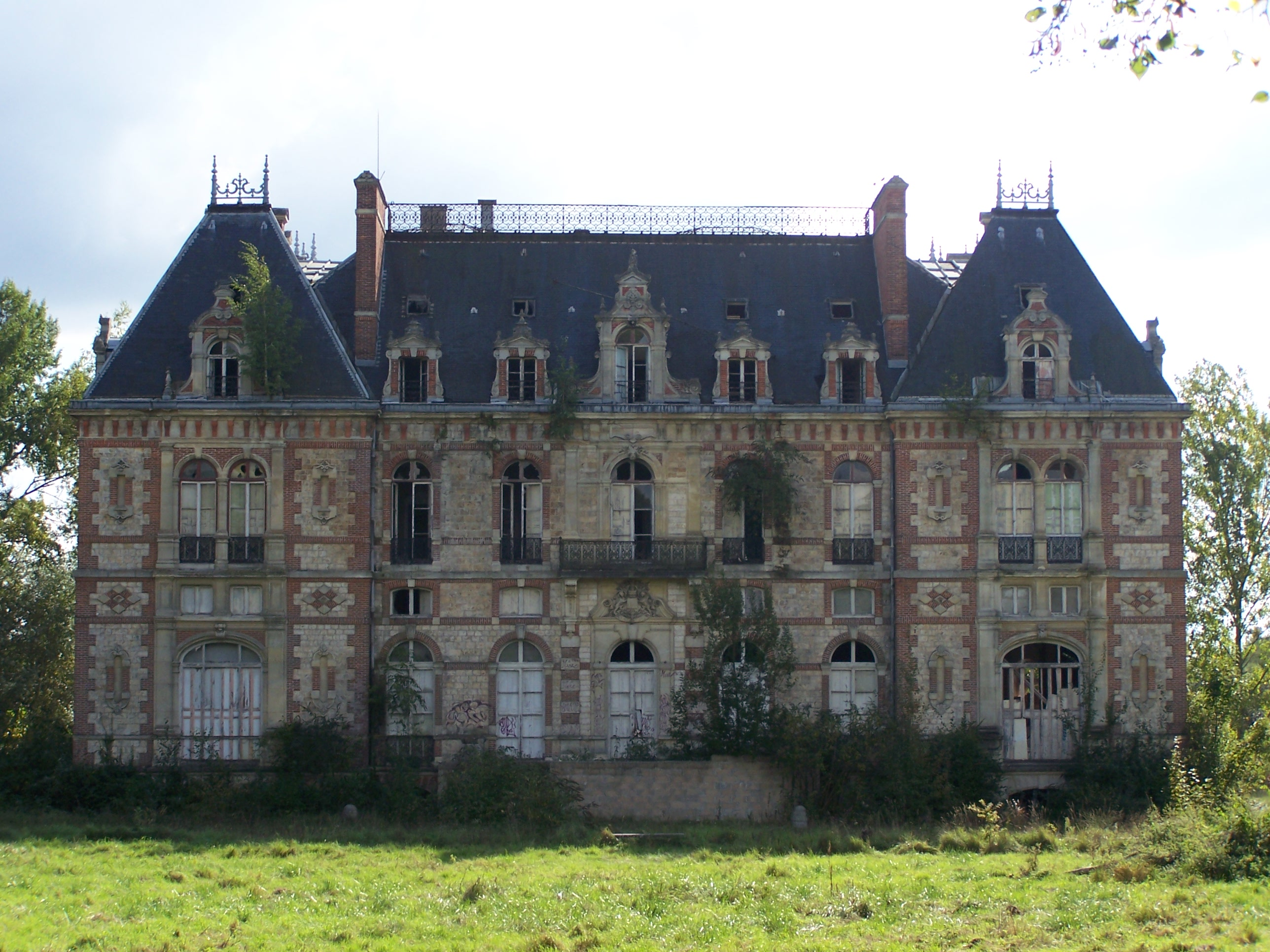
Le château de Bonnelles lieu de tournage du feuilleton télévisé Le Jeune Fabre de Cécile Aubry.

  - 1973 : Le Jeune Fabre, feuilleton télévisé de Cécile Aubry[16]
  - 1981 : Les Bidasses aux grandes manœuvres de Raphaël Delpard
  - 1988 : Le Vent des moissons série télévisée de Jean Sagols[16]
  - 1999 : Nadia et les Hippopotames de Dominique Cabrera
  - 1999 : Un pur moment de rock'n roll de Manuel Boursinhac
  - 2001 : Le Vélo de Ghislain Lambert de Philippe Harel
- Bougival
  - 1924 : La Belle Nivernaise de Jean Epstein
  - 1949 : L'Héroïque Monsieur Boniface de Maurice Labro
  - 1951 : Pas de pitié pour les femmes de Christian Stengel[17]
  - 1956 : Crime et Châtiment de Georges Lampin
  - 1964 : Lucky Jo de Michel Deville
  - 1970 : L'Ours et la Poupée de Michel Deville
  - 1974 : Le Mouton enragé de Michel Deville
  - 2012 : Adieu Berthe de Denis Podalydès[18]
  - 2021 : Envole-moi de Christophe Barratier
  - 2021 : Pour te retrouver téléfilm de Bruno Garcia
  - 2021 : Incroyable mais vrai de Quentin Dupieux
- Bourdonné
  - 1973 : La Femme en bleu de Michel Deville
- Brueil-en-Vexin
  - 1967 : Week-end de Jean-Luc Godard
  - 2013 : Au bout du conte d'Agnès Jaoui
  - 2020 : Rhinozeros de Mathieu Saliva[19]
- Buc
  - 2013 : Les Reines du ring de Jean-Marc Rudnicki
  - 2013 : Fonzy d'Isabelle Doval 
  - 2015 : Microbe et Gasoil de Michel Gondry
- BullionL'église Saint-Vincent-et-Saint-Sébastien de Bullion, lieu de tournage du film L'Année des méduses de Christopher Frank.
  - 1950 : Orphée de Jean Cocteau

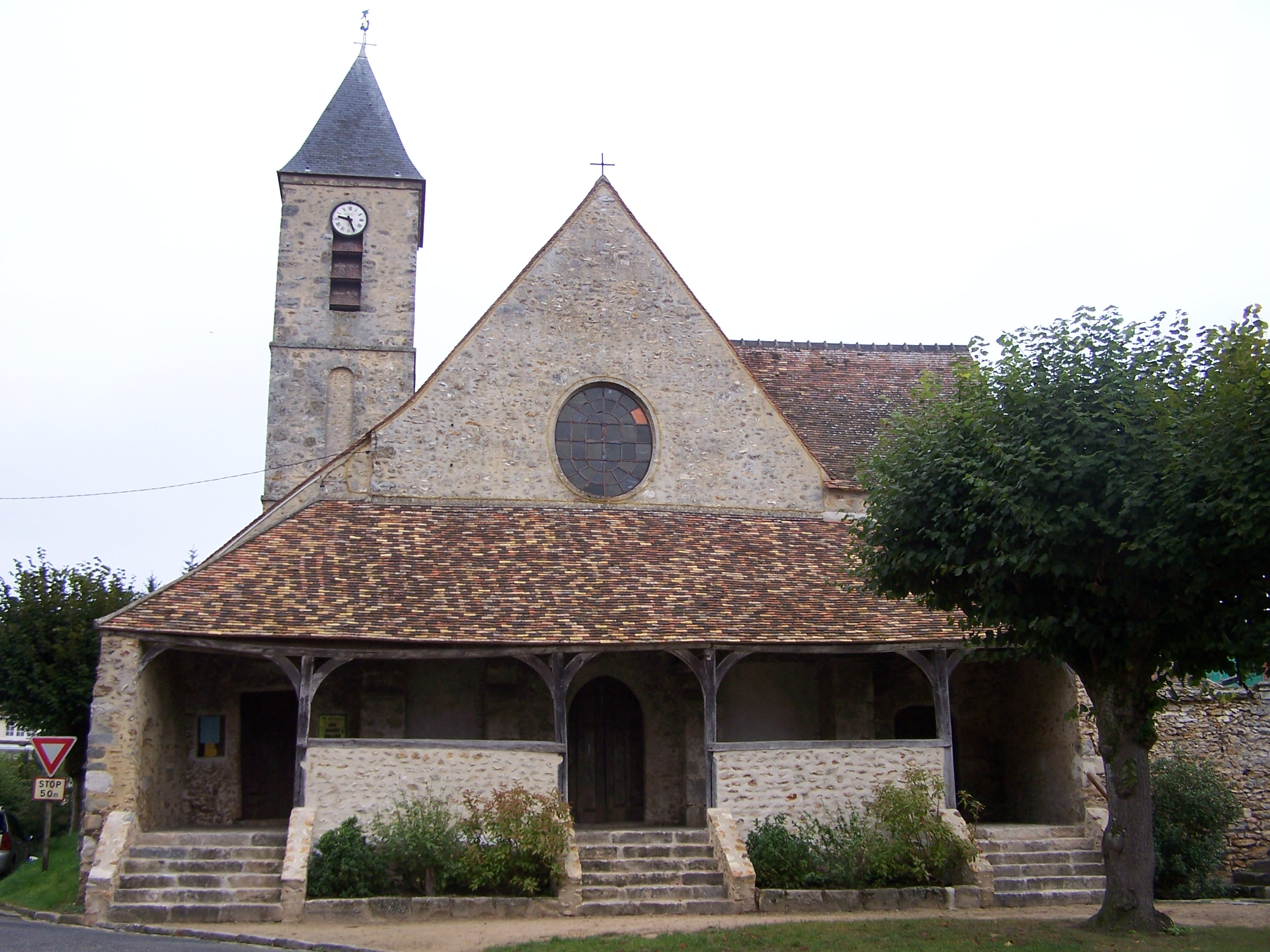
L'église Saint-Vincent-et-Saint-Sébastien de Bullion, lieu de tournage du film L'Année des méduses de Christopher Frank.

  - 1962 : Le Jour le plus long de Ken Annakin et Andrew Marton et Bernhard Wicki et Gerd Oswald et Darryl F. Zanuck
  - 1979 : Courage fuyons d'Yves Robert
  - 1979 : Mon ami Gaylord série télévisée de Pierre Goutas
  - 1984 : L'Année des méduses de Christopher Frank
  - 1989 : Les Jupons de la Révolution : Marat téléfilm de Maroun Bagdadi
  - 1995 : Le Roi de Paris de Dominique Maillet
  - 1999 : L'Ami du jardin de Jean-Louis Bouchaud
  - 1999 : Nadia et les Hippopotames de Dominique Cabrera
  - 2001 : Les Cordier, juge et flic série télévisée Saison 8 Épisode 2 "Menace sur la ville" de Jean-Denis Robert
  - 2009 : Tellement proches d'Olivier Nakache et Éric Toledano
  - 2011 : La Bonté des femmes téléfilm de Marc Dugain et Yves Angelo
  - 2018 : Le Retour du héros de Laurent Tirard[20], tournage au Château des Carneaux
  - 2018 : L'amour est une fête de Cédric Anger
  - 2023 : Jeff Panacloc : À la poursuite de Jean-Marc de Pierre-François Martin-Laval[21]

## C
- Haut – A
- B
- C
- D
- E
- F
- G
- H
- I
- J
- K
- L
- M
- N
- O
- P
- Q
- R
- S
- T
- U
- V
- W
- X
- Y
- Z

- Carrières-sous-Poissy
  - 1984 : Némo d'Arnaud Sélignac[22]  : Studio construit dans les Sablières, au lieu-dit Les Blanchardes
  - 1989 : Trois Années de Fabrice Cazeneuve
  - 1997 : Les Démons de Jésus de Bernie Bonvoisin
  - 2009 : Neuilly sa mère ! de Gabriel Julien-Laferrière : Ecole élémentaire Du Guesclin, magasin LIDL et Cité HLM de la rue Touboul
  - 2009 : Braquo série télévisée Saison 1 d'Olivier Marchal[23]
  - 2010 : Engrenages série télévisée Saison 3 de Manuel Boursinhac
  - 2011 : Braquo série télévisée Saison 2 d'Olivier Marchal[23]
  - 2014 : Dors mon lapin de Jean-Pierre Mocky[24] : Bar-restaurant "Le Churrasco de Saint-Louis"
  - 2015 : Une chance de trop série télévisée de François Velle
  - 2022 : La Maison d'en face série télévisée de Lionel Bailliu : Hôtel de ville
- Carrières-sur-Seine
  - 1974 : Les Gaspards de Pierre Tchernia
  - 1976 : L'Alpagueur de Philippe Labro
  - 1985 : Train d'enfer de Roger Hanin
  - 2002 : Navarro série télévisée Saison 14 Épisode 6 "Sur ma vie" de Patrick Jamain
  - 2015 : À 14 ans de Hélène Zimmer
- Cernay-la-VilleL'abbaye des Vaux-de-Cernay, lieu de tournage de la série télévisée Thierry la Fronde de Robert Guez et Pierre Goutas.

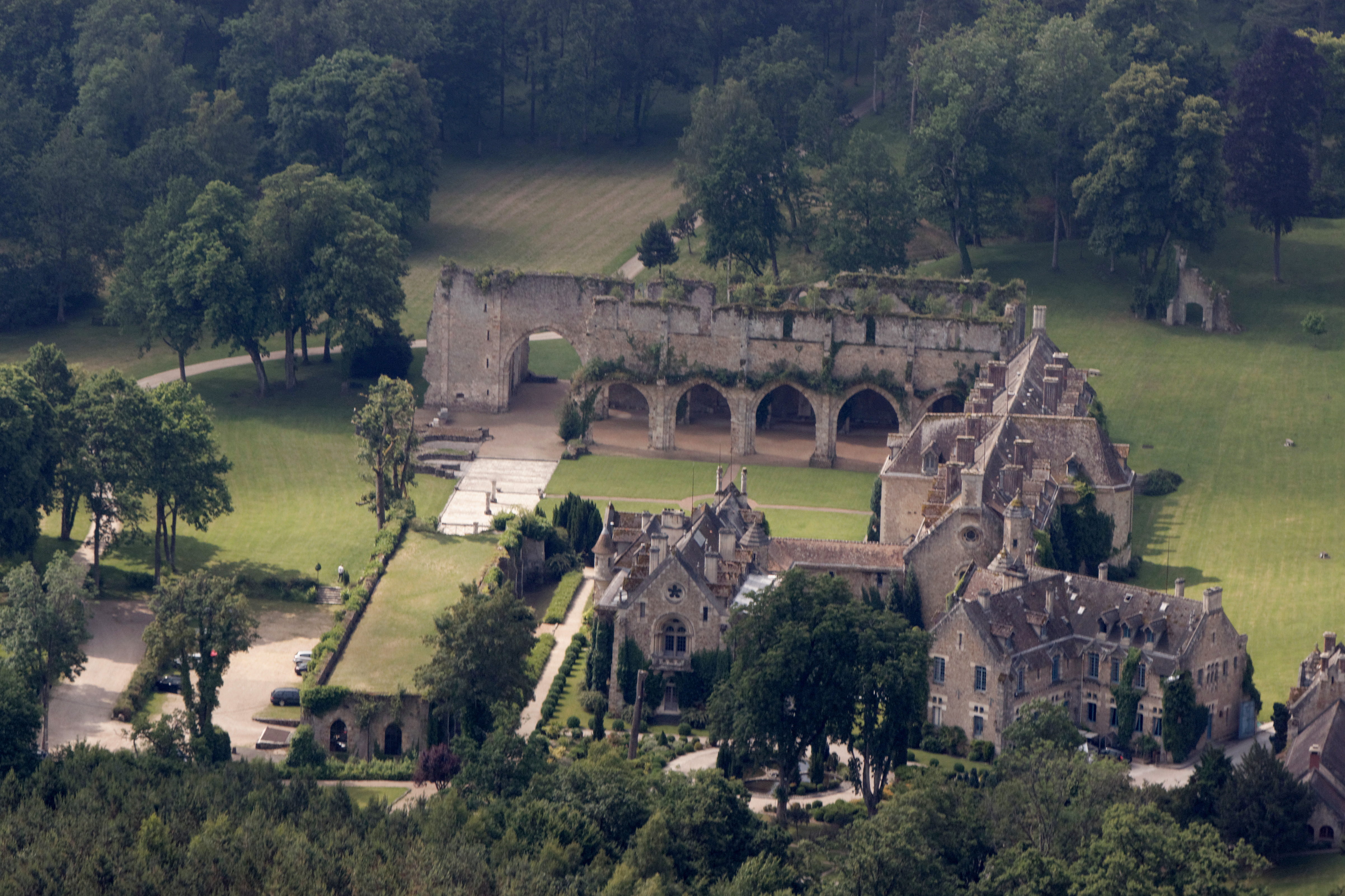
L'abbaye des Vaux-de-Cernay, lieu de tournage de la série télévisée Thierry la Fronde de Robert Guez et Pierre Goutas.

  - 1938 : Lumières de Paris de Richard Pottier
  - 1943 : Monsieur des Lourdines de Pierre de Hérain
  - 1945 : L'Invité de la onzième heure de Maurice Cloche[25]
  - 1946 : La Tentation de Barbizon de Jean Stelli
  - 1956 : Monsieur et Madame Curie de Georges Franju
  - 1957 : Le rouge est mis de Gilles Grangier
  - 1958 : Sois belle et tais-toi de Marc Allégret
  - 1959 : Pourquoi viens-tu si tard ? d'Henri Decoin[26]
  - 1963 : Thierry la Fronde, série télévisée de Robert Guez et Pierre Goutas[25]
  - 1964 : Monsieur de Jean-Paul Le Chanois
  - 1966 : Les Compagnons de Jéhu, feuilleton télévisé de Michel Drach[25]
  - 1967 : Le Chevalier Tempête série télévisée de Yannick Andréi
  - 1968 : Faut pas prendre les enfants du bon Dieu pour des canards sauvages de Michel Audiard
  - 1969 : D'Artagnan, feuilleton télévisé de Claude Barma[25]
  - 1971 : Le Souffle au cœur de Louis Malle
  - 1975 : Les Galettes de Pont-Aven de Joël Séria
  - 1976 : Mado de Claude Sautet
  - 1995 : Les Cent et Une Nuits de Simon Cinéma d'Agnès Varda
  - 1999 : Fin août, début septembre d'Olivier Assayas
  - 2008 : Un monde à nous de Frédéric Balekdjian
  - 2013 : La Grande Boucle de Laurent Tuel
  - 2016 : Le Secret de la chambre noire de Kiyoshi Kurosawa
  - 2017 : Les Nouvelles Aventures de Cendrillon de Lionel Steketee[25]
  - 2021 : Le Furet, téléfilm de Thomas Sorriaux
- Chambourcy
  - 1972 : La Demoiselle d'Avignon feuilleton télévisé de Michel Wyn
  - 2002 : La Mentale de Manuel Boursinhac
  - 2015 : Bis de Dominique Farrugia
  - 2018 : Un couteau dans le cœur d'Yann Gonzalez
- Chanteloup-les-Vignes
  - 1995 : La Haine de Mathieu Kassovitz[27]
  - 2015 : Dheepan de Jacques Audiard[28]
- ChâteaufortLe domaine d'Ors à Châteaufort, lieu de tournage de Génial, mes parents divorcent ! de Patrick Braoudé.
  - 1961 : La Proie pour l'ombre d'Alexandre Astruc

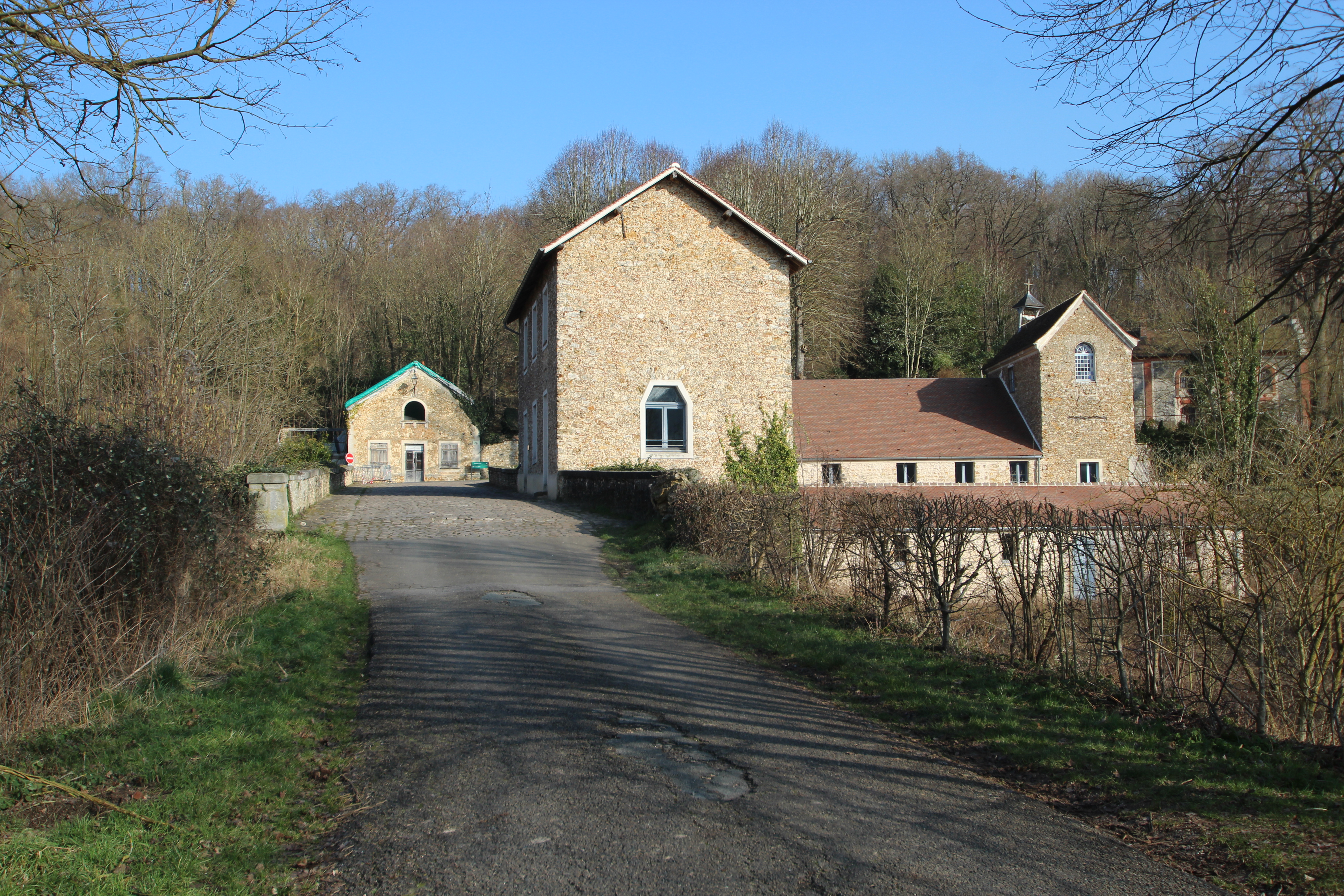
Le domaine d'Ors à Châteaufort, lieu de tournage de Génial, mes parents divorcent ! de Patrick Braoudé.

  - 1972 : César et Rosalie de Claude Sautet
  - 1991 : Génial, mes parents divorcent ! de Patrick Braoudé
  - 2013 : Joséphine d'Agnès Obadia
  - 2017 : Money de Gela Babluani[29]
  - 2019 : Ma dame au camélia d'Édouard Montoute[30]
  - 2021 : L'Art du crime série télévisée Saison 4 Épisode 1 "Le testament de Van Gogh" d'Elsa Bennett et Hippolyte Dard[29]
- Chatou
  - 2005 : Je ne suis pas là pour être aimé de Stéphane Brizé
  - 2011 : Ni vu, ni connu téléfilm de Christophe Douchand
  - 2012 : Adieu Berthe de Bruno Podalydès[18]
  - 2015 : L'Étudiante et Monsieur Henri d'Ivan Calbérac
  - 2015 : Belles Familles de Jean-Paul Rappeneau
  - 2018 : Photo de famille de Cécilia Rouaud
  - 2018 : Les Tuche 3 d'Olivier Baroux
  - 2023 : Alibi.com 2 de Philippe Lacheau
- Chavenay
  - 1969 : Poussez pas grand-père dans les cactus de Jean-Claude Dague
  - 1977 : Le Camion de Marguerite Duras
  - 1991 : Génial, mes parents divorcent ! de Patrick Braoudé
  - 2015 : Une chance de trop série télévisée de François Velle
- ChevreuseLe château de Méridon à Chevreuse, lieu de tournage du film Clochemerle de Pierre Chenal.

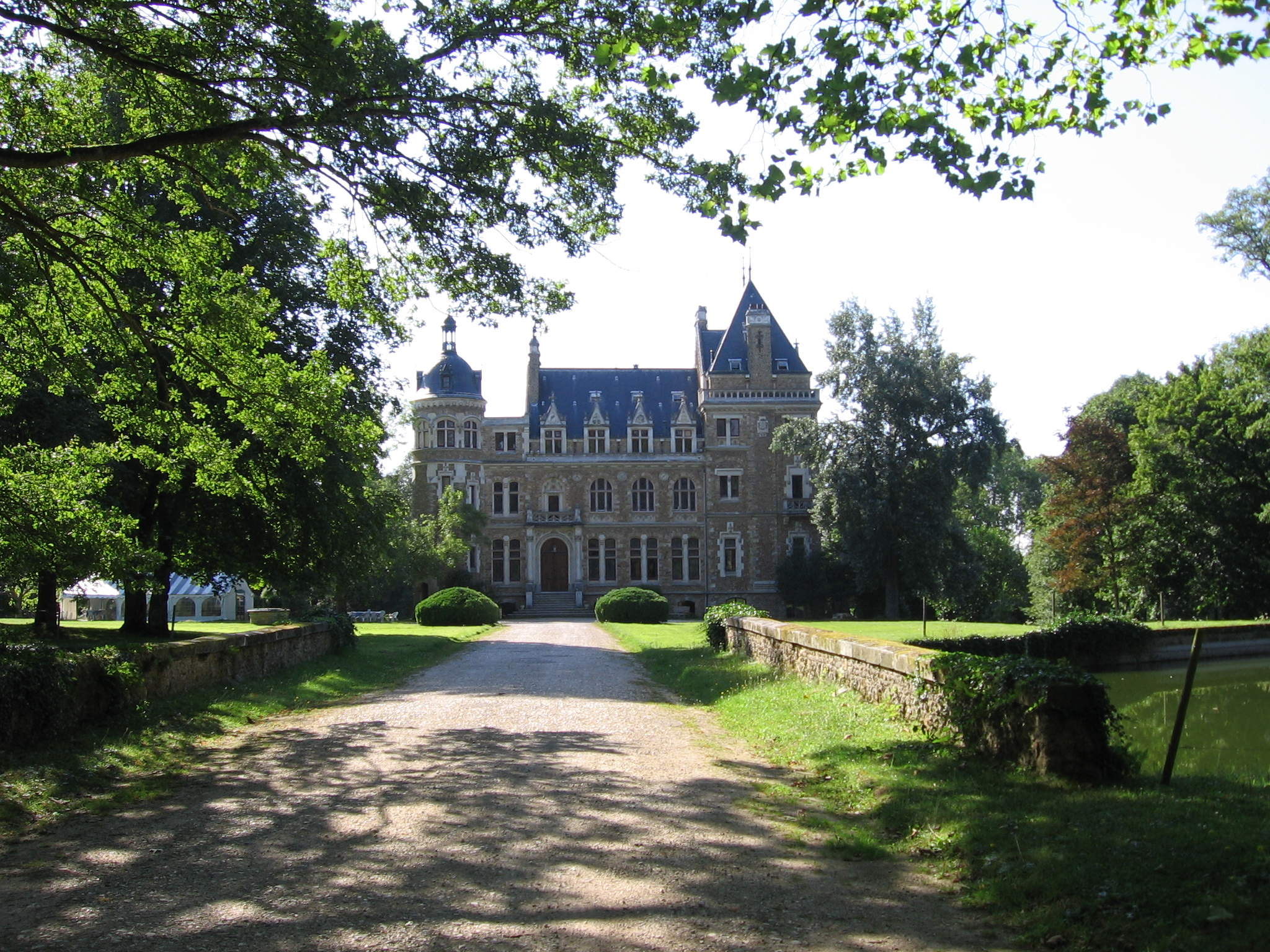
Le château de Méridon à Chevreuse, lieu de tournage du film Clochemerle de Pierre Chenal.

  - 1948 : Clochemerle de Pierre Chenal[31]
  - 1955 : Les Diaboliques d'Henri-Georges Clouzot[32]
  - 1956 : Ces sacrées vacances de Robert Vernay
  - 1959 : Les Motards de Jean Laviron[32]
  - 1967 : Le Soleil des voyous de Jean Delannoy
  - 1974 : Impossible... pas français de Robert Lamoureux
  - 1974 : Les murs ont des oreilles de Jean Girault
  - 1975 : Maîtresse de Barbet Schroeder
  - 1975 : Les Compagnons d'Eleusis série télévisée de Claude Grinberg
  - 1977 : Le mille-pattes fait des claquettes de Jean Girault[32]
  - 1999 : Je règle mon pas sur le pas de mon père de Rémi Waterhouse
  - 2004 : Ambre a disparu téléfilm de Denys Granier-Deferre
  - 2005 - 2009 : Kaamelott série télévisée d'Alexandre Astier tournage au Château de la Madeleine
  - 2012 : Adieu Berthe de Bruno Podalydès
  - 2014 : Barbecue d'Éric Lavaine
  - 2017 : Embrasse-moi ! d'Océan et Cyprien Vial[31]
  - 2018 : Christ(off) de Pierre Dudan[33]
  - 2019 : J'irai où tu iras de Géraldine Nakache[31]
  - 2019 : Mouche série télévisée de Jeanne Herry
  - 2020 : L'Étreinte de Ludovic Bergery
  - 2021 : Super-héros malgré lui de Philippe Lacheau[31]
  - 2023 : 10 jours encore sans maman de Ludovic Bernard[31]
  - 2023 : Acide de Just Philippot
- ChoiselLe château de Breteuil à Choisel, lieu de tournage du film Les affaires sont les affaires de Jean Dréville.

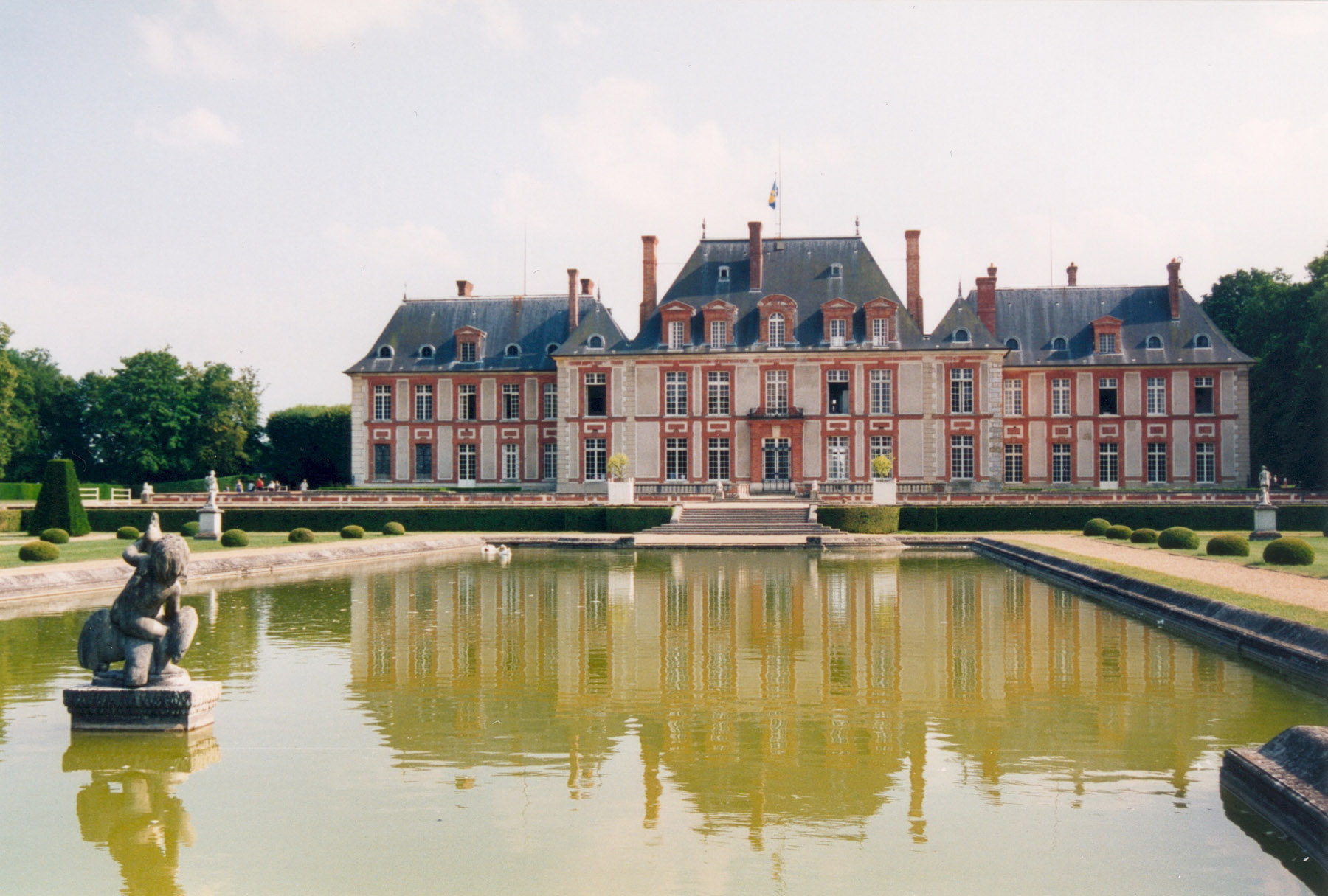
Le château de Breteuil à Choisel, lieu de tournage du film Les affaires sont les affaires de Jean Dréville.

  - 1942 : Les affaires sont les affaires de Jean Dréville[34]
  - 1949 : Les Nouveaux Maîtres de Paul Nivoix [35]
  - 1970 : Le Bal du comte d'Orgel de Marc Allégret[35]
  - 1972 : Le Charme discret de la bourgeoisie de Luis Buñuel
  - 1972 : L'Homme qui revient de loin série télévisée de Michel Wyn[35]
  - 1975 : Opération Lady Marlène de Robert Lamoureux
  - 1978 : Claudine série de 4 téléfilms d'Édouard Molinaro[34]
  - 1979 : Les Joyeuses Colonies de vacances de Michel Gérard[34]
  - 1983 : Ça va pas être triste de Pierre Sisser
  - 1988 : Le Vent des moissons série télévisée de Jean Sagols
  - 1989 : Les Jupons de la Révolution : Marat téléfilm de Maroun Bagdadi[34]
  - 1990 : Le Mari de l'ambassadeur série télévisée de François Velle[35]
  - 1991 : Madame Bovary de Claude Chabrol[35]
  - 1992 : Le Retour de Casanova d'Édouard Niermans
  - 1999 : Joséphine, ange gardien série télévisée de Laurent Chouchan (épisode "Pour la vie")[34]
  - 2000 : Sydney Fox, l'aventurière série télévisée de Gil Grant Saison 1 Épisode "Le Calice de la vérité"[34]
  - 2001 : La Boîte de Claude Zidi
  - 2001 : Mademoiselle de Philippe Lioret
  - 2006 : Président de Lionel Delplanque[34]
  - 2008 : Chez Maupassant série télévisée épisode 15 "La Chambre 11" de Jacques Santamaria[34]
  - 2011 : La Conquête de Xavier Durringer[34],[36]
  - 2011 : Chez Maupassant série télévisée épisode 21 "L'assassin" de Laurent Heynemann[34]
  - 2013 : Joséphine d'Agnès Obadia
  - 2013 : Les affaires sont les affaires téléfilm de Philippe Bérenger[34]
  - 2015 : Journal d'une femme de chambre de Benoît Jacquot
  - 2023 : Alibi.com 2 de Philippe Lacheau
  - 2023 : Acide de Just Philippot[37]
  - 2025 : Bastion 36 d' Olivier Marchal[38]
- Civry-la-Forêt
  - 1991 : L'Annonce faite à Marie d'Alain Cuny[39]
- Clairefontaine-en-Yvelines
  - 1972 : Le Charme discret de la bourgeoisie de Luis Buñuel
  - 1989 : Trois années de Fabrice Cazeneuve[40]
  - 1990 : Docteur Petiot de Christian de Chalonge[40]
  - 1992 : La Crise de Coline Serreau[40]
  - 1992 : Juste avant l'orage de Bruno Herbulot
  - 1993 : Les Veufs de Max Fischer
  - 1995 : Charlotte et Léa téléfilm de Jean-Claude Sussfeld[40]
  - 1995 : Les Cent et Une Nuits de Simon Cinéma d'Agnès Varda[40]
  - 1995 : Le Roi de Paris de Dominique Maillet[40]
  - 1999 : Astérix et Obélix contre César de Claude Zidi[41]
  - 2017 : Une famille formidable série télévisée de Miguel Courtois Saison 14 Épisode 3 "Chambre d'amis"
  - 2022 : La Brigade de Louis-Julien Petit tourné au Domaine de la Voisine
- CoignièresL'église de Coignières, lieu de tournage du film Le Deal de Jean-Pierre Mocky.

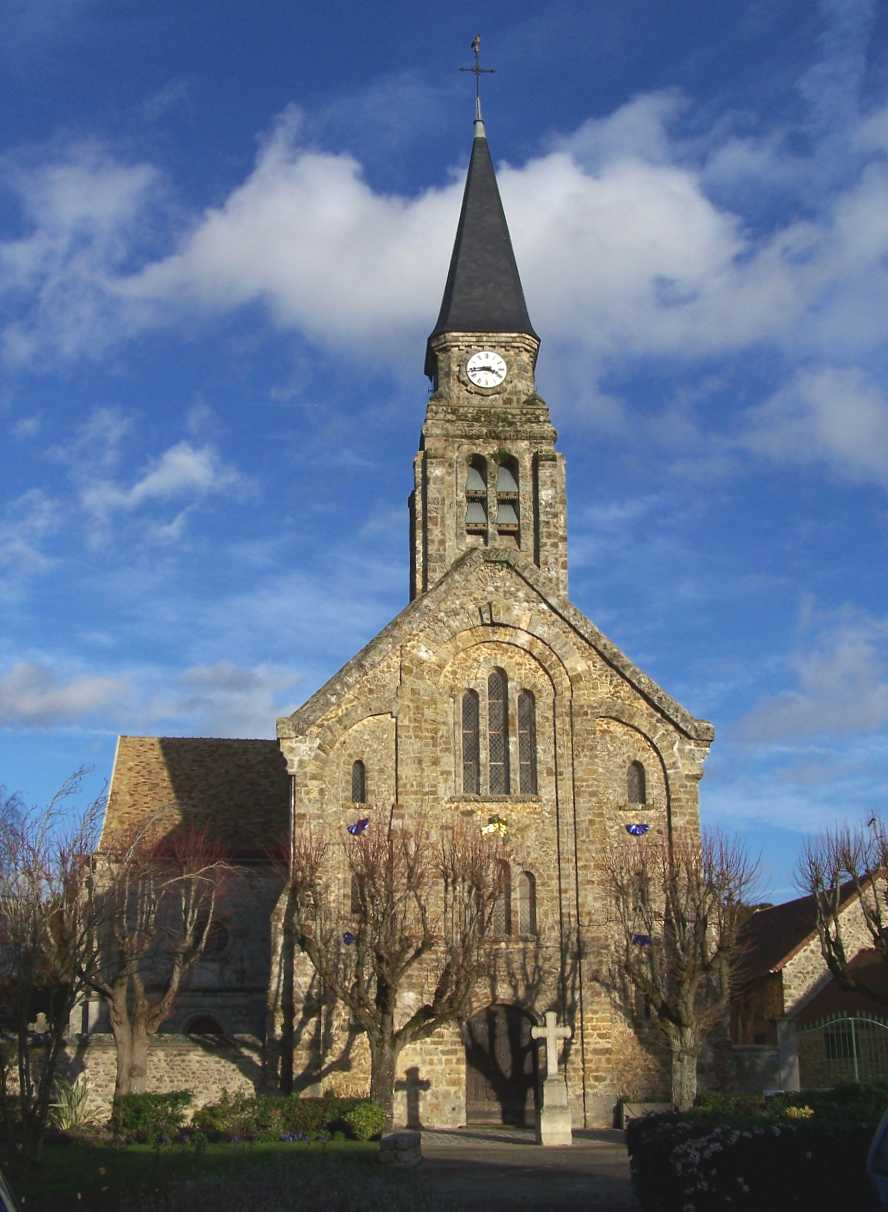
L'église de Coignières, lieu de tournage du film Le Deal de Jean-Pierre Mocky.

  - 1974 : Par ici la monnaie de Richard Balducci
  - 2002 : Mille millièmes de Rémi Waterhouse
  - 2007 : Le Deal de Jean-Pierre Mocky
  - 2008 : J'ai toujours rêvé d'être un gangster de Samuel Benchetrit
  - 2009 : Braquo série télévisée d'Olivier Marchal
  - 2016 : Encore heureux de Benoît Graffin
  - 2021 : Un autre monde de Stéphane Brizé
- Condé-sur-Vesgre
  - 1989 : Mes meilleurs copains de Jean-Marie Poiré
- Conflans-Sainte-Honorine
  - 1934 : L'Atalante de Jean Vigo
  - 1951 : Les Amants de bras-mort de Marcello Pagliero
  - 1955 : Chiens perdus sans collier de Jean Delannoy
  - 1980: Les visiteurs (mini série de science fiction) de Michel wyn et Claude Desailly
  - 1968 : L'Homme du Picardie, feuilleton télévisé de Jacques Ertaud
  - 1973 : Don Juan 73 de Roger Vadim
  - 1987 : Association de malfaiteurs de Claude Zidi
  - 2000 : Les filles ne savent pas nager d'Anne-Sophie Birot
  - 2001 : L'Engrenage de Frank Nicotra
  - 2001 : Le Placard de Francis Veber[42]
  - 2006 : Président de Lionel Delplanque
  - 2012 : Trois Mondes de Catherine Corsini
  - 2012 : Sur la piste du Marsupilami d'Alain Chabat[43]
  - 2017 : Crash Test Aglaé d'Éric Gravel[44]
  - 2020 : Adieu les cons d'Albert Dupontel
  - 2020 : La Fine Fleur de Pierre Pinaud
  - 2025 : Les Braises de Thomas Kruithof[4]
  - 2026 : L'Inconnue d'Arthur Harari
- Courgent
  - 2007 : Ce soir je dors chez toi d'Olivier Baroux
- CrespièresLe château de Wideville à Crespières, lieu de tournage du téléfilm Hauteclaire ou le Bonheur dans le crime de Jean Prat.

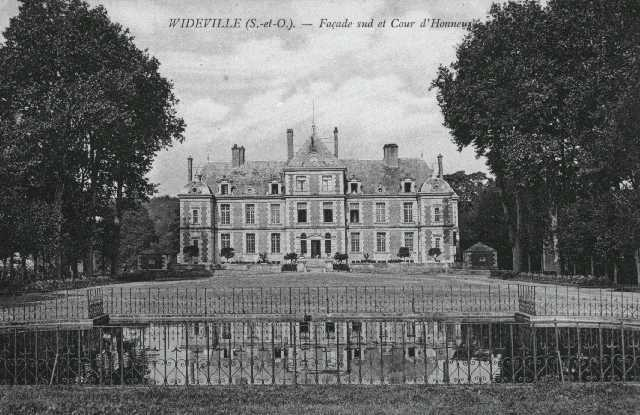
Le château de Wideville à Crespières, lieu de tournage du téléfilm Hauteclaire ou le Bonheur dans le crime de Jean Prat.

  - 1961 : Hauteclaire ou le Bonheur dans le crime, téléfilm de Jean Prat Tournage au Château de Wideville
  - 1981 : Le Maître d'école de Claude Berri
  - 2002 : Une Ferrari pour deux, téléfilm de Charlotte Brändström
  - 2003 : L'Équipier de Philippe Lioret[45]
- Croissy-sur-Seine
  - 1963 : L'assassin connaît la musique... de Pierre Chenal
  - 1991 : L'Opération Corned-Beef de Jean-Marie Poiré
  - 1991 : Maigret, série télévisée Épisode 1 : Maigret et la Grande Perche de Claude Goretta
  - 1995 : Les Apprentis de Pierre Salvadori
  - 2008 : Go Fast d'Olivier Van Hoofstadt
  - 2011 : Le vernis craque, téléfilm de Daniel Janneau[46]
  - 2012 : Adieu Berthe de Bruno Podalydès
  - 2014 : Situation amoureuse : C'est compliqué de Manu Payet et Rodolphe Lauga
  - 2018 : En liberté ! de Pierre Salvadori[47]
  - 2020 : Une belle équipe de Mohamed Hamidi
  - 2021 : Un tour chez ma fille d'Éric Lavaine
  - 2023 : L'Été dernier de Catherine Breillat

## D
- Haut – A
- B
- C
- D
- E
- F
- G
- H
- I
- J
- K
- L
- M
- N
- O
- P
- Q
- R
- S
- T
- U
- V
- W
- X
- Y
- Z

- Dammartin-en-Serve
  - 1970 : Les caprices de Marie de Philippe De Broca
  - 1969 : L'Armée des ombres de Jean-Pierre Melville
- Dampierre-en-YvelinesLe château de Dampierre, lieu de tournage du film Les Adieux à la reine de Benoît Jacquot.

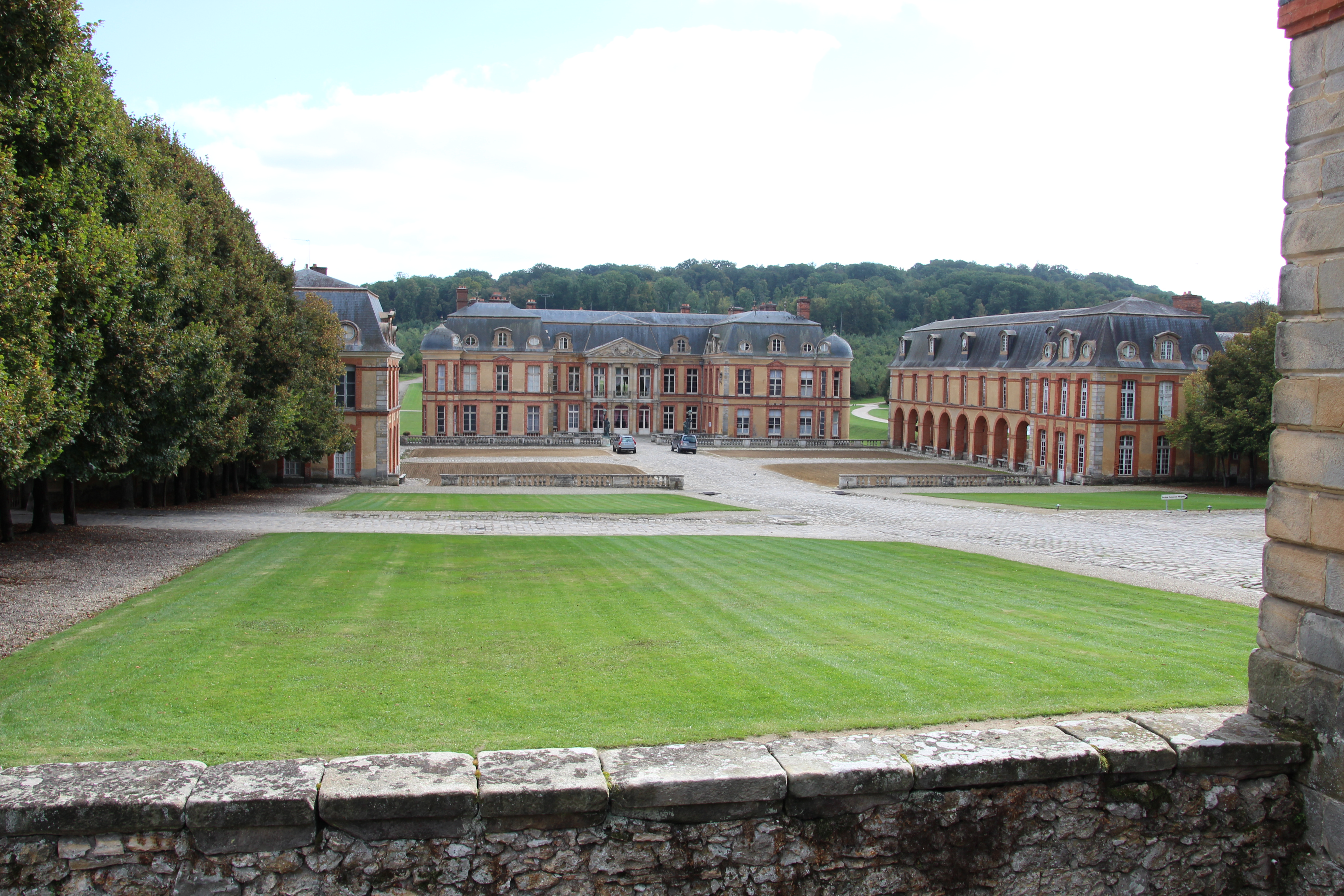
Le château de Dampierre, lieu de tournage du film Les Adieux à la reine de Benoît Jacquot.

  - 1943 : Monsieur des Lourdines de Pierre de Hérain
  - 1952 : Nez de cuir d'Yves Allégret
  - 1969 : Les Gros Malins de Raymond Leboursier
  - 1969 : D'Artagnan, feuilleton télévisé de Claude Barma[48],[49]
  - 1973 : Moi y'en a vouloir des sous de Jean Yanne
  - 1975 : On a retrouvé la septième compagnie de Robert Lamoureux
  - 1976 : L'Aile ou la Cuisse de  Claude Zidi
  - 1983 : Danton d'Andrzej Wajda[50]
  - 1984 : La Chambre des dames série télévisée de Yannick Andréi
  - 1986 : Désordre d'Olivier Assayas
  - 1992 : La Cavalière téléfilm de Philippe Monnier[48]
  - 1992 : Les Mamies d'Annick Lanoë[50]
  - 1996 : Ridicule de Patrice Leconte[50]
  - 1997 : Highlander série télévisée de Dennis Berry et Richard Martin Saison 6[48]
  - 1999 : Les Enfants du siècle de Diane Kurys[50]
  - 2001 : La Boîte de Claude Zidi
  - 2006 : Jeanne Poisson, marquise de Pompadour téléfilm de Robin Davis[48]
  - 2006 : Marie-Antoinette de Sofia Coppola[48]
  - 2007 : Versailles, le rêve d'un roi de Thierry Binisti
  - 2008 : Le Grand Alibi de Pascal Bonitzer[48]
  - 2010 : L'Autre Dumas de Safy Nebbou
  - 2011 : 1788... et demi série télévisée d'Olivier Guignard[51]
  - 2012 : Les Adieux à la reine de Benoît Jacquot[48]
  - 2012 : Radiostars de Romain Lévy
  - 2013 : 20 ans d'écart de  David Moreau
  - 2013 : Une femme dans la Révolution téléfilm de Jean-Daniel Verhaeghe[48]
  - 2014 : La Dernière Échappée téléfilm de Fabien Onteniente
  - 2025 : La Rebelle : Les Aventures de la jeune George Sand série télévisée de Rodolphe Tissot

## E
- Haut – A
- B
- C
- D
- E
- F
- G
- H
- I
- J
- K
- L
- M
- N
- O
- P
- Q
- R
- S
- T
- U
- V
- W
- X
- Y
- Z

- Ecquevilly
  - 1962 : Le Jour le plus long de Ken Annakin et Andrew Marton et Bernhard Wicki et Gerd Oswald et Darryl F. Zanuck
  - 1964 : Tintin et les Oranges bleues de Philippe Condroyer[52]
  - 1967 : Les Risques du métier d'André Cayatte[53]
  - 1991 : La Neige et le Feu de Claude Pinoteau
  - 2005 : Ma vie en l'air de Rémi Bezançon
- Élancourt
  - 1954 : Poisson d'avril de Gilles Grangier
  - 1977 : Le Camion de Marguerite Duras
  - 2008 : La Main blanche série télévisée de Dennis Berry
  - 2008 : J'ai toujours rêvé d'être un gangster de Samuel Benchetrit
  - 2016 : Braqueurs de Julien Leclercq
  - 2021 : Un autre monde de Stéphane Brizé
- ÉmancéRéserve zoologique de Sauvage d'Émancé, lieu de tournage du film Elle voit des nains partout ! de Jean-Claude Sussfeld.

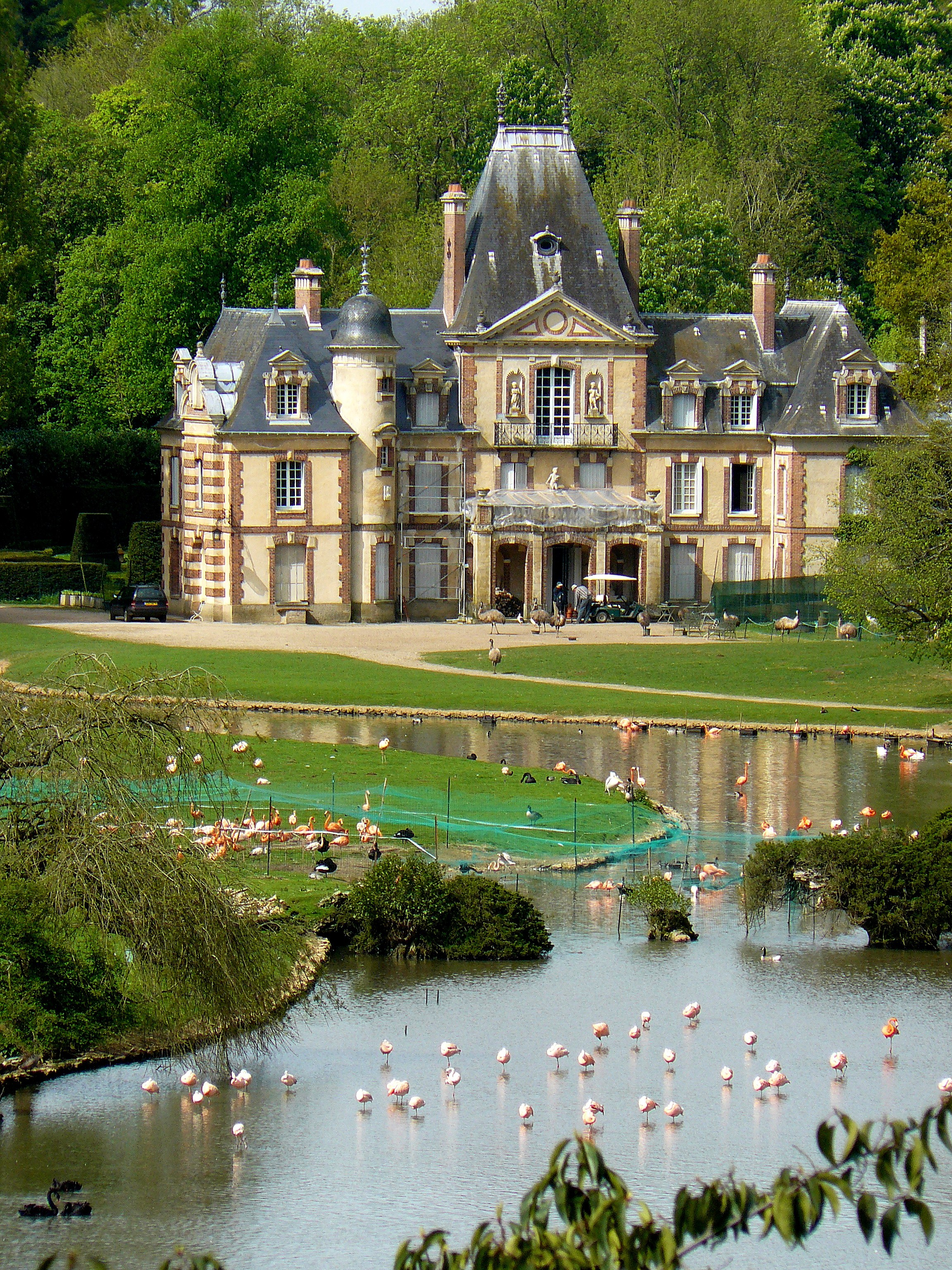
Réserve zoologique de Sauvage d'Émancé, lieu de tournage du film Elle voit des nains partout ! de Jean-Claude Sussfeld.

  - 1966 : Angélique et le Roy de Bernard Borderie
  - 1982 : Elle voit des nains partout ! de Jean-Claude Sussfeld A la Réserve zoologique de Sauvage (Château de Sauvage)
  - 1988 : Chouans ! de Philippe de Broca[54]
  - 1991 : L'Étalon noir série télévisée de Mitchell Gabourie[54]
  - 1992 : Le Retour de Casanova d'Édouard Niermans[54]
  - 1993 : Maria des Eaux-Vives de Robert Mazoyer[54]
  - 1995 : Belle Époque mini-série de Gavin Millar[54]
  - 2000 : L'Institutrice d'Henri Helman[54]
  - 2000 : Les Monos série télévisée de Christian Rauth et Daniel Rialet Saison 2[54]
- Épône
  - 2016 : Le Convoi de Frédéric Schoendoerffer[55]
- Évecquemont
  - 1981 : Le Grand Pardon d'Alexandre Arcady[56]
  - 2005 : Olé ! de Florence Quentin
  - 2007 : L'Heure zéro de Pascal Thomas
  - 2009 : Neuilly sa mère ! de Gabriel Julien-Laferrière[57]
  - 2009 : Plus tard tu comprendras d'Amos Gitaï[58]
  - 2009 : L'École du pouvoir de Raoul Peck[58]
  - 2010 : Le Refuge de François Ozon[58]
  - 2013 : Les Garçons et Guillaume, à table ! de Guillaume Gallienne[57]
  - 2019 : Le Bazar de la Charité d'Alexandre Laurent[57],[59]
  - 2025 : L'Art du crime série télévisée Saison 8 Épisode 1 "Mission Raphaël" de Floriane Crépin[57]

## F
- Haut – A
- B
- C
- D
- E
- F
- G
- H
- I
- J
- K
- L
- M
- N
- O
- P
- Q
- R
- S
- T
- U
- V
- W
- X
- Y
- Z

- Feucherolles
  - 1956 : Don Juan de  John Berry[60]
  - 1963 : Les Tontons flingueurs de Georges Lautner
  - 1963 : À cause, à cause d'une femme de  Michel Deville
  - 1964 : Laissez tirer les tireurs de Guy Lefranc
  - 1969 : Poussez pas grand-père dans les cactus de Jean-Claude Dague
  - 2020 : Il est elle de Clément Michel
  - 2022 : À la folie d'Andréa Bescond et Eric Métayer
- Flexanville
  - 2022 : Sam série télévisée Saison 6 de Philippe Lefebvre
  - 2024 : Sam série télévisée Saison 7 d'Hippolyte Dard
- Flins-sur-SeineL'usine Renault de Flins, lieu de tournage du film Le Trésor du Petit Nicolas de Julien Rappeneau.

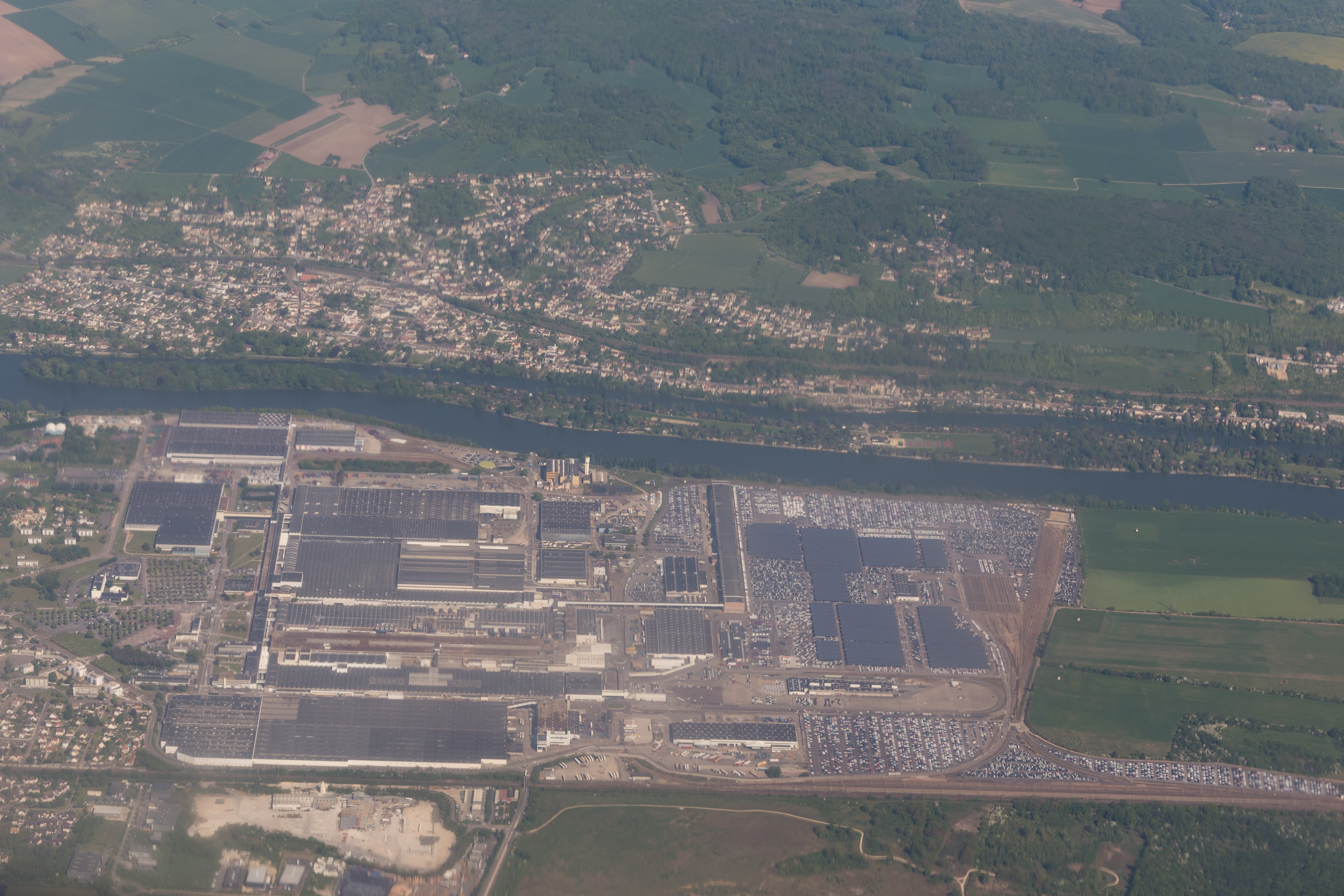
L'usine Renault de Flins, lieu de tournage du film Le Trésor du Petit Nicolas de Julien Rappeneau.

  - 1951 : Olivia de  Jacqueline Audry[61]
  - 1977 : L'Animal de  Claude Zidi
  - 1991 : Aux yeux du monde d'Éric Rochant
  - 2021 : Le Trésor du Petit Nicolas de Julien Rappeneau[62]
- Follainville-Dennemont
  - 1948 : L'Armoire volante de  Carlo Rim
- Fontenay-le-Fleury
  - 1944 : La Malibran de  Sacha Guitry
  - 1949 : Le Trésor de Cantenac de Sacha Guitry
  - 2005 : Je ne suis pas là pour être aimé de Stéphane Brizé
  - 2013 : Grand Départ de Nicolas Mercier
- Fontenay-Saint-Père
  - 1979 : Le Toubib de  Pierre Granier-Deferre
  - 1981 : Le Choix des armes d'Alain Corneau
- Fourqueux
  - 1970 : Qui ? de Léonard Keigel
- Freneuse
  - 1982 : Les Sous-doués en vacances de Claude Zidi

## G
- Haut – A
- B
- C
- D
- E
- F
- G
- H
- I
- J
- K
- L
- M
- N
- O
- P
- Q
- R
- S
- T
- U
- V
- W
- X
- Y
- Z

- Gaillon-sur-Montcient
  - 1959 : Maigret et l'Affaire Saint-Fiacre de Jean Delannoy
  - 2013 : L'Écume des jours de Michel Gondry
- Galluis
  - 1989 : Orages d'été mini-série de Jean Sagols
  - 2001 : L'Instit série télévisée épisode "La gifle" de Roger Kahane
  - 2022 : Sam série télévisée Saison 6 de Philippe Lefebvre
  - 2023 : La der des der épisode 7 de la saison 4 de la série télévisée Capitaine Marleau  de Josée Dayan
  - 2024 : Sam série télévisée Saison 7 d'Hippolyte Dard
- GambaisLe château de Neuville à Gambais, lieu de tournage de La Vie de château de Jean-Paul Rappeneau.

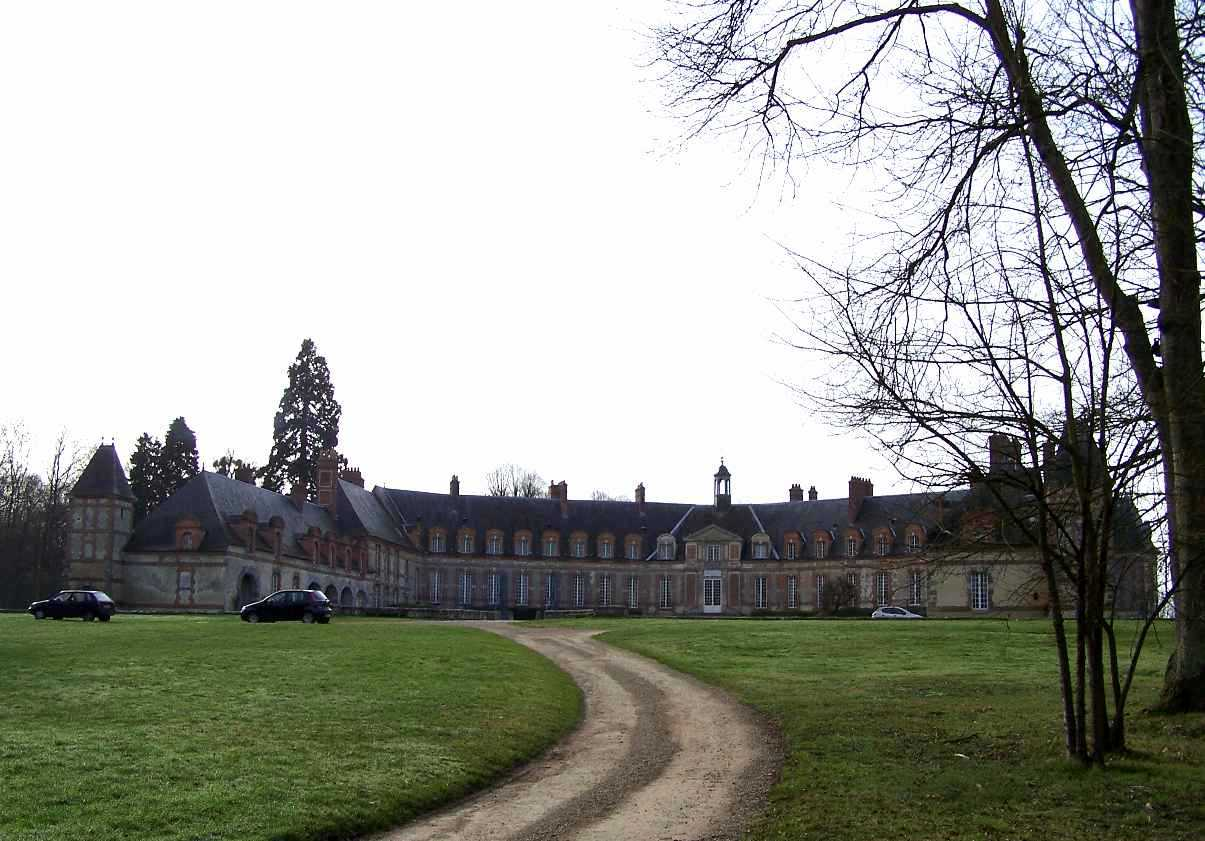
Le château de Neuville à Gambais, lieu de tournage de La Vie de château de Jean-Paul Rappeneau.

  - 1935 : Deuxième Bureau de Pierre Billon
  - 1957 : Ariane de Billy Wilder[63]

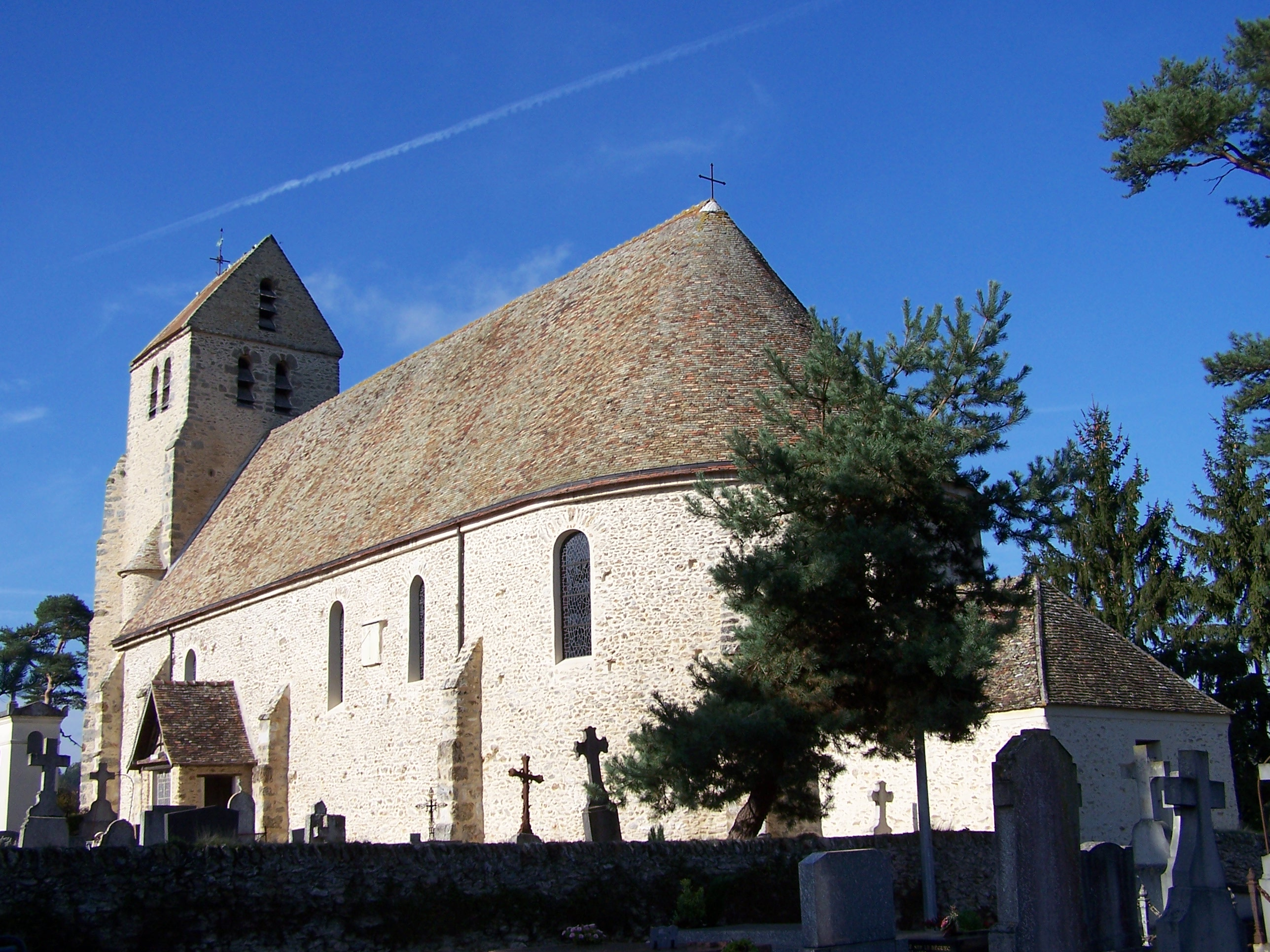
L'église Saint-Martin de Grosrouvre, lieu de tournage de Fantômas d'André Hunebelle.

  - 1958 : À Paris tous les deux de Gerd Oswald[63]
  - 1960 : La Ligne de mire de Jean-Daniel Pollet[63]
  - 1963 : Landru de Claude Chabrol
  - 1966 : La Vie de château de Jean-Paul Rappeneau[64]
  - 1967 : Le Soleil des voyous de Jean Delannoy[64]
  - 1969 : La Maison de campagne de Jean Girault
  - 1970 : Peau d'âne de Jacques Demy[64]
  - 1971 : Le Dessous des cartes d'une partie de whist téléfilm de François Chatel[64]
  - 1977 : Le mille-pattes fait des claquettes de Jean Girault
  - 1977 : D'Artagnan amoureux série télévisée de Yannick Andréi[64],[65]
  - 1979 : Le Cavaleur de Philippe de Broca[64]
  - 1984 : Les Fausses Confidences de Daniel Moosmann[64]
  - 1988 : Les Liaisons dangereuses de Daniel Moosmann[64]
  - 1989 : Les Jupons de la Révolution : Marat téléfilm de Maroun Bagdadi[64]
  - 1990 : Cyrano de Bergerac de Jean-Paul Rappeneau[64]
  - 1996 : Ridicule de Patrice Leconte[64]
  - 2003 : Les Sentiments de Noémie Lvovsky
  - 2006 : Marie Besnard, l'empoisonneuse téléfilm de Christian Faure[64]
  - 2009 : Contes et nouvelles du XIXe siècle téléfilm Le Bonheur dans le crime de Denis Malleval[64]
  - 2011 : 1788... et demi série télévisée d'Olivier Guignard[51]
  - 2025 : Ad vitam de Rodolphe Lauga
- GambaiseuilL'église Sainte-Croix à Gambaiseuil, lieu de tournage de La Septième Compagnie au clair de lune de Robert Lamoureux.

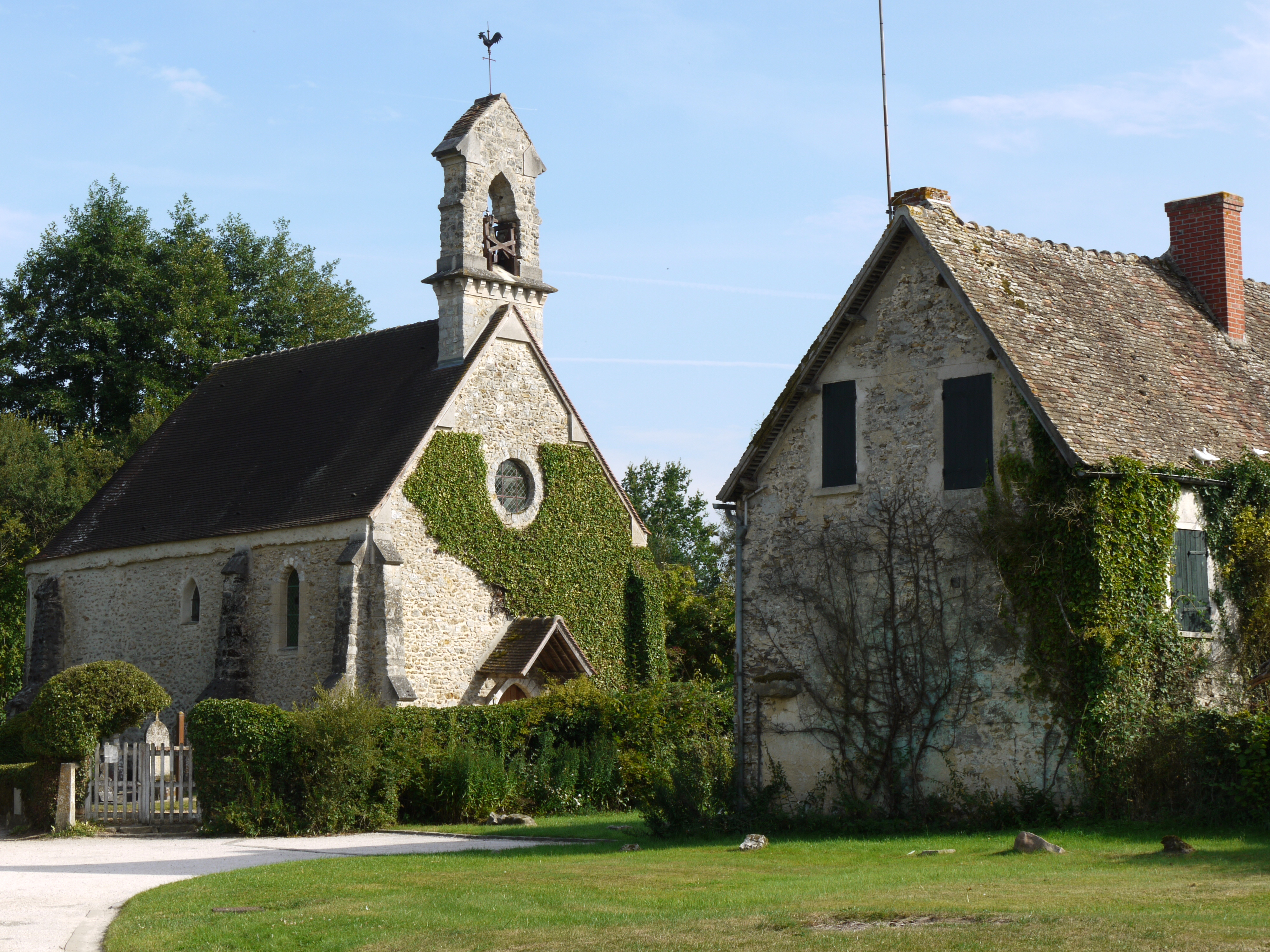
L'église Sainte-Croix à Gambaiseuil, lieu de tournage de La Septième Compagnie au clair de lune de Robert Lamoureux.

  - 1977 : La Septième Compagnie au clair de lune de Robert Lamoureux
  - 1999 : La Petite Fille en costume marin téléfilm de Marc Rivière
  - 2002 : Quelqu'un de bien de Patrick Timsit
  - 2018 : Rémi sans famille d'Antoine Blossier Source Antoine Blossier
  - 2025 : Ad vitam de Rodolphe Lauga
- Garancières
  - 1964 : Laissez tirer les tireurs de Guy Lefranc[66]
  - 1975 : Guerre et Amour de Woody Allen[66]
  - 1979 : Mon ami Gaylord Feuilleton télévisé de Pierre Goutas[67]
  - 1979 : Le Cavaleur de Philippe de Broca
  - 1981 : Les Uns et les Autres de Claude Lelouch[67],
  - 1985 : L'Homme aux yeux d'argent de Pierre Granier-Deferre
  - 2001 : Largo Winch série télévisée Saison 1 Épisode 18 "Le Souffle du passé" de Paolo Barzman[66]
  - 2001 : Comment j'ai tué mon père d'Anne Fontaine
  - 2015 : Un début prometteur d'Emma Luchini[66]
  - 2018 : Joséphine, ange gardien série télévisée de Philippe Proteau (épisode "Un Noël recomposé")[68]
  - 2022 : Sam série télévisée Saison 6 de Philippe Lefebvre
  - 2023 : L'Été dernier de Catherine Breillat
  - 2024 : Sam série télévisée Saison 7 d'Hippolyte Dard
- Gargenville
  - 1964 : Le Train de John Frankenheimer
- Gazeran
  - 1959 : Marie-Octobre de Julien Duvivier
  - 1970 : Le Voyou de Claude Lelouch
  - 2013 : Demi-sœur de Josiane Balasko
- Goussonville
  - 1955 : Gas-oil de Gilles Grangier
  - 1989 : Orages d'été mini-série de Jean Sagols
  - 1990 : Orages d'été, avis de tempête mini-série de Jean Sagols
- GrosrouvreL'église Saint-Martin de Grosrouvre, lieu de tournage de Fantômas d'André Hunebelle.
  - 1958 : À Paris tous les deux de Gerd Oswald
  - 1964 : Fantômas d'André Hunebelle
  - 1973 : Mais où est donc passée la septième compagnie ? de Robert Lamoureux
  - 1973 : L'Héritier de Philippe Labro
  - 1979 : La Gueule de l'autre de Pierre Tchernia
  - 1988 : Le Vent des moissons série télévisée de Jean Sagols
  - 1999 : La Petite Fille en costume marin téléfilm de Marc Rivière
  - 2002 : Quelqu'un de bien de Patrick Timsit[69]
  - 2002 : Mille millièmes de Rémi Waterhouse[69]
  - 2002 : Rue des plaisirs de Patrice Leconte[69]
  - 2004 : Albert est méchant d'Hervé Palud[69]
  - 2006 : Mon meilleur ami de Patrice Leconte[69]
  - 2006 : Les Bronzés 3 de Patrice Leconte[69]
  - 2008 : La Guerre des miss de Patrice Leconte[69]
  - 2009 : Victor de Thomas Gilou[69]
  - 2009 : La Folle Histoire d'amour de Simon Eskenazy de Jean-Jacques Zilbermann[69]
  - 2011 : Monsieur Papa de Kad Merad[69]
  - 2012 : Quand je serai petit de Jean-Paul Rouve
  - 2014 : Une heure de tranquillité de Patrice Leconte[69]
  - 2021 : Attention au départ ! de Benjamin Euvrard
  - 2021 : Boîte noire (film) de Yann Gozlan
  - 2021 : Super-héros malgré lui de Philippe Lacheau
  - 2022 : Les Cinq Diables de Léa Mysius[70]
  - 2025 : Ad vitam de Rodolphe Lauga
- Guerville
  - 1955 : Gas-oil de Gilles Grangier
  - 1968 : Tante Zita de Robert Enrico
  - 1973 : Les Aventures de Rabbi Jacob de Gérard Oury
  - 2002 : Mon idole de Guillaume Canet[71]
  - 2004 : Feux rouges de Cédric Kahn
- Guitrancourt
  - 2013 : Au bout du conte d'Agnès Jaoui
- GuyancourtL'aérodrome de Guyancourt, lieu de tournage de L'Équipage d'Anatole Litvak.
  - 1935 : L'Équipage d'Anatole Litvak[72]
  - 1936 : Mayerling d'Anatole Litvak[72]

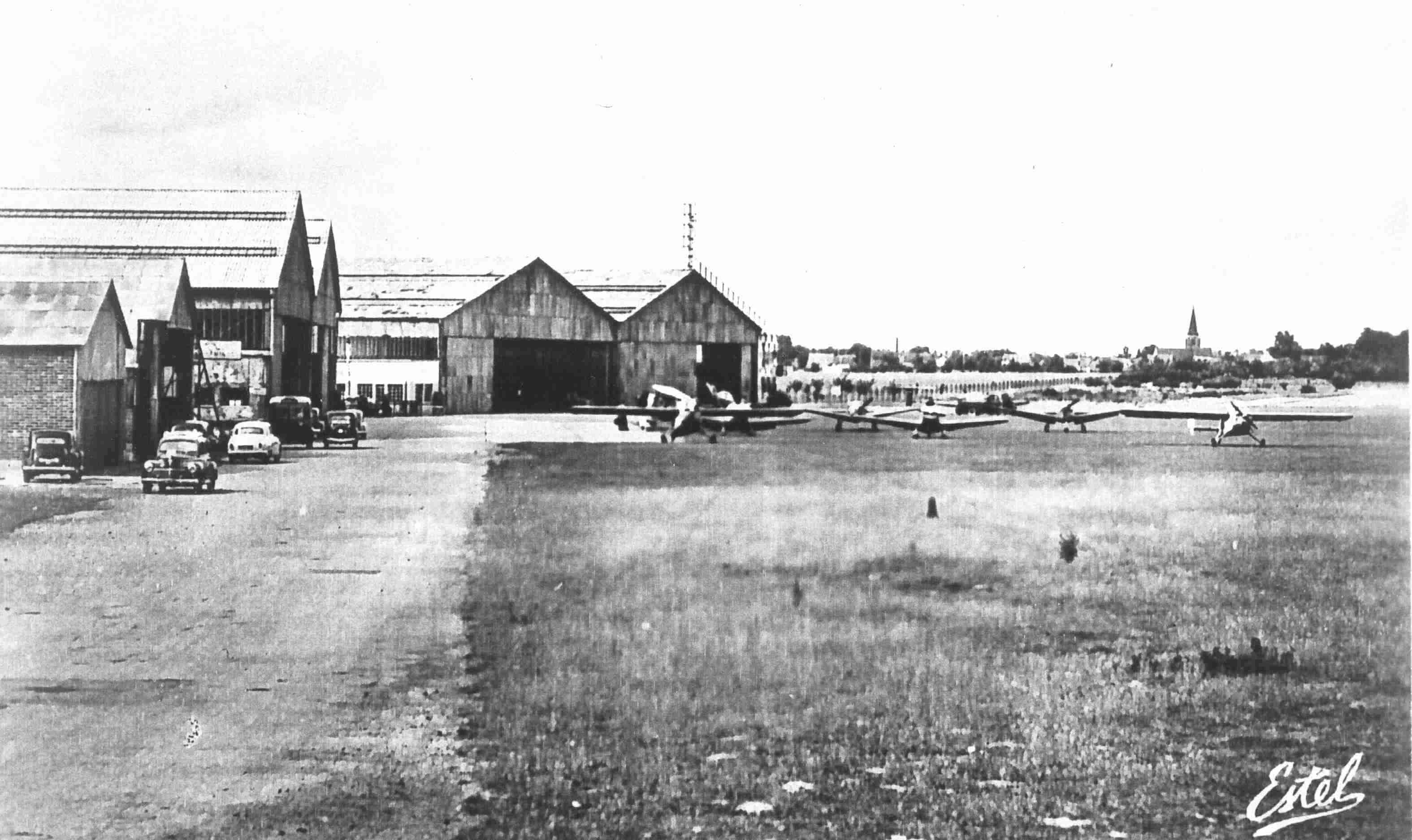
L'aérodrome de Guyancourt, lieu de tournage de L'Équipage d'Anatole Litvak.

  - 1936 : Anne-Marie de Raymond Bernard[72]
  - 1953 : Horizons sans fin de Jean Dréville[72]
  - 1957 : L'Odyssée de Charles Lindbergh de Billy Wilder[72]
  - 1966 : Au hasard Balthazar de Robert Bresson
  - 1968 : Le Tatoué de Denys de La Patellière
  - 2007 : Le Deal de Jean-Pierre Mocky
  - 2015 : Night Fare de Julien Seri[73]
  - 2016 : Radin ! de Fred Cavayé
  - 2018 : Chacun pour tous de Vianney Lebasque[74]
  - 2018 : Ad Vitam série télévisée de Thomas Cailley et Sébastien Mounier[75]

## H
- Haut – A
- B
- C
- D
- E
- F
- G
- H
- I
- J
- K
- L
- M
- N
- O
- P
- Q
- R
- S
- T
- U
- V
- W
- X
- Y
- Z

- Hardricourt
  - 1987 : V.O. Court métrage de Christophe Delmas[76]
  - 2014 : Dans la cour de Pierre Salvadori
- Hargeville
  - 2004 : Feux rouges de Cédric Kahn
- Herbeville
  - 2002 : Dieu est grand, je suis toute petite de Pascale Bailly
  - 2010 : Donnant Donnant d'Isabelle Mergault
  - 2021 : Attention au départ ! de Benjamin Euvrard
  - 2023 : Des mains en or d'Isabelle Mergault
- Hermeray
  - 1967 : Un idiot à Paris de Serge Korber[77]
  - 1971 : Laisse aller... c'est une valse de Georges Lautner[77]
  - 1972 : Le 16 à Kerbriant de Michel Wyn[77]
- HoudanDonjon de Houdan, lieu de tournage de Vérités et Mensonges d'Orson Welles.

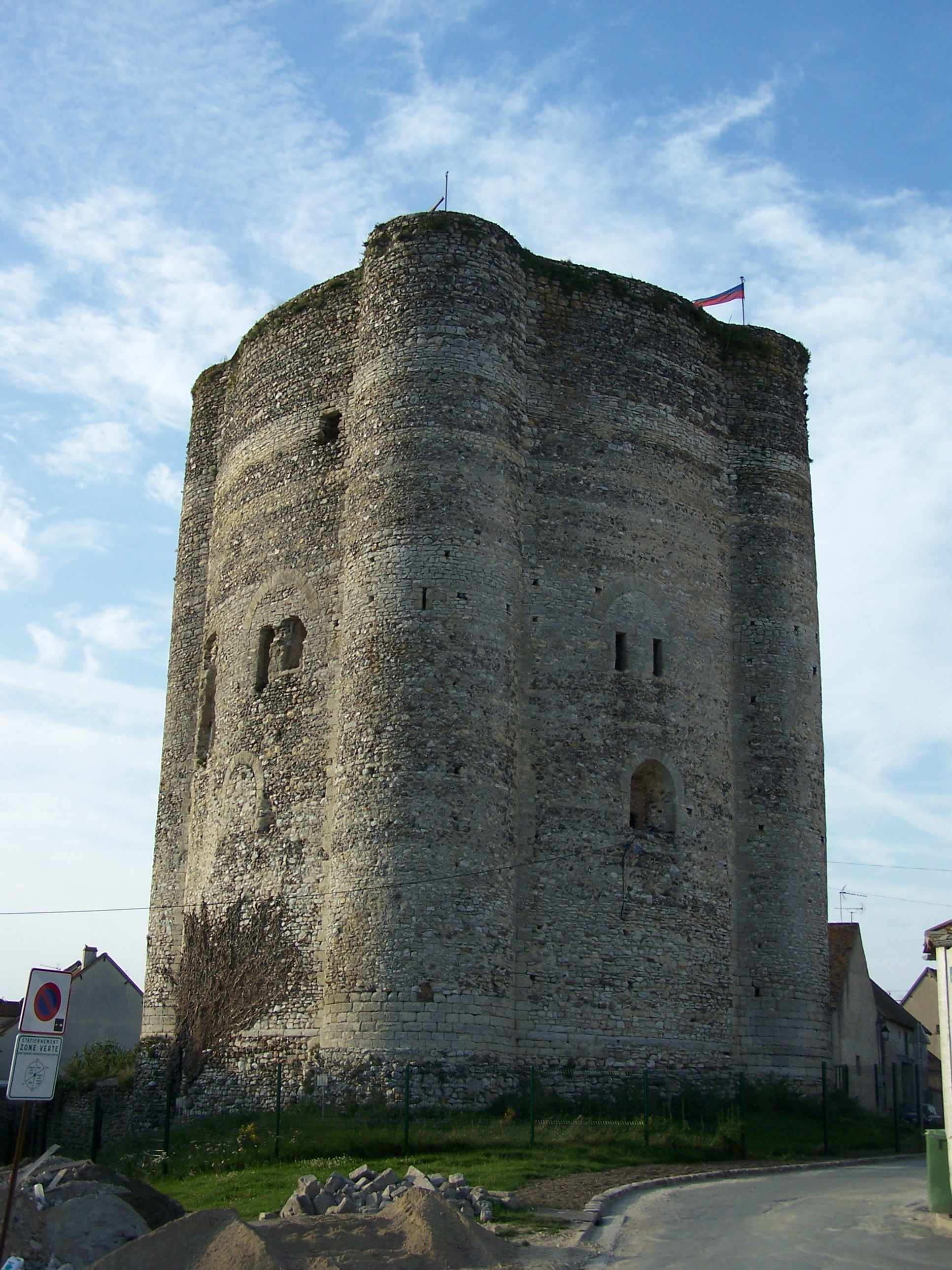
Donjon de Houdan, lieu de tournage de Vérités et Mensonges d'Orson Welles.

  - 1971 : Comptes à rebours de Roger Pigaut
  - 1973 : Vérités et Mensonges d'Orson Welles
  - 1974 : Borsalino and Co. de Jacques Deray tournage à la gare de Houdan
  - 1978 : Le Dossier 51 de Michel Deville
  - 1988 : Le Vent des moissons série télévisée de Jean Sagols
  - 1991 : L'Opération Corned-Beef de Jean-Marie Poiré
  - 2007 : Ensemble, c'est tout de Claude Berri
  - 2009 : Coco avant Chanel d'Anne Fontaine
  - 2010 : Bus Palladium de Christopher Thompson
  - 2017 : Money de Gela Babluani
- Houilles
  - 1994 : Quand j'avais cinq ans je m'ai tué de Jean-Claude Sussfeld
  - 2011 : Toutes nos envies de Philippe Lioret
  - 2015 : Psychologie d'une Cocotte-Minute de Pierre Géraud-Liria

## I
- Haut – A
- B
- C
- D
- E
- F
- G
- H
- I
- J
- K
- L
- M
- N
- O
- P
- Q
- R
- S
- T
- U
- V
- W
- X
- Y
- Z

- Issou
  - 1988 : Camille Claudel de  Bruno Nuytten
  - 2001 : Le Pacte des loups de Christophe Gans

## J
- Haut – A
- B
- C
- D
- E
- F
- G
- H
- I
- J
- K
- L
- M
- N
- O
- P
- Q
- R
- S
- T
- U
- V
- W
- X
- Y
- Z

- Jambville
  - 1975 : Guerre et Amour de Woody Allen
  - 2010 : Pièce montée de Denys Granier-Deferre
- Jouars-PontchartrainLe château de Pontchartrain, lieu de tournage de À Paris tous les deux de Gerd Oswald.

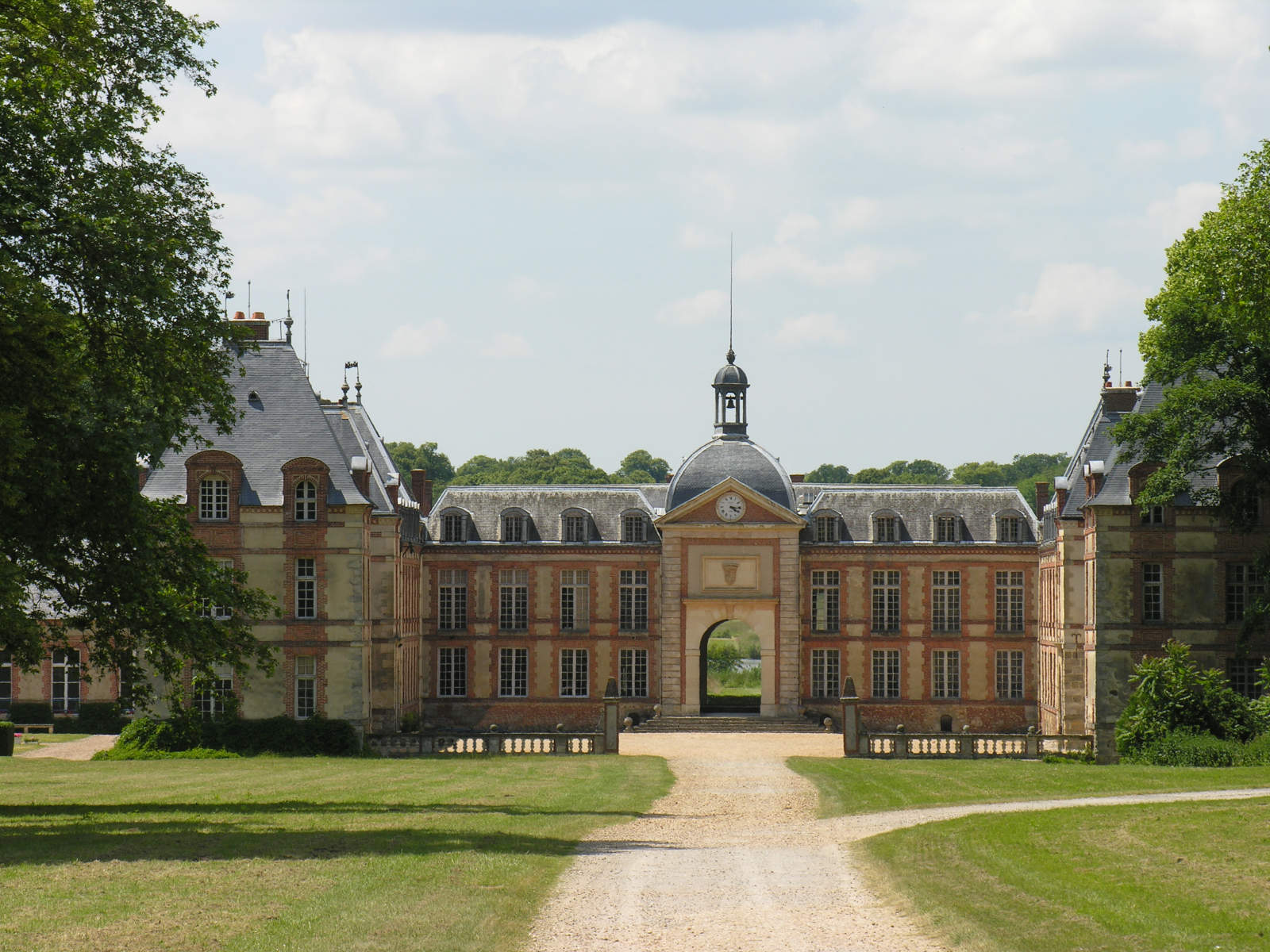
Le château de Pontchartrain, lieu de tournage de À Paris tous les deux de Gerd Oswald.

  - 1934 : L'Homme à l'oreille cassée de Robert Boudrioz 
  - 1940 : Le Danube bleu d'Emil-Edwin Reinert et Alfred Rode
  - 1954 : Papa, maman, la Bonne et moi de Jean-Paul Le Chanois
  - 1955 : Les Fruits de l'été de Raymond Bernard
  - 1957 : Vacances explosives de Christian Stengel
  - 1958 : À Paris tous les deux de Gerd Oswald[78]
  - 1959 : Les Motards de Jean Laviron
  - 1960 : Pierrot la tendresse de François Villiers
  - 1962 : La Fayette de Jean Dréville[79]
  - 1965 : Les Baratineurs de Francis Rigaud
  - 1966 : Les malabars sont au parfum de Guy Lefranc
  - 1968 : L'Homme à la Buick de Gilles Grangier
  - 1969 : Gonflés à bloc de Ken Annakin
  - 1973 : Mais où est donc passée la septième compagnie ? de Robert Lamoureux
  - 1975 : Flic Story de Jacques Deray
  - 1976 : Cours après moi que je t'attrape de Robert Pouret
  - 1977 : Le Camion de Marguerite Duras
  - 1982 : Venise en hiver téléfilm de Jacques Doniol-Valcroze
  - 1988 : Itinéraire d'un enfant gâté de Claude Lelouch
  - 1989 : Mes meilleurs copains de Jean-Marie Poiré
  - 1997 : Une femme en blanc série télévisée d'Aline Issermann
  - 1997 : Le Bossu de Philippe de Broca
  - 2000 : La Fidélité d'Andrzej ŻuławskiL'église Saint-Martin de Jouars-Pontchartrain, lieu de tournage de La Fidélité d'Andrzej Żuławski.

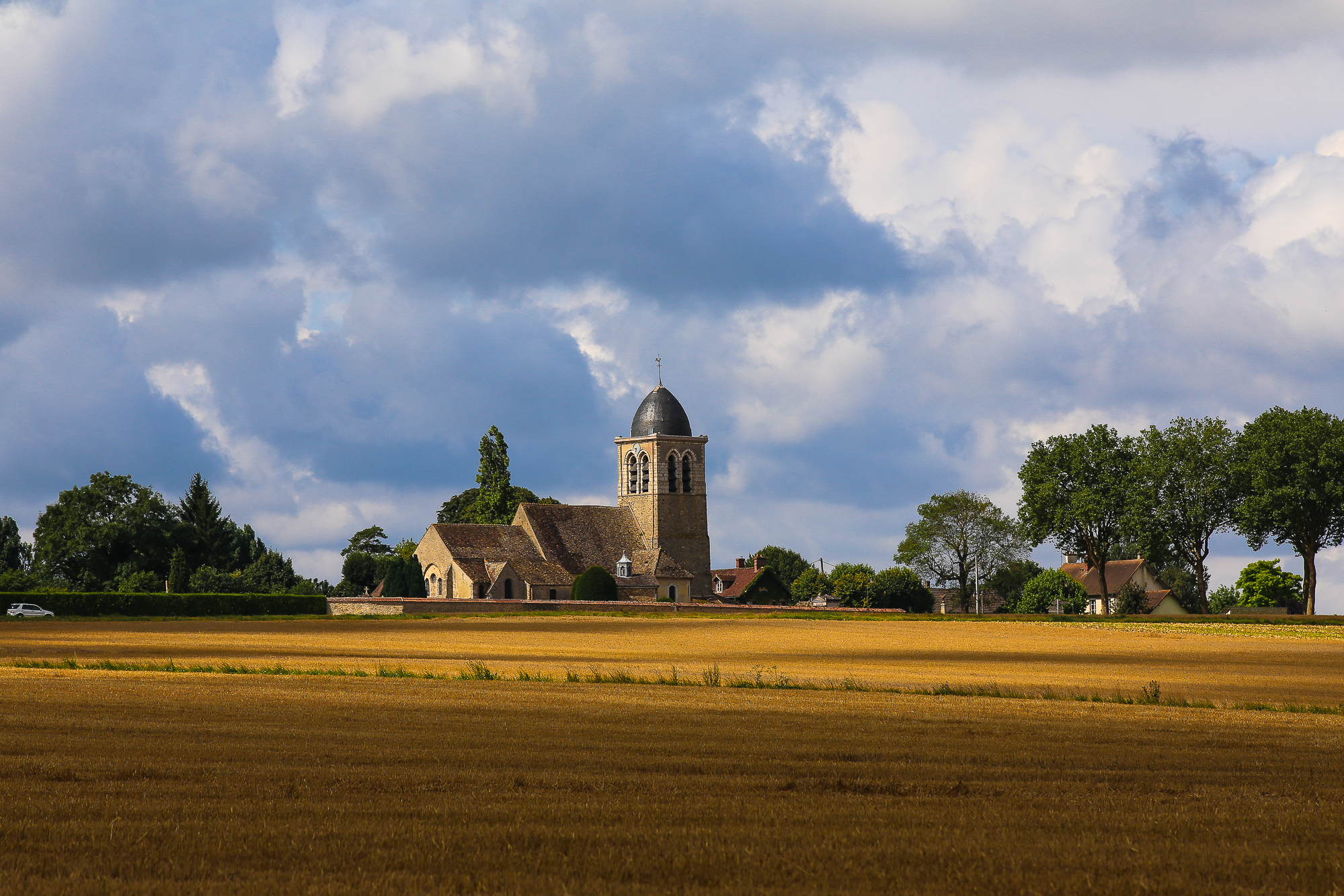
L'église Saint-Martin de Jouars-Pontchartrain, lieu de tournage de La Fidélité d'Andrzej Żuławski.

  - 2003 : Les Sentiments de Noémie Lvovsky
  - 2006 : Marie-Antoinette de Sofia Coppola[78]
  - 2007 : Darling de Christine Carrière[78]
  - 2008 : Le Malade imaginaire téléfilm de Christian de Chalonge[78],[80]
  - 2013 : Les Gamins d'Anthony Marciano
  - 2019 : C'est quoi cette mamie ?! de Gabriel Julien-Laferrière
  - 2022 : Oussekine série télévisée d'Antoine Chevrollier
- Jouy-en-Josas
  - 1946 : La Fille du diable d'Henri Decoin
  - 1950 : Orphée de Jean Cocteau
  - 1953 : La Loterie du bonheur de Jean Gehret
  - 1969 : La Femme infidèle de Claude Chabrol
  - 1974 : Bons baisers... à lundi de Michel Audiard
  - 2000 : Les rivières pourpres de Mathieu Kassovitz[81]
  - 2013 : Le Grand Méchant Loup de Nicolas Charlet et Bruno Lavaine
  - 2013 : Demi-sœur de Josiane Balasko[82]
  - 2021 : Un autre monde de Stéphane Brizé
  - 2023 : L'Amour et les Forêts de Valérie Donzelli
  - 2024 : La Fièvre série télévisée d'Eric Benzekri
- JumeauvilleLe lavoir de Jumeauville, lieu de tournage de la mini-série Orages d'été de Jean Sagols.

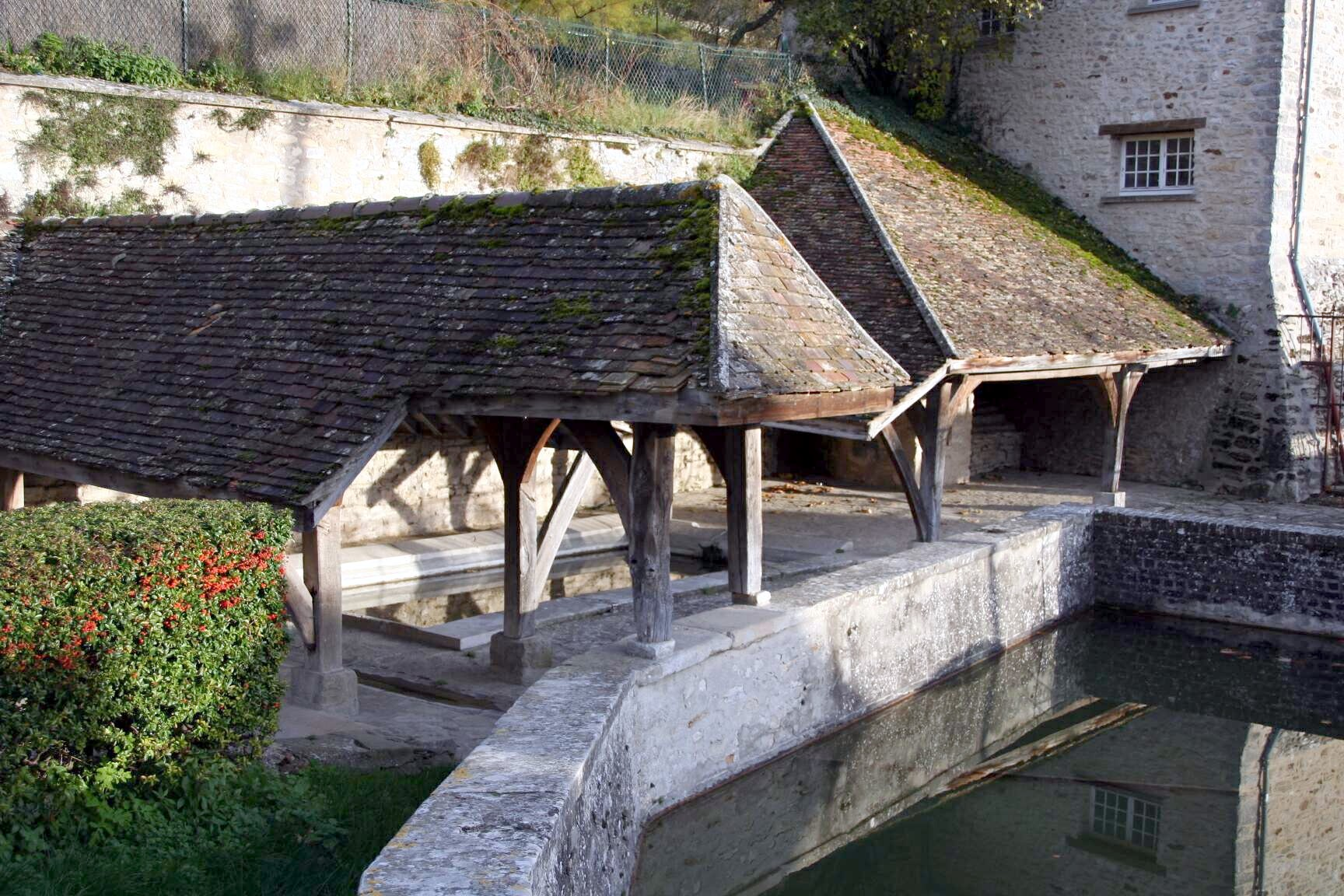
Le lavoir de Jumeauville, lieu de tournage de la mini-série Orages d'été de Jean Sagols.

  - 1954 : Piédalu député de Jean Loubignac
  - 1955 : Gas-oil de Gilles Grangier
  - 1989 : Orages d'été mini-série de Jean Sagols
  - 1990 : Orages d'été, avis de tempête mini-série de Jean Sagols
  - 2009 : Elle s'appelait Sarah de Gilles Paquet-Brenner[83]

## L
- Haut – A
- B
- C
- D
- E
- F
- G
- H
- I
- J
- K
- L
- M
- N
- O
- P
- Q
- R
- S
- T
- U
- V
- W
- X
- Y
- Z

- L'Étang-la-Ville
  - 1954 : Zoé de Charles Brabant
  - 1955 : Les Diaboliques d'Henri-Georges Clouzot
  - 1961 : La Proie pour l'ombre d'Alexandre Astruc
  - 1965 : Quand passent les faisans d'Édouard Molinaro
  - 1998 : Sitcom de François Ozon
  - 2006 : Jean-Philippe de Laurent Tuel
  - 2010 : A History of Horror téléfilm de Mark Gatiss
  - 2012 : Des soucis et des hommes mini-série de Christophe Barraud
  - 2014 : Des roses en hiver téléfilm de Lorenzo Gabriele
  - 2017 : Alibi.com de Philippe Lacheau[84]
  - 2023 : Alphonse série télévisée de Nicolas Bedos
  - 2023 : Alibi.com 2 de Philippe Lacheau
- La Boissière-ÉcoleLe château de La Boissière à La Boissière-École, lieu de tournage du film Les Femmes de l'ombre de Jean-Paul Salomé.

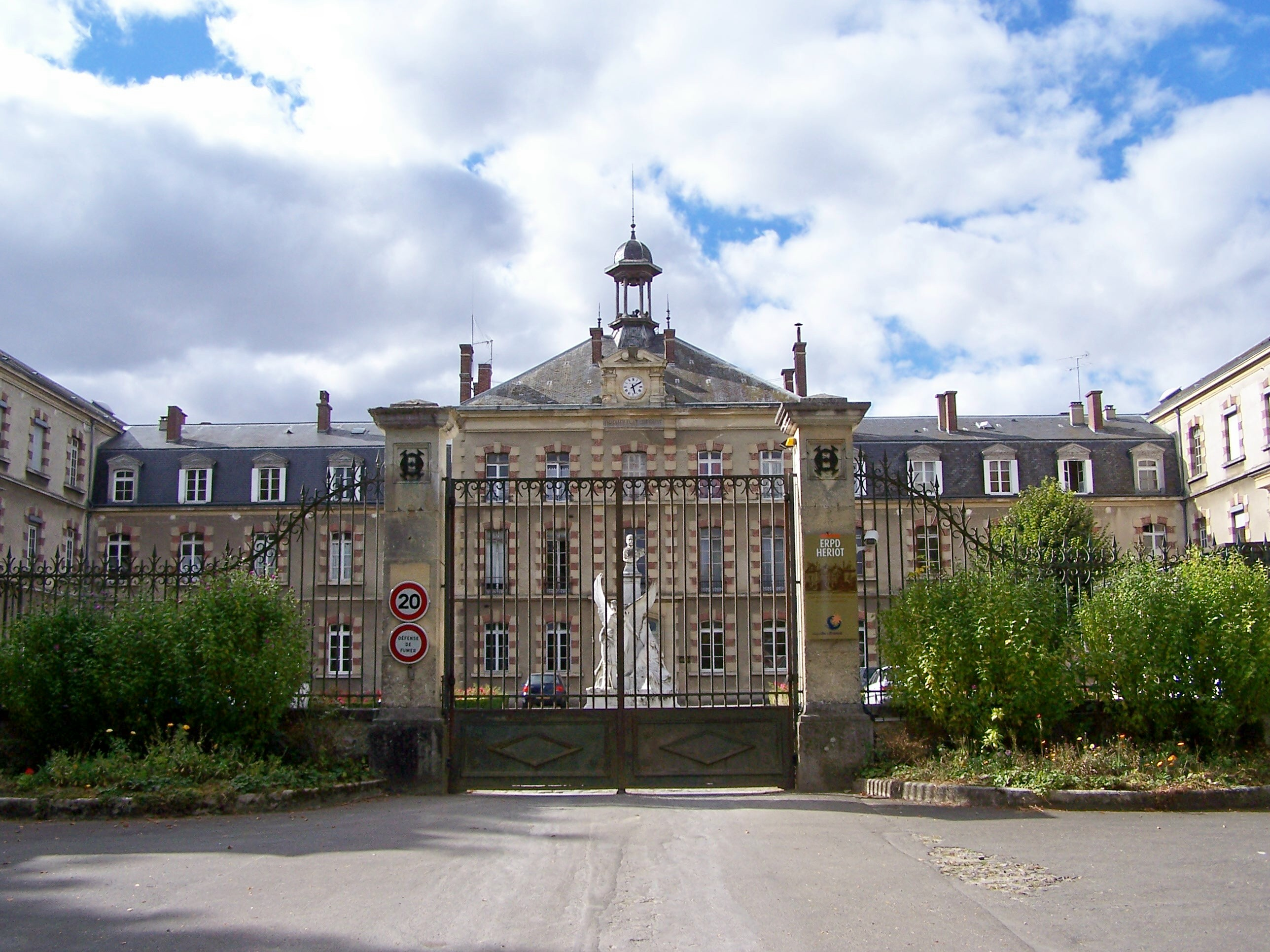
Le château de La Boissière à La Boissière-École, lieu de tournage du film Les Femmes de l'ombre de Jean-Paul Salomé.

  - 2002 : Mon idole de Guillaume Canet
  - 2008 : Les Femmes de l'ombre de Jean-Paul Salomé[85]
  - 2013 : Myster Mocky présente série télévisée de Jean-Pierre Mocky Saison 3 Episode "Alibi en chaîne"
  - 2013 : Turf de Fabien Onteniente
  - 2015 : Graziella de Mehdi Charef[85]
  - 2016 : Victoria de Justine Triet[86]
  - 2017 : Santa et Cie d'Alain Chabat
  - 2017 : Rock'n Roll de Guillaume Canet
  - 2020 : La Troisième Guerre de Giovanni Aloi tournage à la caserne de l'école régionale Hériot[36]
  - 2025 : La Rebelle : Les Aventures de la jeune George Sand série télévisée de Rodolphe Tissot
- La Celle-les-Bordes
  - 1957 : Le rouge est mis de Gilles Grangier
  - 1983 : Ça va pas être triste de Pierre Sisser
  - 1996 : Tiré à part de Bernard Rapp
  - 2003 : Le Convoyeur de Nicolas Boukhrief
  - 2013 : La Grande Boucle de Laurent Tuel
- La Celle-Saint-Cloud
  - 1950 : Les Enfants terribles de Jean-Pierre Melville
  - 1954 : Le Défroqué de Léo Joannon
  - 1958 : Clara et les Méchants de Raoul André
  - 1963 : Les Bricoleurs de Jean Girault
  - 1964 : Une femme mariée de Jean-Luc Godard
  - 1978 : La Carapate de Gérard Oury
  - 1994 : Les Cordier, juge et flic série télévisée Saison 1 Épisode 2 "L'Argent des passes" d'Alain Bonnot
  - 2004 : Confidences trop intimes de Patrice Leconte
  - 2008 : De l'autre côté du lit de Pascale Pouzadoux
  - 2009 : Jusqu'à toi de Jennifer Devoldère
  - 2012 : Populaire de Régis Roinsard
  - 2015 : Comme un avion de Bruno Podalydès
  - 2016 : Elle de Paul Verhoeven
  - 2017 : La Mante mini-série d'Alexandre Laurent[87]La gare de Bougival à La Celle-Saint-Cloud, lieu de tournage de Première Année de Thomas Lilti.
  - 2017 : Garde alternée d'Alexandra Leclère

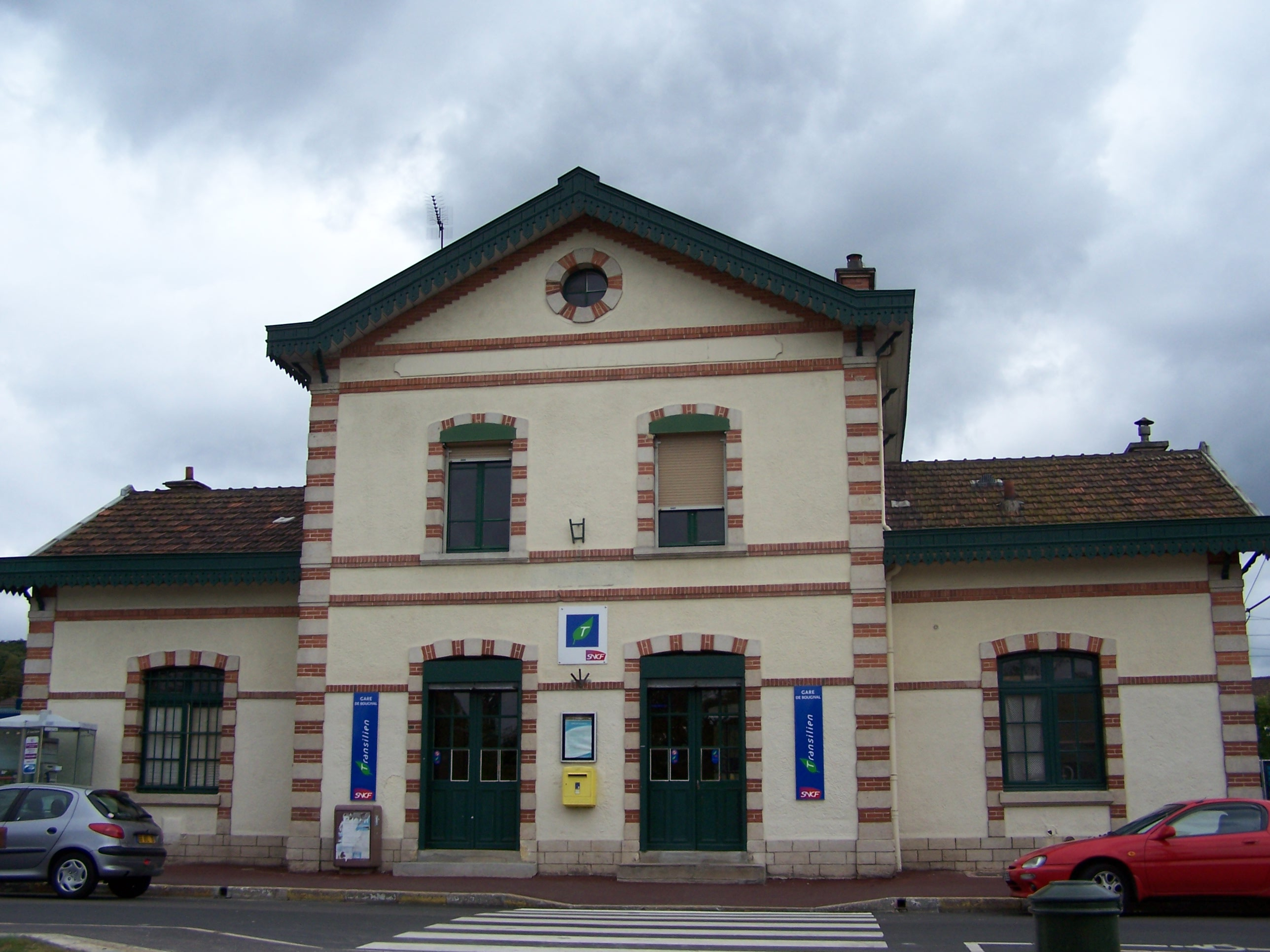
La gare de Bougival à La Celle-Saint-Cloud, lieu de tournage de Première Année de Thomas Lilti.

  - 2018 : Première Année de Thomas Lilti tournage à la Gare de Bougival[36]
  - 2021 : Incroyable mais vrai de Quentin Dupieux
  - 2023 : Alibi.com 2 de Philippe Lacheau
- La Falaise
  - 2022 : Sam série télévisée Saison 6 de Philippe Lefebvre
  - 2023 : Maison de retraite 2 de Claude Zidi Jr.
- La Queue-les-Yvelines
  - 1973 : L'Héritier de Philippe Labro
  - 1977 : Nous irons tous au paradis d'Yves Robert
  - 1988 : Le Vent des moissons série télévisée de Jean Sagols
  - 2006 : Femmes de loi série télévisée Saison 5 Épisode 4 "Clichés meurtriers" de Sylvie Ayme
  - 2014 : Une heure de tranquillité de Patrice Leconte[88]
  - 2015 : Une chance de trop série télévisée de François Velle
  - 2023 : L'Été dernier de Catherine Breillat
- La Verrière
  - 2008 : J'ai toujours rêvé d'être un gangster de Samuel Benchetrit
  - 2019 : Rebelles d'Allan Mauduit
  - 2021 : Incroyable mais vrai de Quentin Dupieux
- Le Chesnay
  - 1951 : La Maison Bonnadieu de Carlo Rim
  - 1960 : Les Yeux sans visage de Georges Franju
  - 1961 : La Proie pour l'ombre d'Alexandre Astruc
  - 1965 : Le Majordome de Jean Delannoy
  - 1968 : La mariée était en noir de François Truffaut
  - 1968 : La Chamade d'Alain Cavalier
  - 1977 : Mort d'un pourri de Georges Lautner
  - 1982 : Légitime Violence de Serge Leroy
  - 2004 : Confidences trop intimes de Patrice Leconte
  - 2006 : Quand j'étais chanteur de Xavier Giannoli à Parly 2
  - 2007 : Ma vie n'est pas une comédie romantique de Marc Gibaja
  - 2010 : L'Homme qui voulait vivre sa vie d'Éric Lartigau à Parly 2
  - 2019 : Beaux-parents de Héctor Cabello Reyes
  - 2020 : L'Étreinte de Ludovic Bergery
  - 2021 : Un tour chez ma fille d'Éric Lavaine
  - 2021 : Qu'est-ce qu'on a tous fait au Bon Dieu ? de Philippe de Chauveron
  - 2021 : Un autre monde de Stéphane Brizé
- Le Mesnil-Saint-DenisL'église Saint-Denis du Mesnil-Saint-Denis, lieu de tournage du film Le Cœur sur la main d'André Berthomieu.

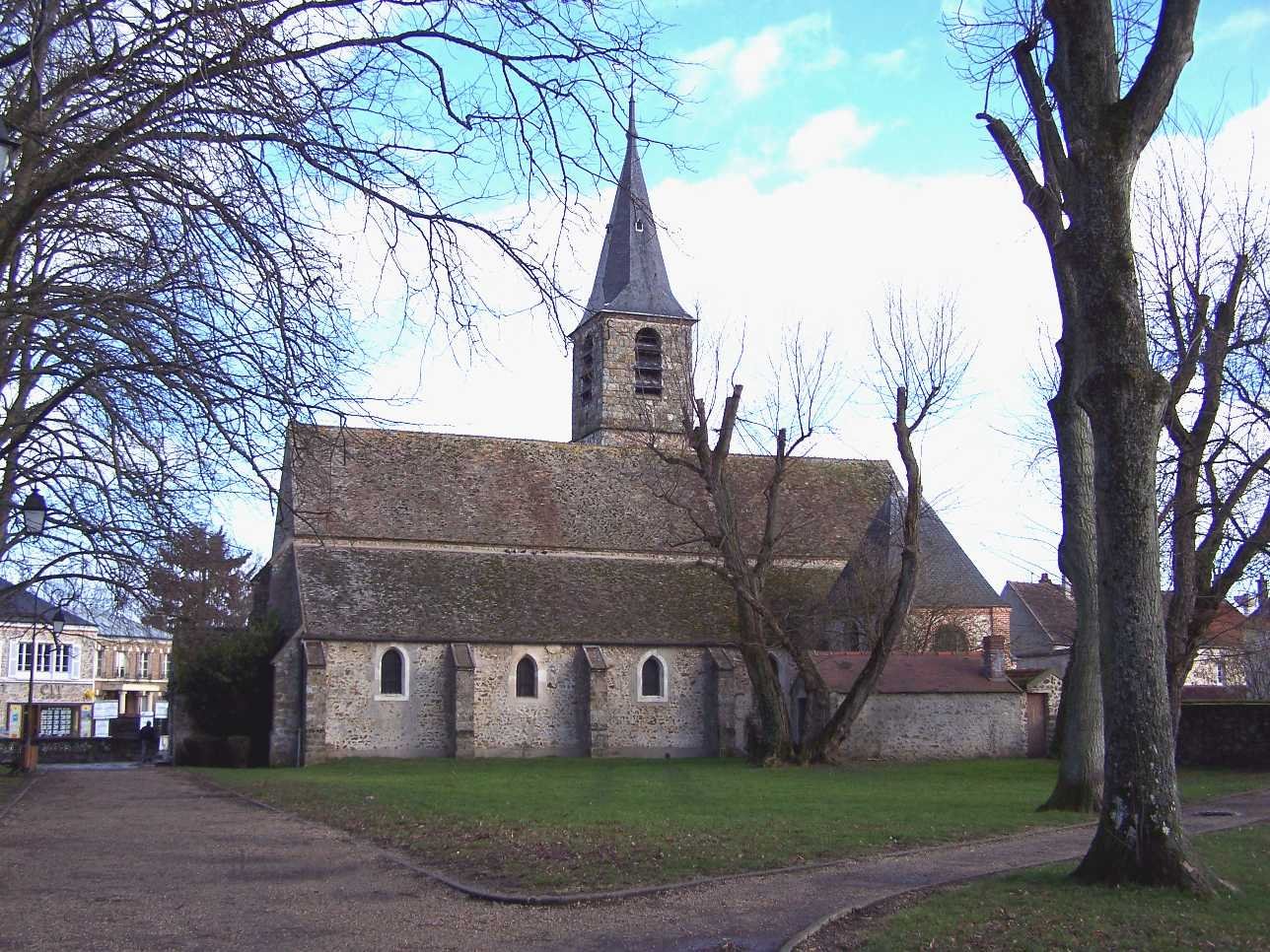
L'église Saint-Denis du Mesnil-Saint-Denis, lieu de tournage du film Le Cœur sur la main d'André Berthomieu.

  - 1946 : Les Clandestins d'André Chotin[89]
  - 1949 : Le Cœur sur la main d'André Berthomieu[89]
  - 1963 : Janique Aimée série télévisée de Jean-Pierre Desagnat
  - 1963 : Le Glaive et la Balance d'André Cayatte[89]
  - 1966 : Un homme et une femme de Claude Lelouch[89]
  - 1967 : Le Chevalier Tempête série télévisée de Yannick Andréi[89]
  - 1971 : La Dame de Monsoreau de Yannick Andréi[89]
  - 1974 : Impossible... pas français de Robert Lamoureux[89]
  - 1975 : Maîtresse de Barbet Schroeder[90],[89]
  - 1977 : Le mille-pattes fait des claquettes de Jean Girault
  - 1984 : Le Bon Plaisir de Francis Girod[89]
  - 1999 : Le Derrière de Valérie Lemercier[90],[89]
  - 1999 : Les Enfants du siècle de Diane Kurys[90],[89]
  - 1999 : Retour à Fonteyne téléfilm de Philomène Esposito[90],[89]
  - 2000 : La Vache et le Président de Philippe Muyl[89]
  - 2000 : Les Misérables de Josée Dayan[90],[89]
  - 2001 : La Chambre des officiers de François Dupeyron[90],[89]
  - 2001 : Thérèse et Léon téléfilm de Claude Goretta[90],[89]
  - 2003 : Une employée modèle de Jacques Otmezguine[89]
  - 2004 : Un petit jeu sans conséquence de Bernard Rapp[90],[89]Le Grand Ambésis à Le Mesnil-Saint-Denis, lieu de tournage du film Un petit jeu sans conséquence de Bernard Rapp.

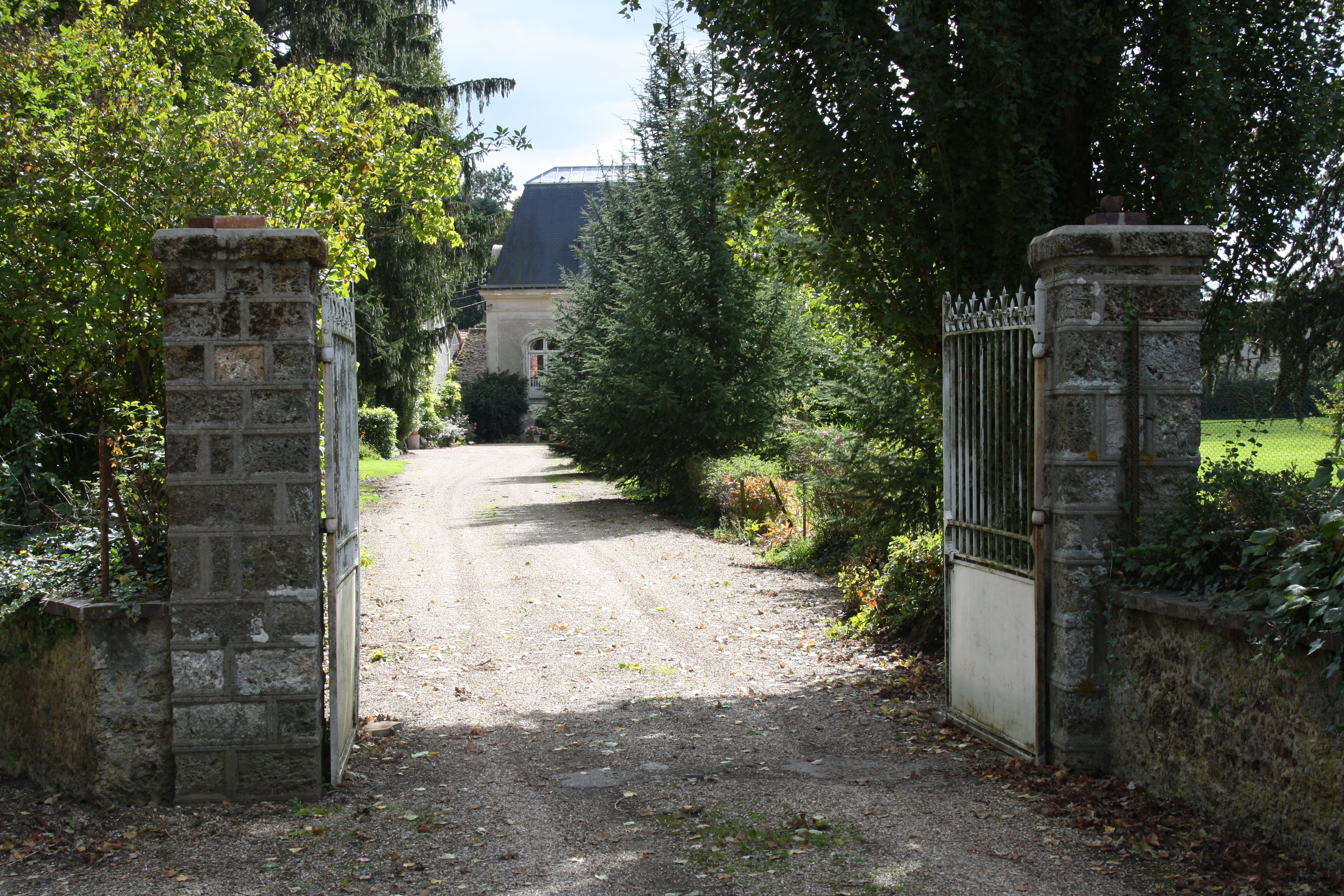
Le Grand Ambésis à Le Mesnil-Saint-Denis, lieu de tournage du film Un petit jeu sans conséquence de Bernard Rapp.

  - 2005 : Clara Sheller série télévisée de Nicolas Mercier Saison 1 Épisode 5 "Oublier Paris"[90],[89]
  - 2007 : Un cœur simple de Marion Laine[90],[89]
  - 2009 : Clara, une passion française téléfilm de Sébastien Grall[89]
  - 2010 : L'Autre Dumas de Safy Nebbou[90],[89]
  - 2010 : La Femme qui pleure au chapeau rouge téléfilm de Jean-Daniel Verhaeghe[90],[89]
  - 2011 : Empreintes criminelles série télévisée de Stéphane Drouet Épisode 4 "L'affaire St Brice"[90],[89]
  - 2012 : Confession d'un enfant du siècle de Sylvie Verheyde[90],[89]
  - 2015 : Nos futurs de Rémi Bezançon[89]
  - 2015 : Journal d'une femme de chambre de Benoît Jacquot[90],[89]
  - 2015 : La Dernière Leçon de Pascale Pouzadoux[90],[89]
  - 2018 : Chacun pour tous de Vianney Lebasque[91]
  - 2019 : Rebelles d'Allan Mauduit
  - 2019 : Mouche série télévisée de Jeanne Herry
- Le Pecq
  - 1975 : Au-delà de la peur de Yannick Andréi
  - 2000 : Voyous, voyelles de Serge Meynard
  - 2007 : Intrusions d'Emmanuel Bourdieu
  - 2014 : Le Duc de Montmorency de David Cummings et Eric Cummings
  - 2015 : Bis de Dominique Farrugia
  - 2015 : L'Échappée belle d'Émilie Cherpitel
  - 2022 : Kung Fu Zohra de Mabrouk El Mechri[92]
- Le Perray-en-Yvelines
  - 1963 : Thierry la Fronde série télévisée de Robert Guez[93]
  - 1976 : La Poupée sanglante série télévisée de Marcel Cravenne
  - 1978 : Médecins de nuit série télévisée de Nicolas Ribowski[93]
  - 1985 : Châteauvallon série télévisée de Serge Friedman et Paul Planchon[93]
  - 1992 : Les Cordier, juge et flic série télévisée de Gilles Béhat[93]
  - 1995 : Adultère (mode d'emploi) de Christine Pascal[93]
  - 1997 : PJ série télévisée de Gérard Vergez[93]
  - 1998 : Louis la Brocante série télévisée de Pierre Sisser[93]
  - 1999 : La Petite Fille en costume marin téléfilm de Marc Rivière
  - 2002 : Sœur Thérèse.com série télévisée de Michel Blanc[93]
  - 2010 : Les Edelweiss série télévisée de Stéphane Kappes[93]
  - 2013 : Doc Martin série télévisée de François Velle Saison 3 Épisode 8 "Madame Le Foll"
  - 2013 : La Grande Boucle de Laurent Tuel
  - 2017 : Candice Renoir série télévisée de Pascal Lahmani[93]
- Le Port-Marly
  - 1996 : Le Crabe sur la banquette arrière téléfilm de Jean-Pierre Vergne
  - 2007 : À l'intérieur de Alexandre Bustillo et Julien Maury
  - 2008 : Hello Goodbye de Graham Guit
  - 2014 : Le Duc de Montmorency de David Cummings et Eric Cummings
- Le Tremblay-sur-MauldreLa ferme d'Ithe du Tremblay-sur-Mauldre, lieu de tournage de Paris brûle-t-il ? de René Clément.

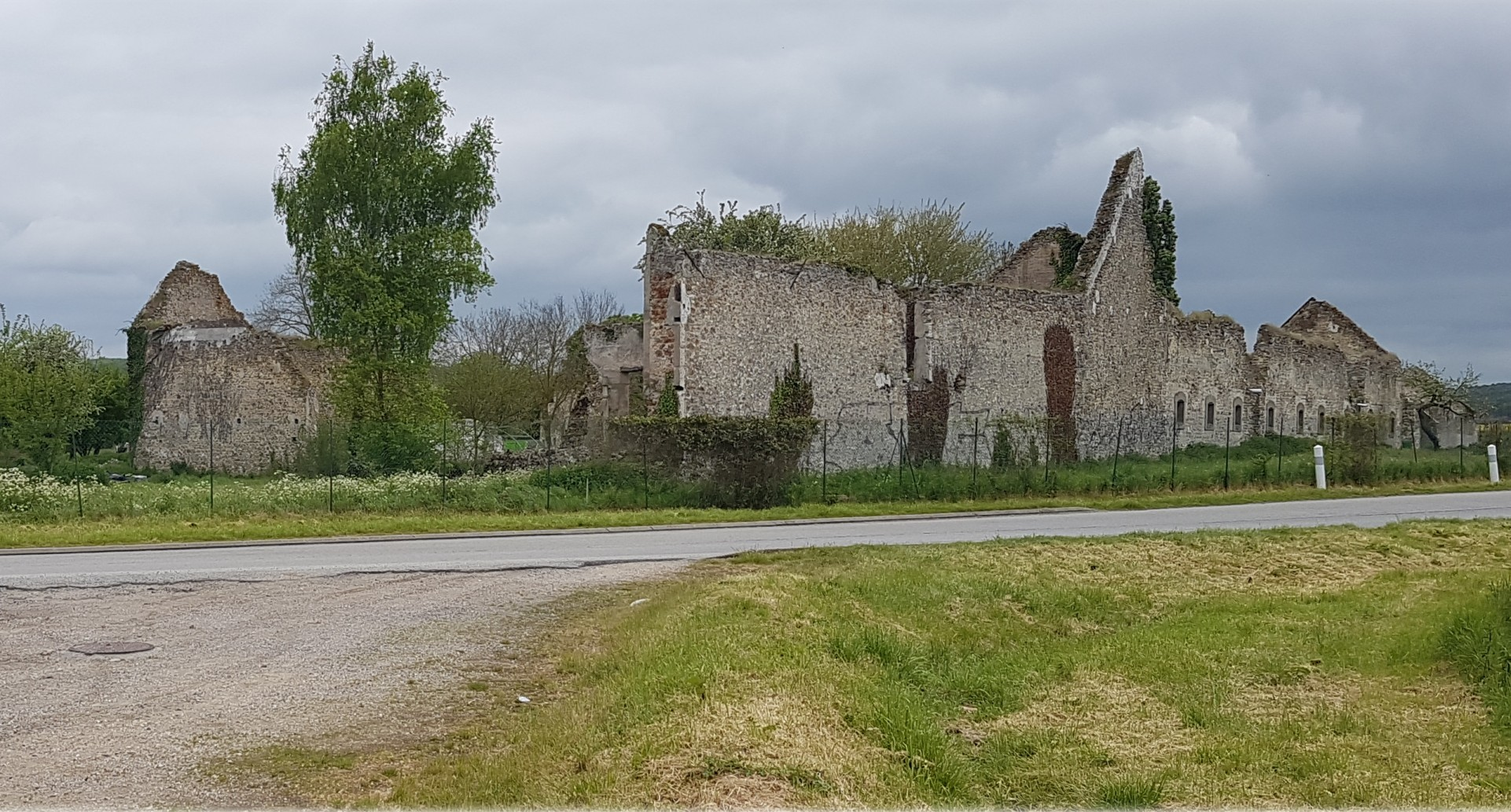
La ferme d'Ithe du Tremblay-sur-Mauldre, lieu de tournage de Paris brûle-t-il ? de René Clément.

  - 1957 : Le Coin tranquille de Robert Vernay
  - 1958 : À Paris tous les deux de Gerd Oswald
  - 1959 : Les Motards de Jean Laviron
  - 1966 : Paris brûle-t-il ? de René Clément
  - 1973 : Mais où est donc passée la septième compagnie ? de Robert Lamoureux
  - 1989 : Mes meilleurs copains de Jean-Marie Poiré
  - 2003 : Les Sentiments de Noémie Lvovsky
  - 2015 : Nos futurs de Rémi Bezançon
- Le Vésinet
  - 1931 : Paris Béguin d'Augusto Genina[94]
  - 1932 : Les Vignes du Seigneur de René Hervil[94]
  - 1933 : Le Mari garçon d'Alberto Cavalcanti[94]
  - 1933 : La Femme invisible de Georges Lacombe[94]
  - 1933 : L'Ordonnance de Victor Tourjanski[94]
  - 1935 : La mystérieuse enquête de Max Dorigny[94]
  - 1939 : Fort Dolorès de René Le Hénaff[94]
  - 1940 : Pour le maillot jaune de Jean Stelli[94]
  - 1940 : Le Président Haudecœur de Jean Dréville[94]
  - 1943 : Adrien de Fernandel[95]
  - 1947 : Fausse Identité d'André Chotin
  - 1947 : La Grande Maguet de Roger Richebé[94]
  - 1949 : La Vie dramatique de Maurice Utrillo de Pierre Gaspard-Huit[94]
  - 1953 : Le Petit Garçon perdu de George Seaton[94]
  - 1955 : Les pépées font la loi de Raoul André[94]
  - 1957 : L'amour descend du ciel de Maurice Cam[94]
  - 1957 : L'Homme à l'imperméable de Julien Duvivier
  - 1958 : Les Vignes du Seigneur de Jean Boyer[94]
  - 1963 : Janique Aimée feuilleton télévisé de Jean-Pierre Desagnat[94]Le Grand Lac des Ibis au Vésinet, lieu de tournage du générique du feuilleton télévisé Janique Aimée de Jean-Pierre Desagnat.

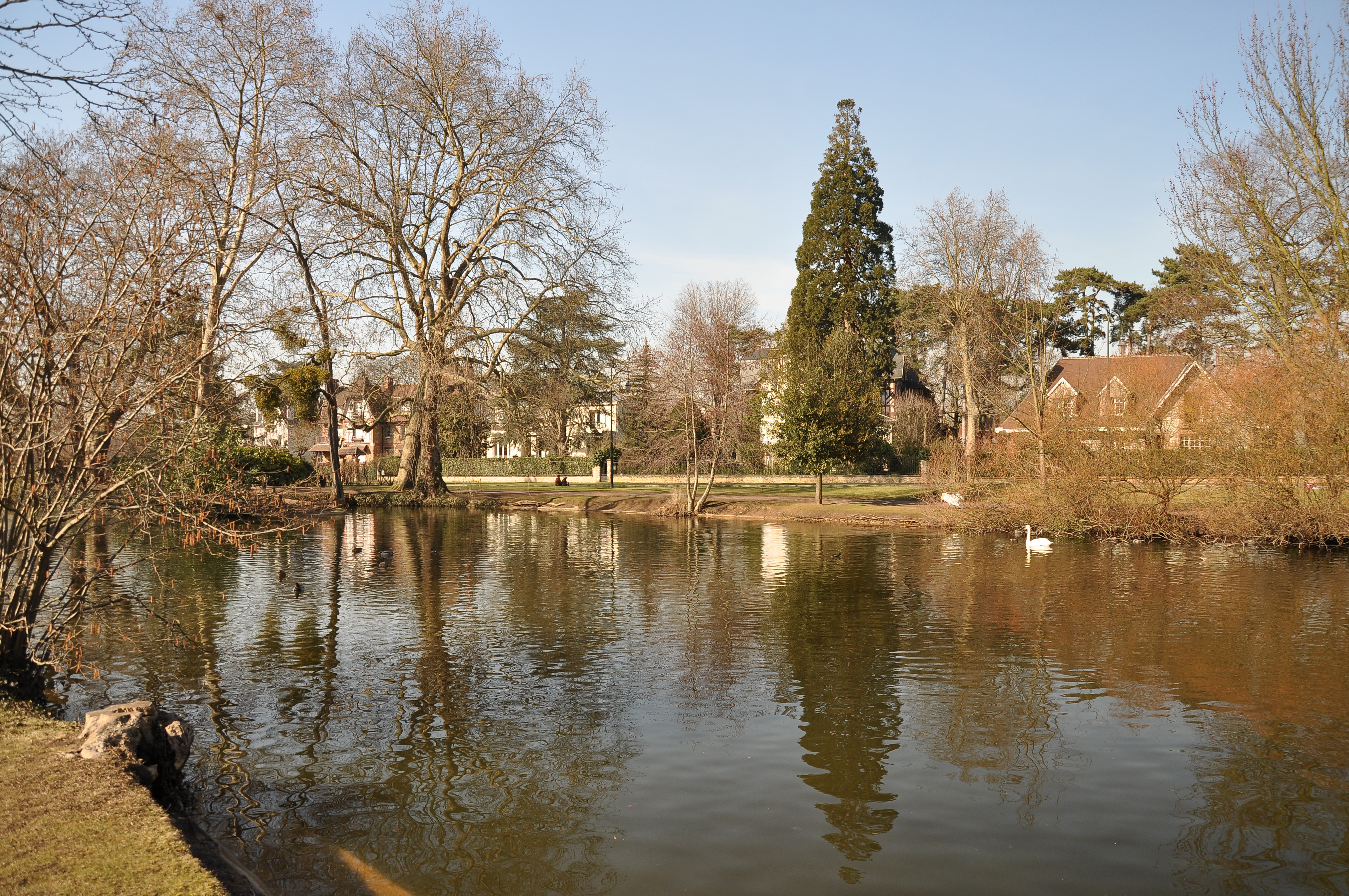
Le Grand Lac des Ibis au Vésinet, lieu de tournage du générique du feuilleton télévisé Janique Aimée de Jean-Pierre Desagnat.

  - 1964 : Une ravissante idiote d'Édouard Molinaro[94]
  - 1965 : Belphégor ou le Fantôme du Louvre mini-série de Claude Barma[94],
  - 1966 : Trois enfants dans le désordre de Léo Joannon[94]
  - 1967 : La Nuit des généraux d'Anatole Litvak[94]
  - 1967 : Bang-Bang de Serge Piollet[94]
  - 1967 : Le Fou du labo 4 de Jacques Besnard[94]
  - 1969 : Hibernatus d'Édouard Molinaro
  - 1969 : Solo de Jean-Pierre Mocky[94]
  - 1969 : Les Oiseaux rares feuilleton télévisé de Jean Dewever[94]
  - 1972 : Edith de Lucien Hustaix
  - 1974 : Un linceul n'a pas de poches de Jean-Pierre Mocky[94]
  - 1983 : En cas de guerre mondiale, je file à l'étranger de Jacques Ardouin[94]
  - 1983 : Le Battant d'Alain Delon et Robin Davis[94]
  - 1983 : Flics de choc de Jean-Pierre Desagnat[94]
  - 1983 : Papy fait de la résistance de Jean-Marie Poiré
  - 1984 : La Diagonale du fou de Richard Dembo[94]
  - 1985 : Les Rois du gag de Claude Zidi[94]
  - 1986 : Tenue de soirée de Bertrand Blier[94]
  - 1986 : Les Fugitifs de Francis Veber[94]
  - 1986 : Conseil de famille de Costa-Gavras[94]
  - 1988 : Sueurs froides série télévisée Épisode 6 "La belle ouvrage de Josée Dayan[94]
  - 1988 : La Passerelle de Jean-Claude Sussfeld[94]
  - 1988 : La Petite Voleuse de Claude Miller[94]
  - 1988 : L'ingénieur aimait trop les chiffres de Michel Favart[94]
  - 1988 : Prat et Harris de Boramy Tioulong[94]
  - 1989 : La Belle Anglaise série télévisée de Jacques Besnard[94]
  - 1989 : Série noire Épisode "Noces de plomb" de Pierre Grimblat[94]
  - 1989 : L'Orchestre rouge de Jacques Rouffio[94]
  - 1989 : Suivez cet avion de Patrice Ambard[94]
  - 1989 : Les Grandes Familles d'Édouard Molinaro[94]
  - 1989 : Deux de Claude Zidi[94]
  - 1989 : Les Sirènes de minuit de Philippe Lefebvre[94]
  - 1990 : Le Retour d'Arsène Lupin Épisode "La Camarade Tatiana" de Jacques Besnard[94]
  - 1990 : V comme vengeance série télévisée Épisode "Au-delà de la vengeance" de Renaud Saint-Pierre3[94]
  - 1990 : Héritage oblige série télévisée de Maurice Frydland[94]
  - 1990 : Tom et Lola de Bertrand Arthuys[94]
  - 1990 : La Messe en si mineur de Jean-Louis Guillermou[94]
  - 1991 : L'Opération Corned-Beef de Jean-Marie Poiré[94]
  - 1991 : Le Manège de Pauline de Pierre Lary[94]
  - 1992 : Tableau d'honneur de Charles Nemes[94]
  - 1992 : Juste avant l'orage de Bruno Herbulot[94]
  - 1992 : Coup de jeune de Xavier Gélin[94]
  - 1993 : Mort d'un zombie de Vittorio Barino[94]
  - 1993 : Le Garçon qui ne dormait pas de Michaël Perrotta[94]
  - 1993 : La Lettre inachevée de Chantal Picault[94]
  - 1994 : Julie Lescaut série télévisée Épisode "Rapt" d'Élisabeth Rappeneau[94]
  - 1994 : Délit mineur de Francis Girod[94]
  - 1994 : Julie Lescaut série télévisée Épisode "La Mort en rose" d'Élisabeth Rappeneau[94]
  - 1994 : Quand j'avais cinq ans je m'ai tué de Jean-Claude Sussfeld[94]
  - 1994 : Neuf mois de Patrick Braoudé[94]Le palais Rose du Vésinet, lieu de tournage de Neuf mois de Patrick Braoudé.

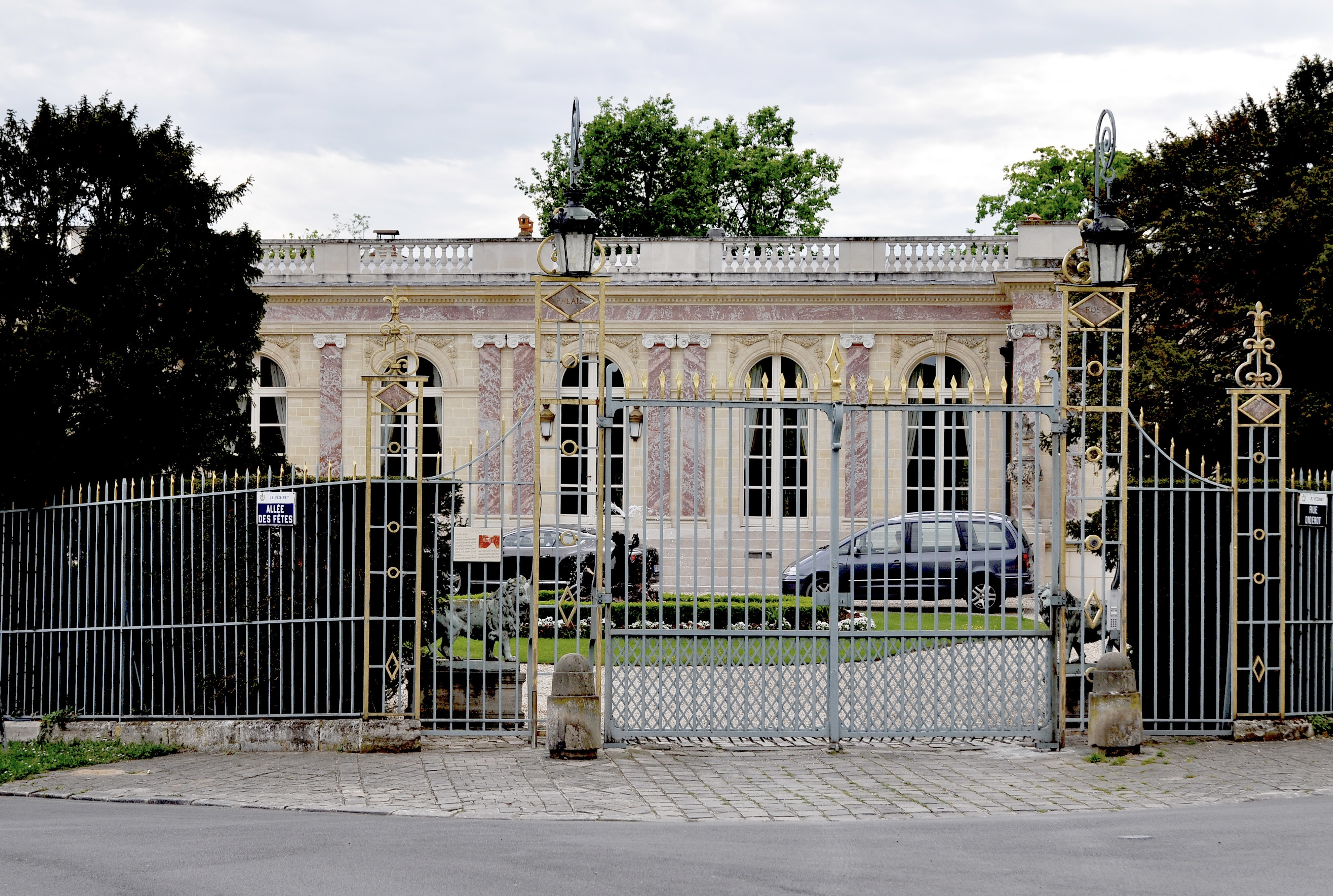
Le palais Rose du Vésinet, lieu de tournage de Neuf mois de Patrick Braoudé.

  - 1994 : La Machine de François Dupeyron[94]
  - 1994 : L'Affaire de Sergio Gobbi[94]
  - 1994 : Rendez-moi ma fille d'Henri Helman[94]
  - 1994 : Fortitude de Waris Hussein[94]
  - 1994 : Le juge est une femme série télévisée Épisode "Danse avec la mort" de Claude Grinberg[94]
  - 1994 : L'Eau froide d'Olivier Assayas[94]
  - 1995 : Une femme dans la tempête téléfilm de Bertrand Van Effenterre[94]
  - 1995 : Le Fils de Paul téléfilm de Didier Grousset[94]
  - 1996 : Passage à l'acte de Francis Girod[94]
  - 1996 : Le Bourgeois se rebiffe téléfilm de Jean-Pierre Alessandri[94]
  - 1996 : J'ai rendez-vous avec vous téléfilm de Laurent Heynemann[94]
  - 1996 : Bernie d'Albert Dupontel[94]
  - 1997 : Assassin(s) de Mathieu Kassovitz[94]
  - 1997 : Un homme en colère série télévisée de Bernard Marié[94]
  - 1997 : Mission protection rapprochée série télévisée Épisode "Les Amazones" de Nicolas Ribowski[94]
  - 1997 : Petites téléfilm de Noémie Lvovsky[94]
  - 1997 : Le Cousin d'Alain Corneau[94]
  - 1997 : Père courage  téléfilm de Thierry Chabert[94]
  - 1997 : Julie Lescaut série télévisée Épisode "Question de confiance" de Gilles Béhat[94]
  - 1997 : Navarro série télévisée Épisode "Le parfum du danger" de Nicolas Ribowski[94]
  - 1998 : Les Couloirs du temps : Les Visiteurs 2 de Jean-Marie Poiré[94]
  - 1998 : Madeline de Daisy von Scherler Mayer[94]
  - 1998 : Deux mamans pour Noël téléfilm de Paul Gueu[94]
  - 1999 : Julie Lescaut série télévisée Épisode "Interdit au public" de Gilles Béhat[94]
  - 1999 : Jamais sans toi téléfilm de Daniel Janneau[94]
  - 1999 : Navarro série télévisée Épisode "Secrets" de Nicolas Ribowski[94]
  - 2001 : Dans la gueule du loup téléfilm de Didier Grousset
  - 2001 : La Boîte de Claude Zidi
  - 2002 : Nestor Burma série télévisée de Jacob Berger Épisode 34 Concurrences déloyales
  - 2002 : Quelqu'un de bien de Patrick Timsit[94]
  - 2003 : Bienvenue chez les Rozes de Francis Palluau[94]
  - 2003 : Les Côtelettes de Bertrand Blier
  - 2004 : Le Convoyeur de Nicolas Boukhrief[94]
  - 2006 : L'Ivresse du pouvoir de Claude Chabrol[94]
  - 2006 : Prête-moi ta main d'Éric Lartigau[94]
  - 2007 : Le Dernier Gang d'Ariel Zeitoun[94]
  - 2008 : Femmes de loi série télévisée épisode "La Vérité sur le bout des doigts" de Patrice Martineau[94]
  - 2008 : Mes stars et moi de Lætitia Colombani[94]
  - 2009 : La Liste téléfilm de Christian Faure[94]
  - 2009 : Jusqu'à l'enfer téléfilm de Denis Malleval[94]
  - 2009 : RIS police scientifique série télévisée Saison 4 de Stéphane Kaminka[94]
  - 2009 : RIS police scientifique série télévisée Saison 5 de Stéphane Kaminka[94]
  - 2009 : Le juge est une femme série télévisée Saison 7 de René Manzor[94]
  - 2010 : Fais danser la poussière téléfilm de Christian Faure[94]
  - 2010 : L'Homme qui voulait vivre sa vie d'Éric Lartigau[94]
  - 2011 : La Ligne droite de Régis Wargnier[94]
  - 2011 : Platane série télévisée de Eric Judor et Denis Imbert[94]
  - 2011 : Section de recherches série télévisée de Steven Bawol et Dominique Lancelot[94]
  - 2011 : La Conquête de Xavier Durringer[94]
  - 2012 : Comme des frères d'Hugo Gélin[94]
  - 2012 : Des soucis et des hommes série télévisée de Christophe Barraud[94]
  - 2012 : Mafiosa série télévisée Saison 4 de Pierre Leccia[94]
  - 2012 : RIS police scientifique série télévisée Saison 7 de Stéphane Kaminka[94]
  - 2013 : Le Grand Méchant Loup de Nicolas Charlet et Bruno Lavaine[94]
  - 2013 : La Cage dorée de Ruben Alves[94]
  - 2013 : Mohamed Dubois d'Ernesto Oña[94]
  - 2013 : 9 mois ferme d'Albert Dupontel[94]
  - 2013 : Clem série télévisée de Joyce Buñuel[94] Saison 3
  - 2014 : Elle l'adore de Jeanne Herry[94]
  - 2014 : Clem série télévisée de Joyce Buñuel[94] Saison 4
  - 2015 : Falco série télévisée de Jean-Christophe Delpias[94]
  - 2016 : Diabolique téléfilm de Gabriel Aghion[94]
  - 2017 : Clem série télévisée de Joyce Buñuel[94] Saison 7
  - 2017 : La Deuxième Étoile de Lucien Jean-Baptiste[94]La Maison Saint-Charles au Vésinet, lieu de tournage de Roulez jeunesse de Julien Guetta.

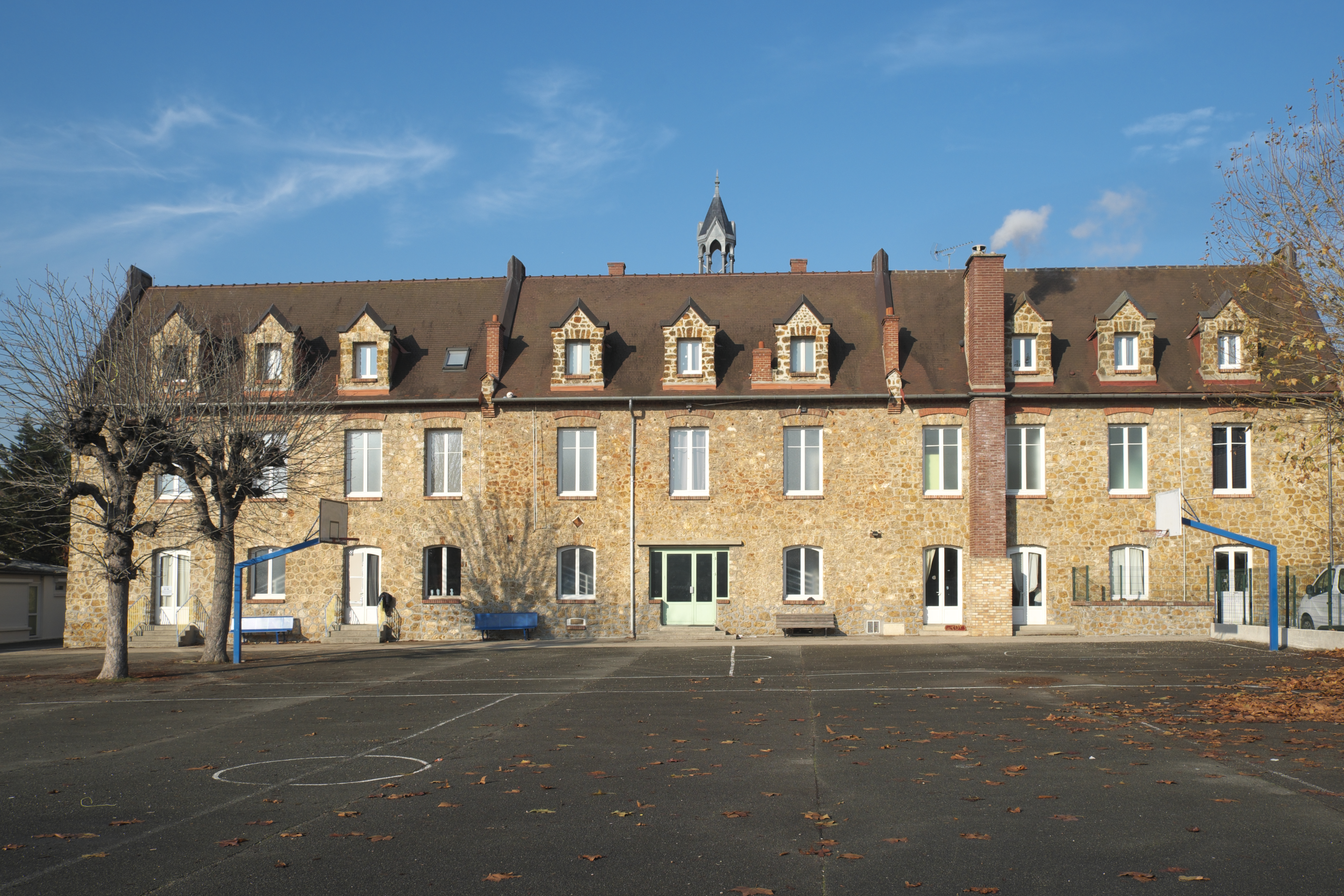
La Maison Saint-Charles au Vésinet, lieu de tournage de Roulez jeunesse de Julien Guetta.

  - 2017 : Le Petit Spirou de Nicolas Bary[94]
  - 2017 : Qu'est-ce qu'on attend pour être heureux ? série télévisée d'Anne Giafferi[94]
  - 2017 : Le juge est une femme série télévisée de Jean-Christophe Delpias[94] Saison 15 Épisode 3
  - 2018 : Clem série télévisée d'Elsa Bennett et Hippolyte Dard[94] Saison 8
  - 2018 : Munch série télévisée de Gabriel Julien-Laferrière[94] Saison 2 Épisode "Secret défense"
  - 2018 : Roulez jeunesse de Julien Guetta[94]
  - 2019 : Engrenages série télévisée de Jean-Philippe Amar[94] Saison 7 Épisode 8
  - 2020 : Un mauvais garçon téléfilm de Xavier Durringer[94]
  - 2020 : Un triomphe d'Emmanuel Courcol[94]
  - 2021 : Un tour chez ma fille d'Éric Lavaine
  - 2021 : Envole-moi de Christophe Barratier[94]
  - 2021 : Rebecca série télévisée de Didier Le Pêcheur Saison 1[94]
  - 2021 : Incroyable mais vrai de Quentin Dupieux
  - 2021 : L'Amour (presque) parfait série télévisée de Pascale Pouzadoux Saison 1[94]
  - 2022 : Rumba la vie de Franck Dubosc
  - 2022 : Maigret de Patrice Leconte[94]
  - 2022 : Clem série télévisée d'Elsa Bennett et Hippolyte Dard[94] Saison 12
  - 2023 : La Plus Belle pour aller danser de Victoria Bedos[94]
  - 2024 : Les Pistolets en plastique de Jean-Christophe Meurisse[94]
  - 2024 : 14 Jours pour aller mieux d'Edouard Pluvieux[94]
  - 2025 : Le Dernier Souffle de Costa-Gavras[94]
  - 2025 : Master Crimes série télévisée de Marwen Abdallah Saison 3[94]
  - 2026 : Somnanbule de Tarek Boudali[94]
- Les Alluets-le-Roi
  - 1968 : Béru et ces dames de Guy Lefranc
  - 2011 : L'Exercice de l'État de Pierre Schoeller[96]
- Les Bréviaires
  - 1968 : Alexandre le bienheureux d'Yves Robert
  - 1971 : Jo de Jean Girault
  - 1972 : Le 16 à Kerbriant de Michel Wyn
  - 1976 : Le Bon et les Méchants de Claude Lelouch
  - 1976 : Un éléphant ça trompe énormément d'Yves Robert
  - 1997 : Une femme en blanc série télévisée d'Aline Issermann
  - 1999 : Le Derrière de Valérie Lemercier
  - 2004 : Ils se marièrent et eurent beaucoup d'enfants d'Yvan Attal
  - 2004 : Ambre a disparu téléfilm de Denys Granier-Deferre
  - 2016 : Il a déjà tes yeux de Lucien Jean-Baptiste
  - 2021 : Les Vedettes de Jonathan Barré[97]
- Les Clayes-sous-Bois
  - 1963 : Ophélia de Claude Chabrol
  - 1981 : Le Maître d'école de Claude Berri
  - 2011 : Mon pire cauchemar d'Anne Fontaine
  - 2015 : La Loi du marché de Stéphane Brizé[28]
  - 2018 : Les Affamés de Léa Frédeval
- Les Essarts-le-Roi
  - 1975 : On a retrouvé la septième compagnie de Robert Lamoureux
  - 1978 : La Carapate de Gérard Oury
  - 1988 : Le Vent des moissons série télévisée de Jean Sagols
  - 2000 : La Fidélité d'Andrzej Żuławski
  - 2001 : La Boîte de Claude Zidi
  - 2004 : Feux rouges de Cédric Kahn
  - 2014 : On a failli être amies d'Anne Le Ny
  - 2018 : Place publique d'Agnès Jaoui
  - 2021 : Lupin, série télévisée de Ludovic Bernard Épisode 6[98]
- Les Loges-en-Josas
  - 2016 : Le Secret de la chambre noire de Kiyoshi Kurosawa
- Les MesnulsÉglise Saint-Éloi des Mesnuls, lieu de tournage de Poil de carotte de Paul Mesnier.

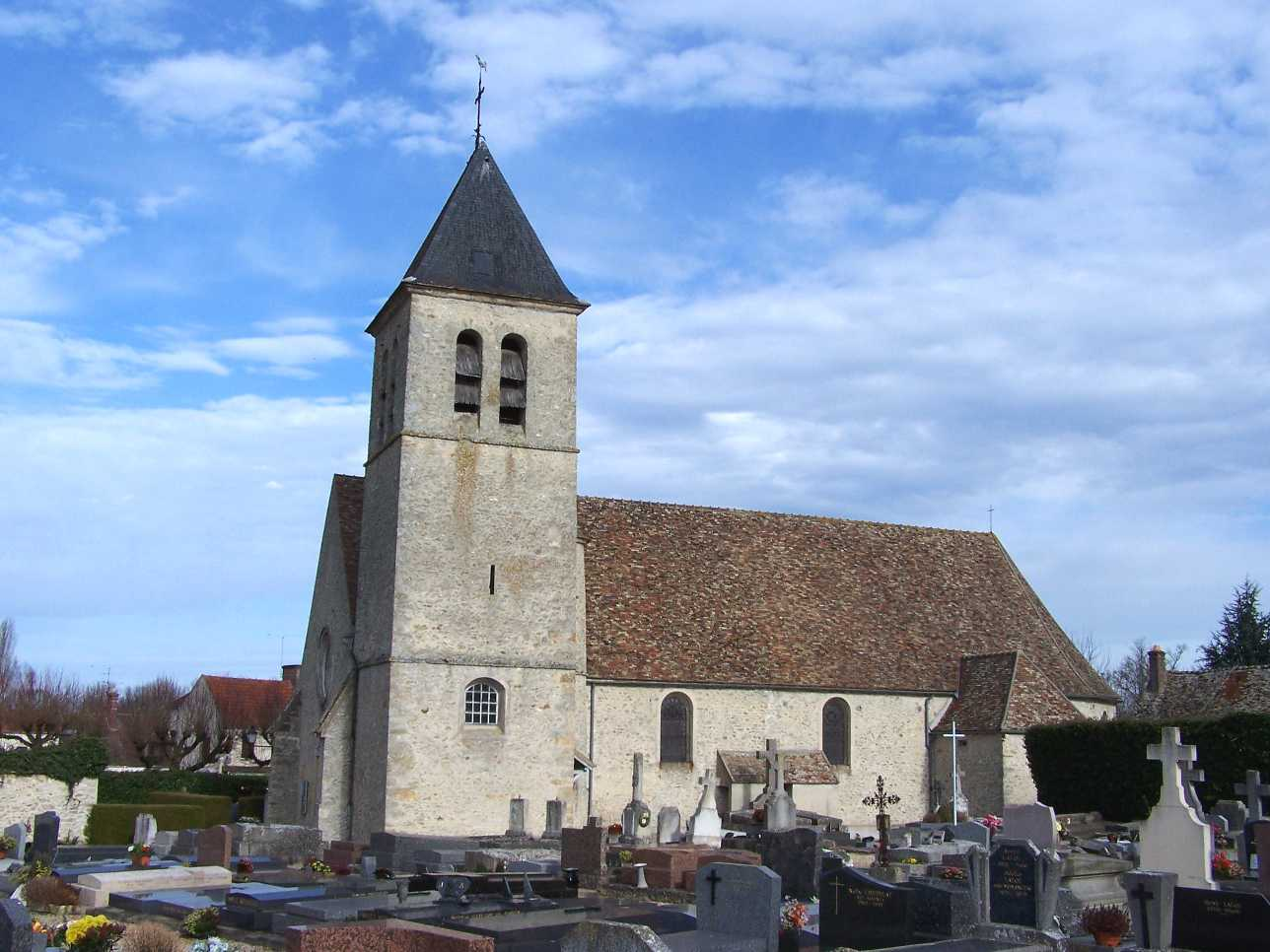
Église Saint-Éloi des Mesnuls, lieu de tournage de Poil de carotte de Paul Mesnier.

  - 1952 : Poil de carotte de Paul Mesnier
  - 1955 : Chéri-Bibi de Marcello Pagliero
  - 1958 : À Paris tous les deux de Gerd Oswald
  - 1977 : La Septième Compagnie au clair de lune de Robert Lamoureux
  - 1978 : Molière d'Ariane Mnouchkine[80]
  - 1988 : Le Vent des moissons série télévisée de Jean Sagols
  - 1997 : Tout doit disparaître de Philippe Muyl
  - 2003 : Les Sentiments de Noémie Lvovsky
  - 2004 : Ambre a disparu téléfilm de Denys Granier-Deferre
  - 2013 : Les Gamins d'Anthony Marciano
  - 2014 : Situation amoureuse : C'est compliqué de Manu Payet et Rodolphe Lauga
  - 2022 : Don Juan de Serge Bozon[99]
- Les Mureaux
  - 1948 : L'Armoire volante de  Carlo Rim
  - 1966 : La Fantastique Histoire vraie d'Eddie Chapman de Terence Young
  - 1967 : Les Grandes Vacances de Jean Girault[100]
  - 1985 : L'Effrontée de Claude Miller[100]
  - 2003 : Les Sentiments de Noémie Lvovsky[100]
  - 2008 : Aide-toi, le ciel t'aidera de François Dupeyron[101]
  - 2009 : Plus tard tu comprendras d'Amos Gitaï
  - 2012 : David et Madame Hansen de Alexandre Astier[101]
  - 2014 : C'est pas de l'amour téléfilm de Jérôme Cornuau[100]
  - 2019 : La Classe de Mathieu Lecuyer[100]
  - 2020 : Au-dessus des nuages téléfilm de Jérôme Cornuau
  - 2023 : La fille d’Albino Rodrigue de Christine Dory[102]
  - 2023 : Comme un prince d'Ali Marhyar[103]
- Lévis-Saint-Nom
  - 1967 : Le Chevalier Tempête série télévisée de Yannick Andréi
  - 1988 : Le Vent des moissons série télévisée de Jean Sagols
  - 2001 : Thérèse et Léon téléfilm de Claude Goretta
  - 2014 : La Dernière Échappée téléfilm de Fabien Onteniente
  - 2015 : Nos futurs de Rémi Bezançon
  - 2020 : L'Étreinte de Ludovic Bergery
- LimayLe vieux pont de Limay, lieu de tournage de Jules et Jim de François Truffaut.

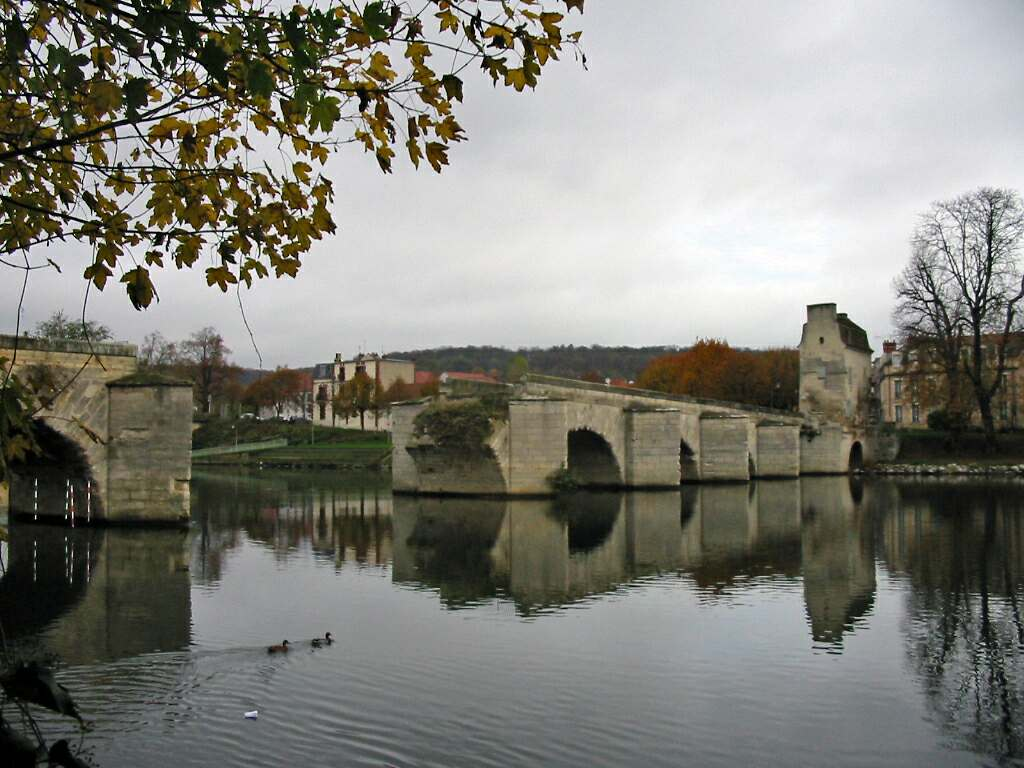
Le vieux pont de Limay, lieu de tournage de Jules et Jim de François Truffaut.

  - 1962 : Jules et Jim de François Truffaut
  - 1965 : Les Baratineurs de Francis Rigaud
  - 1992 : Highlander de Mario Azzopardi
  - 1999 : Balzac mini-série de Josée Dayan[104]
  - 2001 : Le Pacte des loups de Christophe Gans[104]
  - 2012 : Making Off de Cédric Dupuis
  - 2017 : Sage Femme de Martin Provost
  - 2023 : Les Rois de la piste de Thierry Klifa[105]
  - 2023 : La der des der épisode 7 de la saison 4 de la série télévisée Capitaine Marleau  de Josée Dayan
- Longvilliers
  - 1966 : Tiré à part de Bernard Rapp
  - 1968 : Le Tatoué de Denys de La Patellière
  - 1973 : Le Permis de conduire de Jean Girault
  - 1974 : Impossible... pas français de Robert Lamoureux
  - 1975 : Lily aime-moi de Maurice Dugowson
  - 1978 : Les Brigades du Tigre série télévisée Saison 4 Épisode "L'Ange blanc" de Victor Vicas
  - 1982 : Que les gros salaires lèvent le doigt ! de Denys Granier-Deferre
  - 1995 : Les Cent et Une Nuits de Simon Cinéma d'Agnès Varda
  - 1999 : L'Ami du jardin de Jean-Louis Bouchaud
  - 2010 : Clem série télévisée de Joyce Buñuel Saison 1
  - 2011 : La Bonté des femmes téléfilm de Marc Dugain et Yves Angelo[106]
  - 2012 : Ma bonne étoile d'Anne Fassio
  - 2014 : 3 femmes en colère téléfilm de Christian Faure
  - 2015 : Borderline téléfilm d' Olivier Marchal
  - 2015 : Clem série télévisée de Joyce Buñuel et Éric Leroux[107]
  - 2016 : La Vache de Mohamed Hamidi
- LouveciennesLe château de Madame du Barry, lieu de tournage de Les Perles de la couronne de Sacha Guitry.

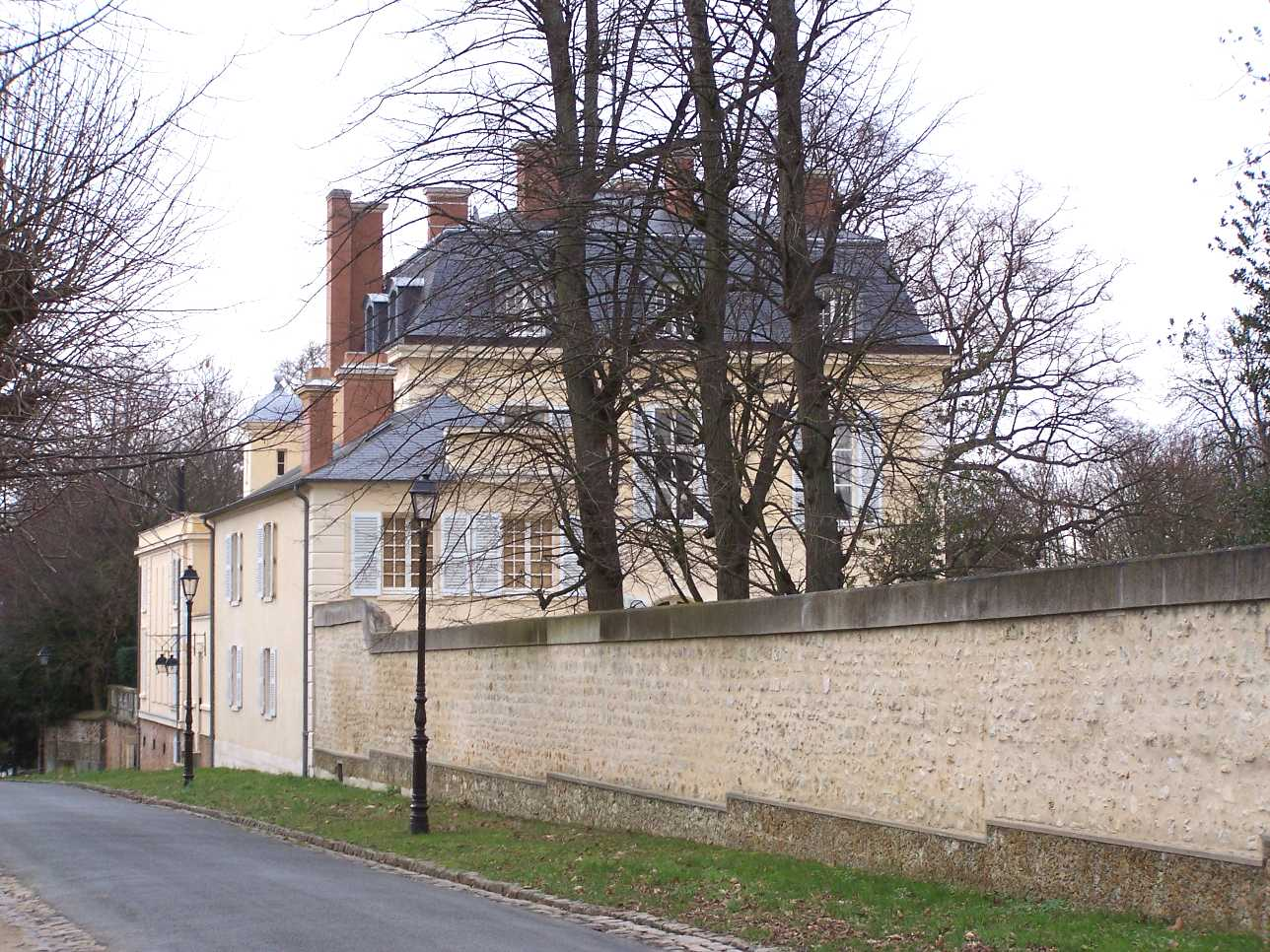
Le château de Madame du Barry, lieu de tournage de Les Perles de la couronne de Sacha Guitry.

  - 1937 : Les Perles de la couronne de Sacha Guitry et Christian-Jaque
  - 1951 : Victor de Claude Heymann
  - 1952 : La Putain respectueuse de Marcello Pagliero[17]
  - 1953 : Le Témoin de minuit de Dimitri Kirsanoff
  - 1958 : Clara et les Méchants de Raoul André
  - 1965 : Thomas l'imposteur de Georges Franju
  - 1972 : Le Charme discret de la bourgeoisie de Luis Buñuel
  - 1991 : L'Héritière téléfilm de Jean Sagols
  - 1998 : Sitcom de François Ozon
  - 2013 : La Marche de Nabil Ben Yadir
  - 2014 : Les tourtereaux divorcent téléfilm de Vincenzo Marano
  - 2017 : Sous le même toit de Dominique Farrugia
  - 2021 : Qu'est-ce qu'on a tous fait au Bon Dieu ? de Philippe de Chauveron[108]
  - 2022 : Maison de retraite de Thomas Gilou[109]
  - 2023 : Bardot série télévisée de Danièle Thompson et Christopher Thompson[109]

## M
- Haut – A
- B
- C
- D
- E
- F
- G
- H
- I
- J
- K
- L
- M
- N
- O
- P
- Q
- R
- S
- T
- U
- V
- W
- X
- Y
- Z

- Magnanville
  - 2017 : Bonne Pomme de Florence Quentin[110]
- Magny-les-Hameaux
  - 1956 : Des gens sans importance d'Henri Verneuil
  - 1967 : Week-end de Jean-Luc GodardPort-Royal des Champs à Magny-les-Hameaux, lieu de tournage de Diabolo menthe de Diane Kurys.

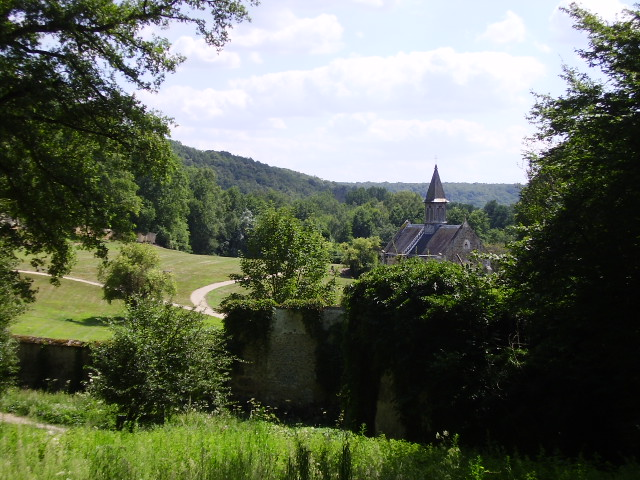
Port-Royal des Champs à Magny-les-Hameaux, lieu de tournage de Diabolo menthe de Diane Kurys.

  - 1968 : Les Saintes chéries série télévisée Saison 2 Épisode Eve et la villa de Jean Becker
  - 1975 : Les Charmes de l'été série télévisée de Robert Mazoyer[111]
  - 1977 : Diabolo menthe de Diane Kurys
  - 1983 : Ça va pas être triste de Pierre Sisser
  - 1994 : Neuf mois de Patrick Braoudé
  - 2000 : Voyous, voyelles de Serge Meynard
  - 2003 : Cette femme-là de Guillaume Nicloux[112]
  - 2004 : Ambre a disparu téléfilm de Denys Granier-Deferre
  - 2006 : Essaye-moi de Pierre-François Martin-Laval
  - 2008 : Le Premier Jour du reste de ta vie de Rémi Bezançon[113]
  - 2010 : La Commanderie série télévisée de Didier Le Pêcheur
  - 2014 : Ligne de mire téléfilm de Nicolas Herdt
  - 2016 : Radin ! de Fred Cavayé
  - 2016 : Diabolique téléfilm de Gabriel Aghion
  - 2016 : Le Fils de Joseph d'Eugène Green[114]
  - 2016 : Marion, 13 ans pour toujours téléfilm de Bourlem Guerdjou
- Maisons-Laffitte
  - 1919 : Le Dieu du hasard d'Henri Pouctal
  - 1921 : Le Jockey Disparu de Jacques Riven
  - 1929 : Un rayon de soleil de Jean Gourguet
  - 1933 : Le Crime du Bouif d'André Berthomieu[115]
  - 1935 : Le Bouif chez les pur-sang de Léo Joannon
  - 1946 : Master Love de Robert Péguy
  - 1950 : Premières Armes de René Wheeler
  - 1950 : La Belle de Paris de Jean Negulesco
  - 1954 : Tourments de Jacques Daniel-Norman[115]
  - 1955 : Nana de Christian-Jaque[81]
  - 1957 : Les Espions d'Henri-Georges Clouzot[115]
  - 1958 : Le Désordre et la Nuit de Gilles Grangier
  - 1962 : Le Masque de fer d'Henri Decoin[116]
  - 1969 : D'Artagnan, feuilleton télévisé de Claude Barma[116]
  - 1970 : La Rupture de Claude Chabrol
  - 1975 : Guerre et Amour de Woody Allen[116]
  - 1977 : Richelieu, feuilleton télévisé de Jean-Pierre Decourt[117]
  - 1978 : L'Argent des autres de Christian de Chalonge
  - 1978 : Mazarin mini-série de Pierre Cardinal
  - 1981 : Signé Furax de Marc Simenon[116]
  - 1983 : Danton d'Andrzej Wajda[116],[118]
  - 1986 : Tenue de soirée de Bertrand Blier[115]
  - 1987 : Napoléon et Joséphine : Une histoire d'amour, feuilleton télévisé de Richard T. Heffron[116]
  - 1988 : Les Liaisons dangereuses de Stephen Frears[116]
  - 1988 : Le Grand Bleu de Luc Besson[119]
  - 1989 : La Révolution française de Robert Enrico et Richard T. Heffron[116]
  - 1990 : Lacenaire de Francis Girod[120]
  - 1993 : Louis, enfant roi de Roger Planchon[121]
  - 1994 : La Fille de d'Artagnan de Bertrand Tavernier[116]Le château de Maisons-Laffitte, lieu de tournage de La Fille de d'Artagnan de Bertrand Tavernier.

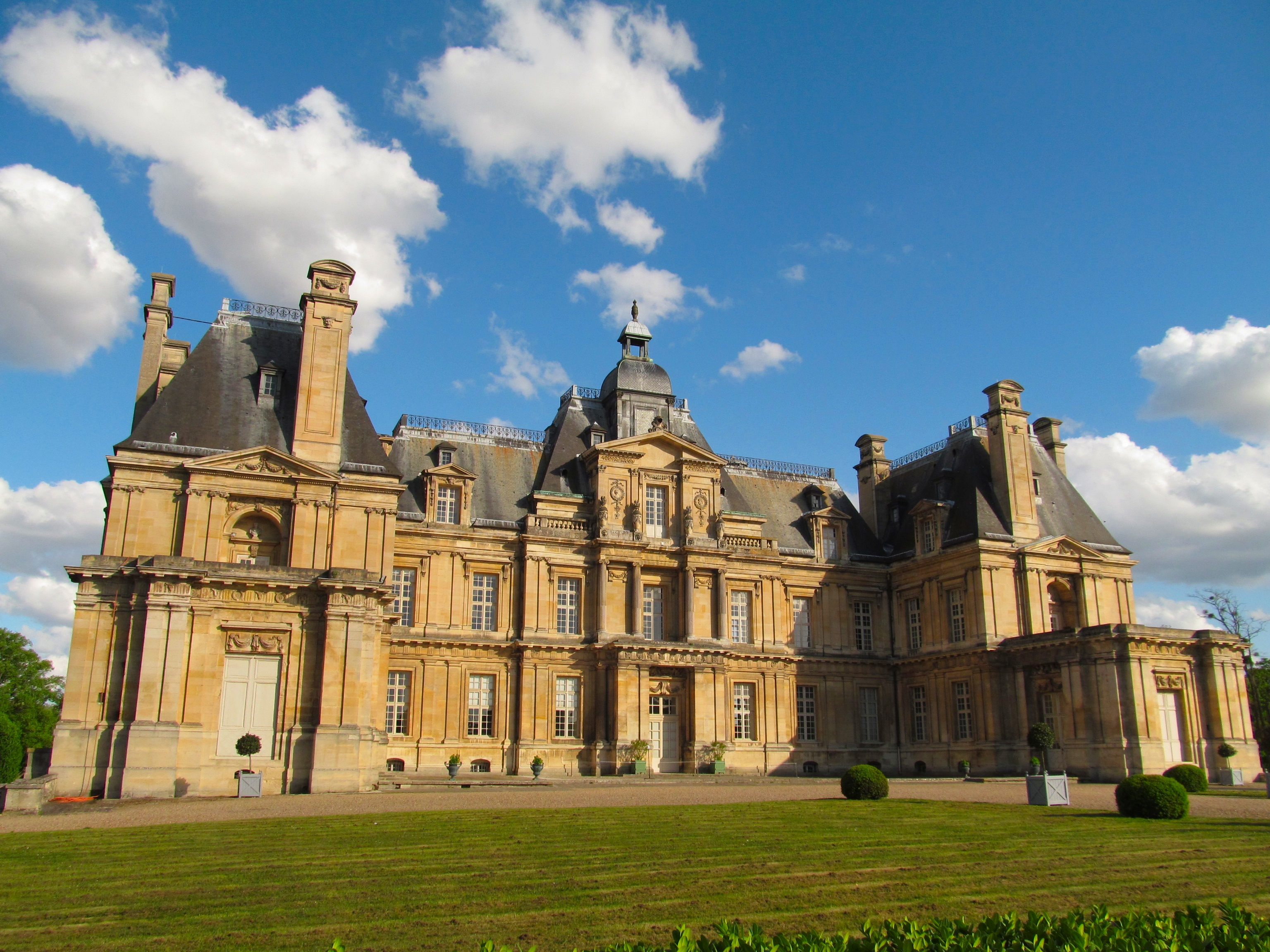
Le château de Maisons-Laffitte, lieu de tournage de La Fille de d'Artagnan de Bertrand Tavernier.

  - 1994 : La Reine Margot de Patrice Chéreau[116]
  - 1996 : L'Allée du Roi téléfilm de Nina Companeez
  - 1996 : Ridicule de Patrice Leconte[116]
  - 1996 : Surviving Picasso de James Ivory[116]
  - 1997 : Didier d'Alain Chabat[122]
  - 2000 : Vatel de Roland Joffé[116]
  - 2001 : Les Cordier, juge et flic série télévisée Saison 8 Épisode 5 "Sang-froid" de Jean-Marc Seban
  - 2003 : Ce jour-là de Raoul Ruiz
  - 2004 : Milady téléfilm de Josée Dayan[116]
  - 2004 : People de Fabien Onteniente[122]
  - 2004 : Triple Agent d'Éric Rohmer[81]
  - 2006 : La Maison du bonheur de Dany Boon[81]
  - 2007 : Jean de la Fontaine, le défi de Daniel Vigne[116]
  - 2007 : Versailles, le rêve d'un roi de Thierry Binisti
  - 2008 : De l'autre côté du lit de Pascale Pouzadoux
  - 2008 : Modern Love de Stéphane Kazandjian[116]
  - 2009 : Louis XV, le Soleil noir téléfilm de Thierry Binisti[116]
  - 2010 : Un divorce de chien téléfilm de Lorraine Lévy
  - 2010 : Joseph et la Fille de Xavier de Choudens
  - 2011 : Une pure affaire d'Alexandre Coffre
  - 2012 : Les Adieux à la reine de Benoît Jacquot[116]
  - 2012 : Les Hommes de l'ombre série télévisée d'Emmanuel Daucé[116]
  - 2014 : L'Héritière téléfilm d'Alain Tasma[123]
  - 2014 : Le Duc de Montmorency de David Cummings et Eric Cummings[124]
  - 2014 : Calomnies de Jean-Pierre Mocky
  - 2014 : Les Frémissements du thé de Marc Fouchard[125]
  - 2015 : Versailles série télévisée de Jalil Lespert, Cristoph Schrewe, Thomas Vincent et Daniel Roby[116]
  - 2019 : Chamboultout d'Éric Lavaine
  - 2020 : Hortense téléfilm de Thierry Binisti
  - 2021 : Jugé sans justice téléfilm de Lou Jeunet
  - 2021 : Service volé téléfilm de Jérôme Foulon
  - 2023 : Bardot série télévisée de Danièle Thompson et Christopher Thompson[109]
  - 2023 : Alibi.com 2 de Philippe Lacheau
- Mantes-la-Jolie
  - 1924 : La Belle Nivernaise de Jean Epstein
  - 1960 : Pierrot la tendresse de François Villiers
  - 1967 : Les Risques du métier d'André Cayatte
  - 1967 : Mise à sac d'Alain Cavalier[126]
  - 2000 : La Fidélité d'Andrzej Żuławski[127]
  - 2005 : L'Empire des loups de Chris Nahon[127]
  - 2005 : Diane, femme flic série télévisée de Dominique Tabuteau[127]Le centre hospitalier François-Quesnay à Mantes-la-Jolie, lieu de tournage de L'Empire des loups de Chris Nahon.

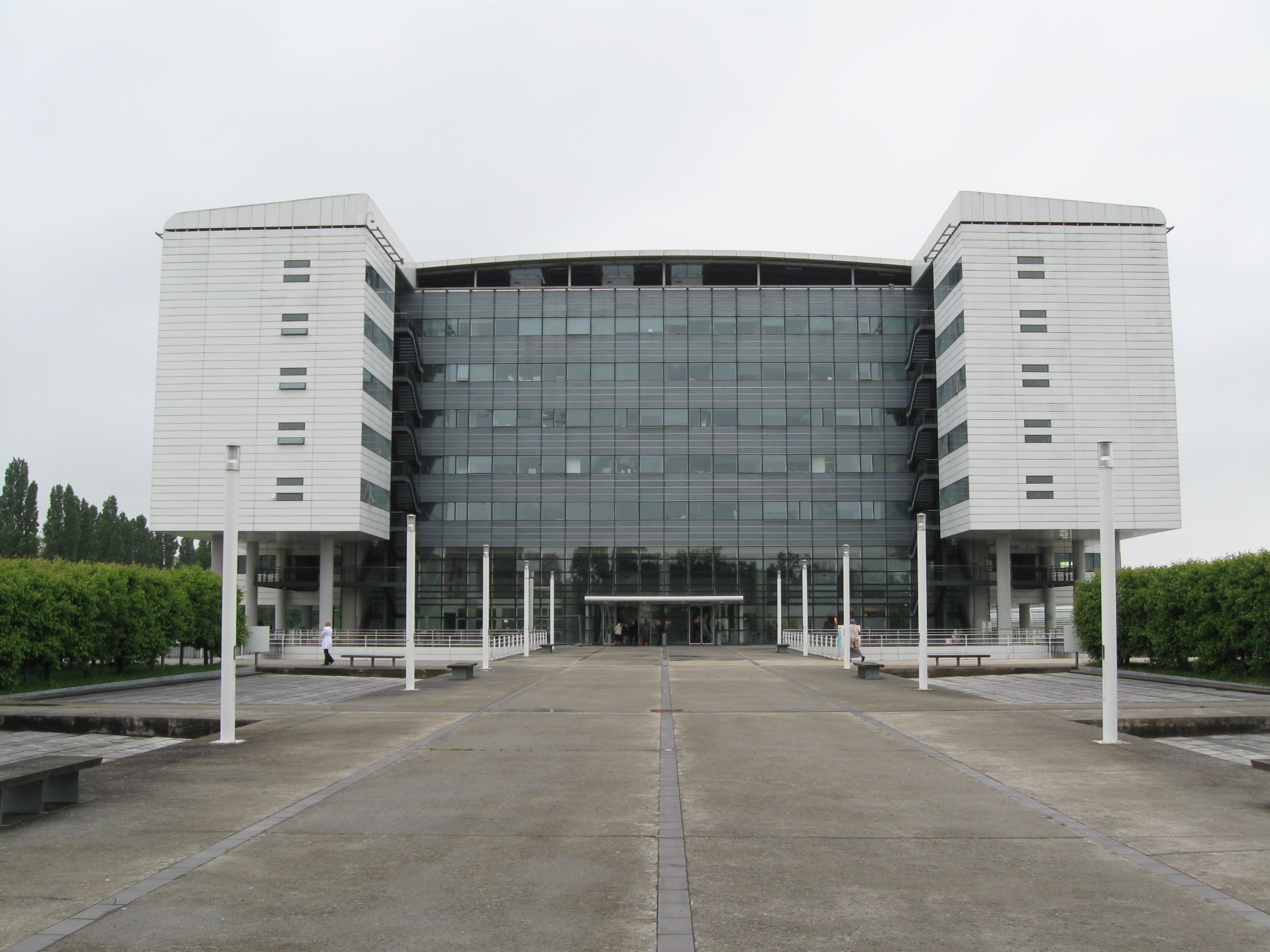
Le centre hospitalier François-Quesnay à Mantes-la-Jolie, lieu de tournage de L'Empire des loups de Chris Nahon.

  - 2006 : Ne le dis à personne de Guillaume Canet[127]
  - 2006 : Président de Lionel Delplanque[127]
  - 2009 : Éternelle série télévisée de Didier Delaître[127]
  - 2010 : Imogène McCarthery de Franck Magnier et Alexandre Charlot
  - 2011 : Tu seras mon fils de Gilles Legrand[127]
  - 2014 : La Dernière Échappée téléfilm de Fabien Onteniente[128]
  - 2014 : C'est pas de l'amour téléfilm de Jérôme Cornuau[129]
  - 2017 : Sage Femme de Martin Provost[130]
  - 2018 : Deux Fils de Félix Moati[127]
  - 2018 : Christ(off) de Pierre Dudan[131]
  - 2023 : Making Of de Cédric Kahn[132]
- Marcq
  - 1964 : Des frissons partout de Raoul André
  - 1964 : Laissez tirer les tireurs de Guy Lefranc
  - 2003 : Les Sentiments de Noémie Lvovsky
- Mareil-le-Guyon
  - 1963 : Ophélia de Claude Chabrol
  - 1976 : Le Bon et les Méchants de Claude Lelouch
  - 2007 : Ensemble, c'est tout de Claude Berri
  - 2016 : Le Secret de la chambre noire de Kiyoshi Kurosawa
- Mareil-Marly
  - 1948 : Le Mannequin assassiné de Pierre de Hérain[17]
  - 1950 : Le Grand Cirque de Georges Péclet
  - 1965 : Quand passent les faisans d'Édouard Molinaro
  - 1983 : Coup de foudre de Diane Kurys
  - 1992 : La Chasse aux papillons d'Otar Iosseliani[115]
  - 2020 : Faites des gosses série télévisée de Philippe Lefebvre[133]
- Mareil-sur-Mauldre
  - 1951 : Knock de Guy Lefranc

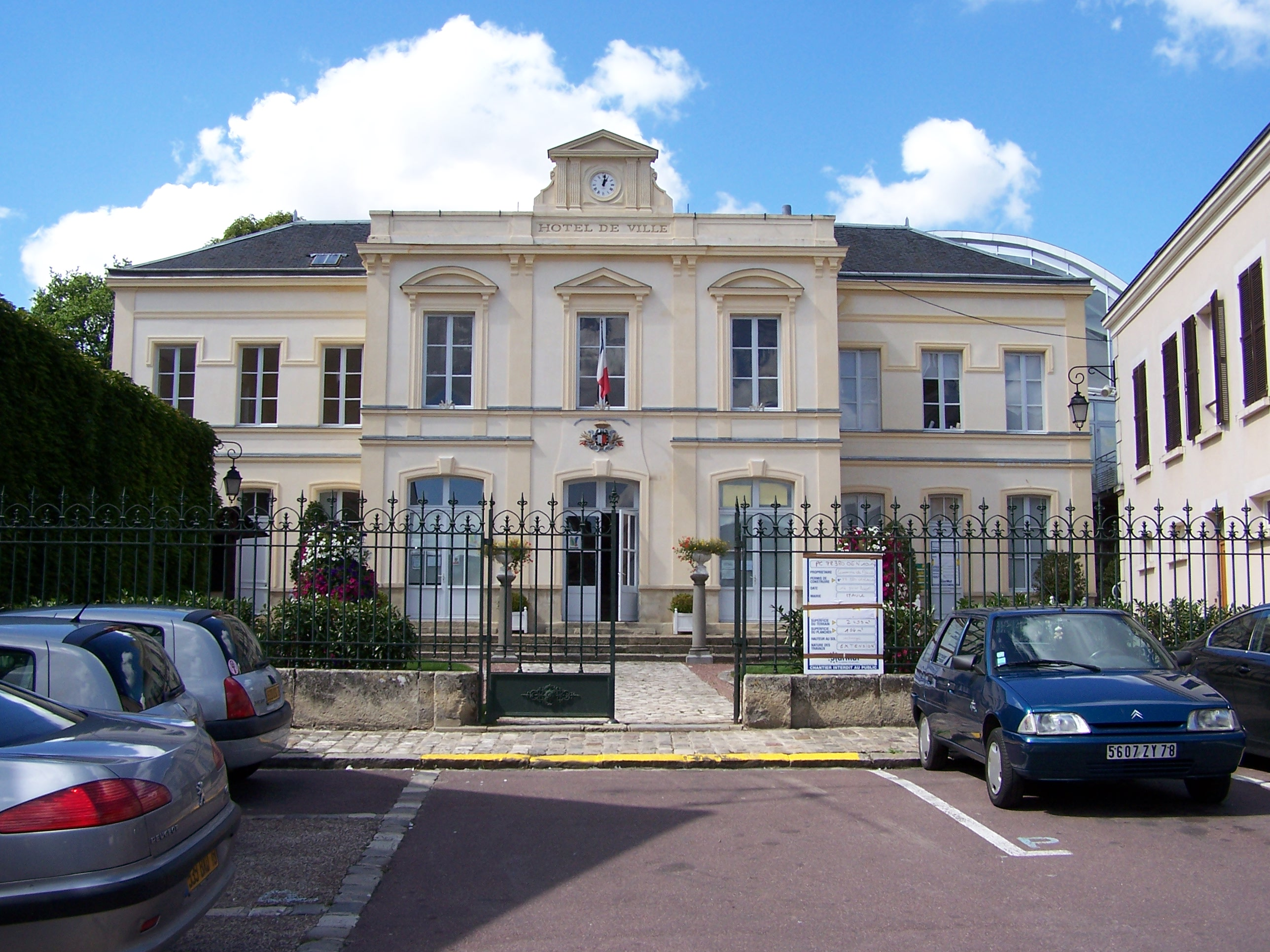
L'hôtel de ville de Maule, lieu de tournage du film Radio Corbeau d'Yves Boisset.

  - 1954 : Piédalu député de Jean Loubignac
- Marly-le-RoiL'Abreuvoir de Marly, lieu de tournage de Les Cinq Sous de Lavarède de Maurice Cammage.

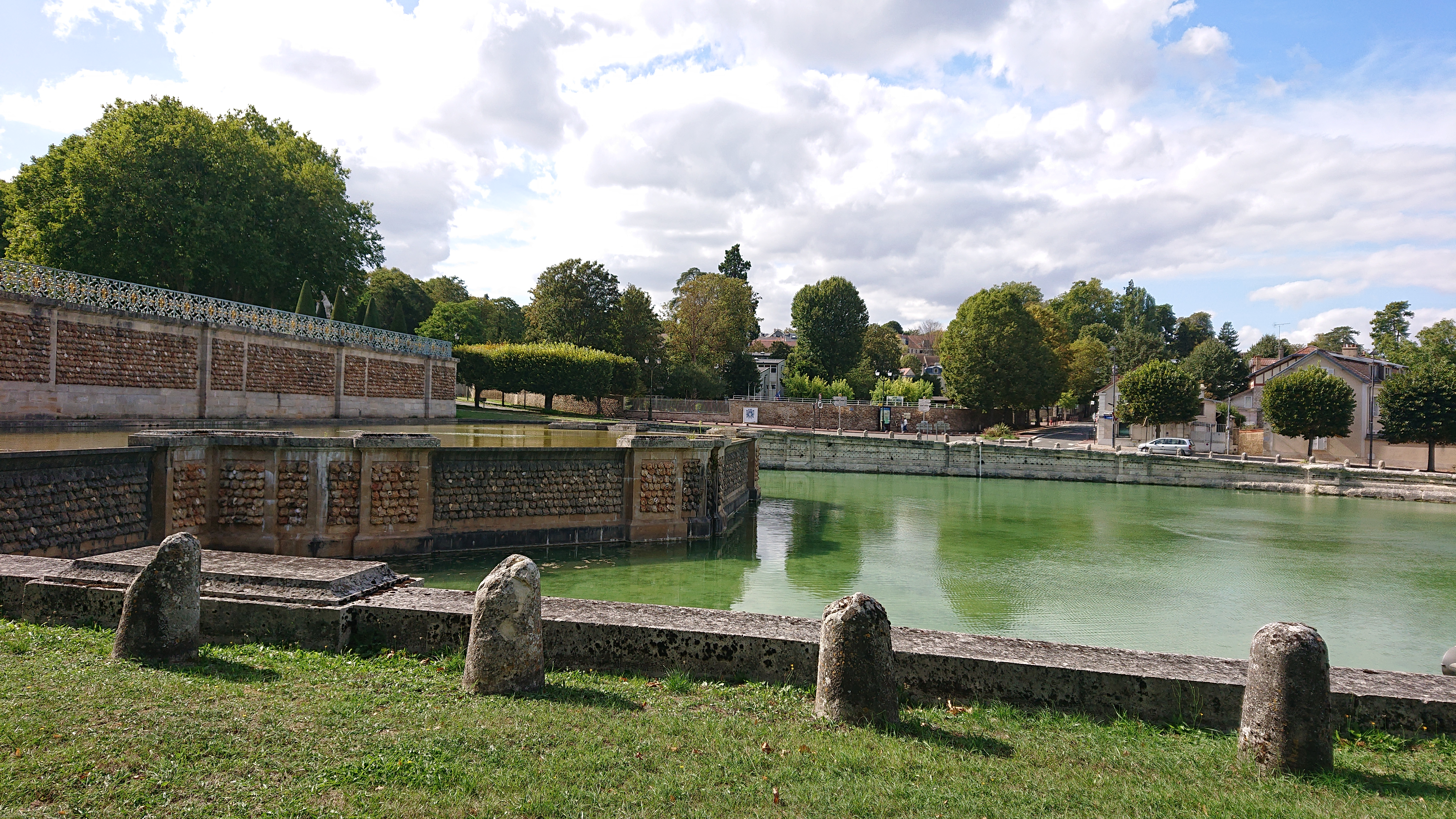
L'Abreuvoir de Marly, lieu de tournage de Les Cinq Sous de Lavarède de Maurice Cammage.

  - 1921 : Les Trois Mousquetaires d'Henri Diamant-Berger
  - 1938 : Je chante de Christian Stengel[17]
  - 1939 : La Famille Duraton de Christian Stengel[17]
  - 1939 : Les Cinq Sous de Lavarède de Maurice Cammage[17]
  - 1948 : Le Mannequin assassiné de Pierre de Hérain[17]
  - 1950 : Justice est faite d'André Cayatte[17]
  - 1951 : La Plus Belle Fille du monde de Christian Stengel[17]
  - 1952 : Rayés des vivants de Maurice Cloche[17]
  - 1953 : La Gare Saint-Lazare de Georges Lautner
  - 1954 : Faites-moi confiance de Gilles Grangier[17]
  - 1954 : L'Air de Paris de Marcel Carné[17]
  - 1955 : Razzia sur la chnouf d'Henri Decoin[17]
  - 1956 : Coup dur chez les mous de Jean Loubignac[17]
  - 1956 : Marie-Antoinette reine de France de Jean Delannoy[17]
  - 1958 : Clara et les Méchants de Raoul André[17]
  - 1958 : Sursis pour un vivant de Víctor Merenda et Ottorino Franco Bertolini[17]
  - 1959 : Les Motards de Jean Laviron
  - 1960 : Pierrot la tendresse de François Villiers
  - 1960 : Les Yeux sans visage de Georges Franju
  - 1961 : La Princesse de Clèves de Jean Delannoy[17]
  - 1963 : L'assassin connaît la musique... de Pierre Chenal[17]La gare de Marly-le-Roi, lieu de tournage de L'assassin connaît la musique... de Pierre Chenal.

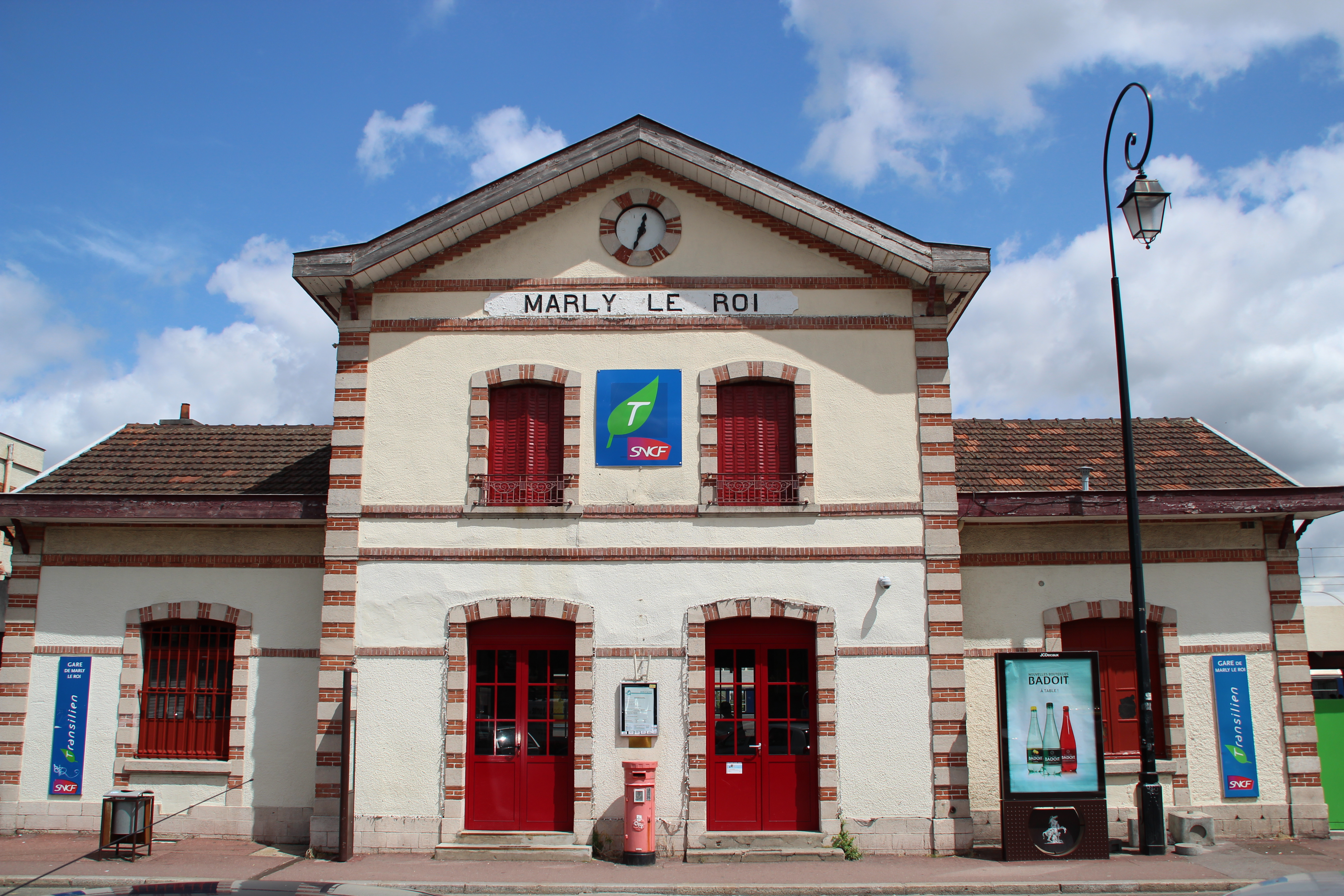
La gare de Marly-le-Roi, lieu de tournage de L'assassin connaît la musique... de Pierre Chenal.

  - 1963 : À toi de faire... mignonne de Bernard Borderie[17]
  - 1965 : Quand passent les faisans d'Édouard Molinaro[17]
  - 1965 : Belphégor ou le Fantôme du Louvre série télévisée de Claude Barma[17],
  - 1967 : Playtime de Jacques Tati[17]
  - 1969 : Paris n'existe pas de Robert Benayoun
  - 1969 : Gonflés à bloc de Ken Annakin
  - 1972 : Poigne de fer et séduction série télévisée de Gerry Anderson[17] Titre original "The Protectors"
  - 1973 : Deux hommes dans la ville de José Giovanni
  - 1977 : Alice ou la Dernière Fugue de Claude Chabrol[17]
  - 1982 : Tout feu, tout flamme de Jean-Paul Rappeneau[17]
  - 1983 : Un dimanche de flic de Michel Vianey[17]: stade François-Henri de Virieu, 141 route de Saint-Cyr
  - 1988 : Bonjour l'angoisse de Pierre Tchernia[17]
  - 1988 : Ne réveillez pas un flic qui dort de José Pinheiro[17]
  - 1989 : Deux de Claude Zidi[17]
  - 1989 : Les Maris, les Femmes, les Amants de Pascal Thomas[17]
  - 1991 : L'Héritière téléfilm de Jean Sagols[17]
  - 1992 : L'Homme de ma vie de Jean-Charles Tacchella[17]
  - 1993 : Louis, enfant roi de Roger Planchon[17]
  - 2000 : Que reste-t-il... téléfilm d'Étienne Périer[17]
  - 2000 : La Squale de Fabrice Genestal[17]
  - 2002 : Se souvenir des belles choses de Zabou Breitman[17]
  - 2004 : À ton image d'Aruna Villiers[17]
  - 2004 : Ambre a disparu téléfilm de Denys Granier-Deferre[17]
  - 2005 : Mort à l'écran d'Alexis Ferrebeuf et Jonathan Ferrebeuf[17]
  - 2007 : Les Deux Mondes de Daniel Cohen[17]
  - 2010 : Contes et nouvelles du XIXe siècle série télévisée épisode "Crainquebille" de Philippe Monnier
  - 2010 : Vénus noire d'Abdellatif Kechiche[134]
  - 2011 : Les Hommes libres d'Ismaël Ferroukhi[17]
  - 2012 : Mes amis, mes amours, mes emmerdes... série télévisée de Jean-Marc Auclair
  - 2012 : Des soucis et des hommes série télévisée de Christophe Barraud
  - 2012 : Joséphine, ange gardien série télévisée de Pascal Heylbroeck (épisode "Un monde de douceur")
  - 2014 : Le Duc de Montmorency de David Cummings et Eric Cummings[135]
  - 2017 : Clem série télévisée de Christophe Campos Saison 7
  - 2018 : Mademoiselle de Joncquières d'Emmanuel Mouret[135]
  - 2018 : Un peuple et son roi de Pierre Schoeller[136]
  - 2020 : Il est elle de Clément Michel
  - 2020 : La Révolution série télévisée d'Aurélien Molas
  - 2021 : Pour te retrouver téléfilm de Bruno Garcia
  - 2022 : Maison de retraite de Thomas Gilou
  - 2023 : Les Trois Mousquetaires : D'Artagnan et Les Trois Mousquetaires : Milady de Martin Bourboulon[137]
- MauleL'hôtel de ville de Maule, lieu de tournage du film Radio Corbeau d'Yves Boisset.
  - 1954 : Piédalu député de Jean Loubignac
  - 1960 : Pierrot la tendresse de François Villiers
  - 1962 : C'est pas moi, c'est l'autre de Jean Boyer
  - 1975 : Les Compagnons d'Eleusis série télévisée de Claude Grinberg
  - 1977 : La Septième Compagnie au clair de lune de Robert Lamoureux
  - 1979 : Écoute voir d'Hugo Santiago
  - 1989 : Orages d'été mini-série de Jean Sagols
  - 1990 : Orages d'été, avis de tempête mini-série de Jean Sagols
  - 1997 : Miracle à l'Eldorado téléfilm de Philippe Niang
  - 1997 : Les Sœurs Soleil de Jeannot Szwarc
  - 2010 : Donnant Donnant d'Isabelle Mergault
  - 2015 : Paris-Willouby de Quentin Reynaud et Arthur Delaire
  - 2015 : Microbe et Gasoil de Michel Gondry
  - 2018 : Joséphine, ange gardien série télévisée de Philippe Proteau (épisode "Un Noël recomposé")[68]
  - 2021 : Attention au départ ! de Benjamin Euvrard
  - 2025 : Sam série télévisée Saison 8 d'Hippolyte Dard
- Maulette
  - 2001 : Le Soleil au-dessus des nuages d'Éric Le Roch
  - 2013 : Demi-sœur de Josiane Balasko
- Maurecourt
  - 1934 : L'Atalante de Jean Vigo[138]
  - 1968 : L'Homme du Picardie feuilleton télévisé de Jacques Ertaud
  - 1998 : Heureusement qu'on s'aime téléfilm de David Delrieux[139]
- MaurepasCarrefour des Pyramides à Maurepas, lieu de tournage du film Les Ringards de Robert Pouret.

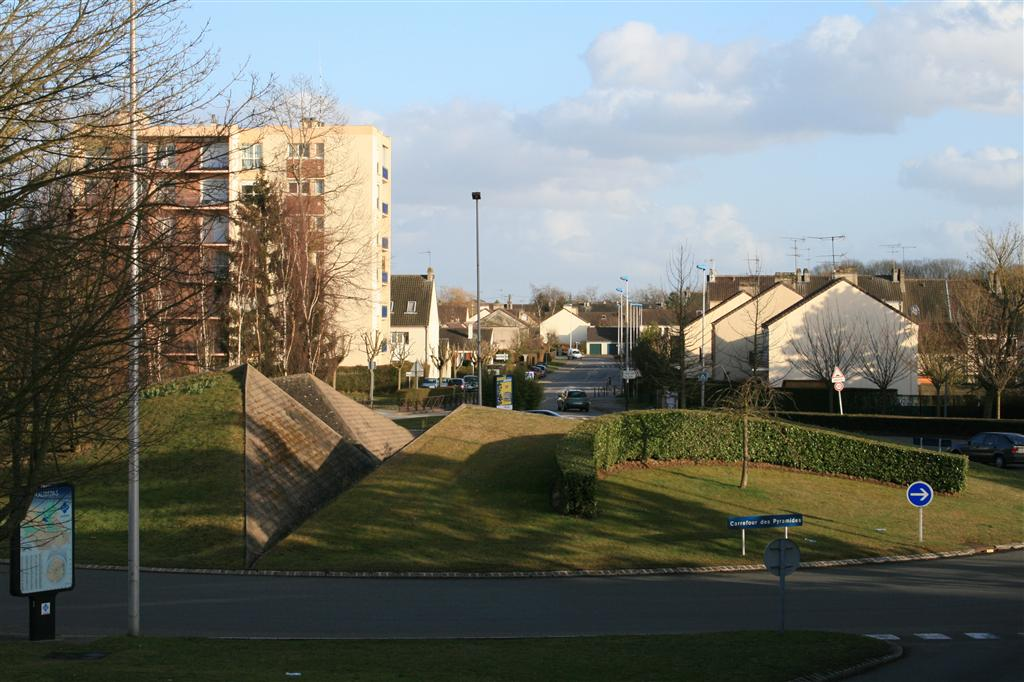
Carrefour des Pyramides à Maurepas, lieu de tournage du film Les Ringards de Robert Pouret.

  - 1978 : Les Ringards de Robert Pouret
  - 1989 : Orages d'été mini-série de Jean SagolsTournage à la Société Baxter
  - 2021 : Un autre monde de Stéphane Brizé
  - 2026 : Juste une illusion d'Olivier Nakache et Éric Toledano
- Médan
  - 1965 : Belphégor ou le Fantôme du Louvre série télévisée de Claude Barma
  - 1975 : Au-delà de la peur de Yannick Andréi
  - 2019 : Fourmi de Julien Rappeneau[140]
- Méré
  - 1952 : Poil de carotte de Paul Mesnier
  - 2004 : Albert est méchant d'Hervé Palud
  - 2006 : La Tourneuse de pages de Denis Dercourt
  - 2022 : Sam série télévisée Saison 6 de Philippe Lefebvre
- Meulan-en-Yvelines
  - 1963 : L'Honorable Stanislas, agent secret de Jean-Charles Dudrumet[141]
  - 1973 : Elle court, elle court la banlieue de Gérard Pirès[141]
  - 1985 : L'Effrontée de Claude Miller[141]
  - 1987 : Vent de panique de Bernard Stora
  - 2009 : Plus tard tu comprendras d'Amos Gitaï
  - 2017 : Dix pour cent série télévisée de Laurent Tirard (Saison 2 Épisode 1 "Virginie et Ramzy")
- Mézy-sur-SeineLa villa Paul Poiret à Mézy-sur-Seine, lieu de tournage de 96 heures de Frédéric Schoendoerffer.

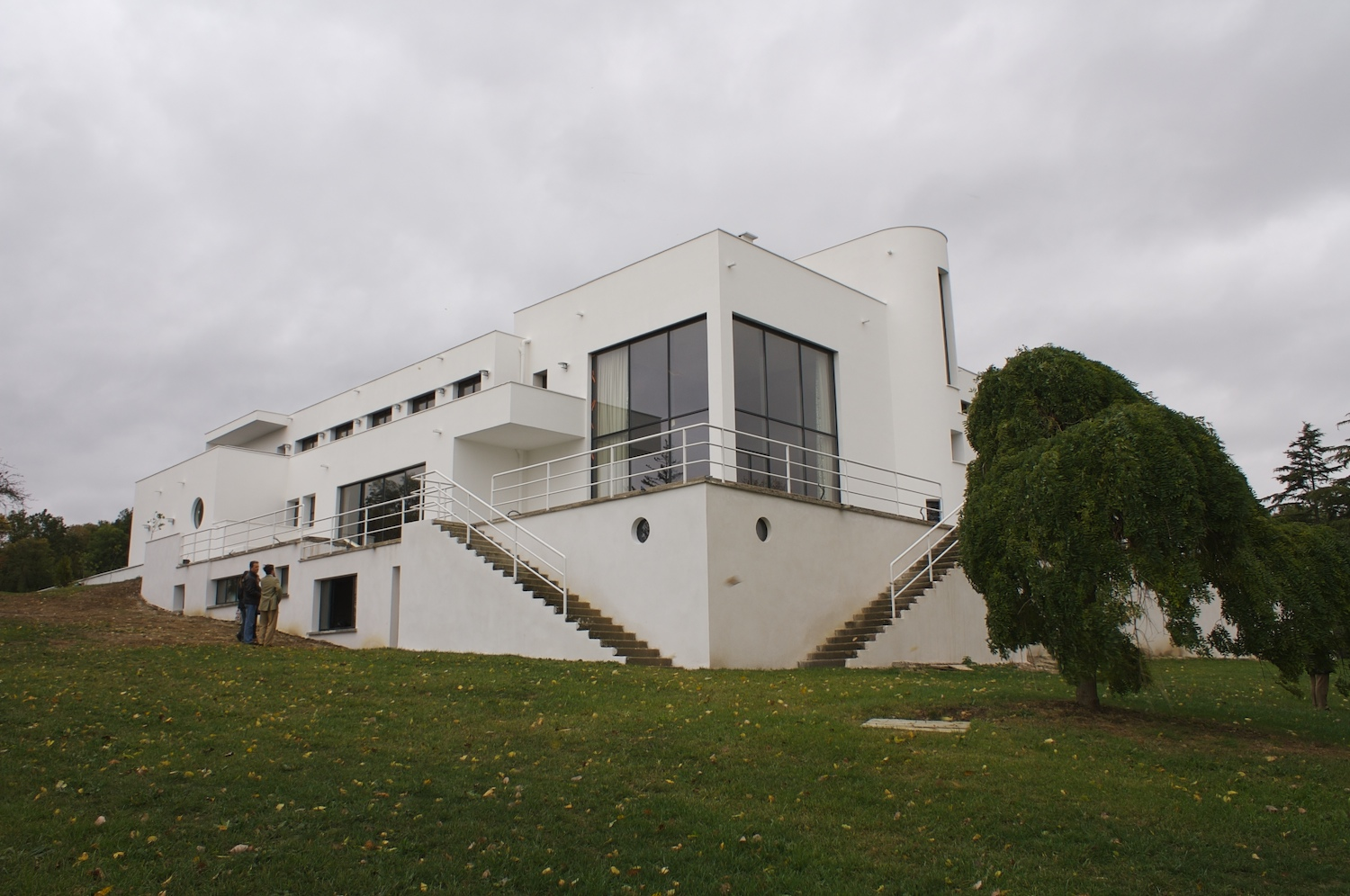
La villa Paul Poiret à Mézy-sur-Seine, lieu de tournage de 96 heures de Frédéric Schoendoerffer.

  - 2006 : Prête-moi ta main d'Éric Lartigau[142]
  - 2012 : Holy Motors de Leos Carax[142]
  - 2014 : 96 heures de Frédéric Schoendoerffer[142]
  - 2014 : Dans la cour de Pierre Salvadori
  - 2015 : Une famille à louer de Jean-Pierre Améris[142]
  - 2015 : Nos futurs de Rémi Bezançon
- Millemont
  - 1977 : Nous irons tous au paradis d'Yves Robert
  - 2005 : Il ne faut jurer de rien ! d'Éric Civanyan[143]
  - 2006 : Marie-Antoinette de Sofia Coppola[143]
  - 2009 : Coco avant Chanel d'Anne Fontaine[143]
  - 2010 : Contes et nouvelles du XIXe siècle série télévisée épisode "L'Écornifleur" de Jean-Charles Tacchella[143]
  - 2011 : 1788... et demi série télévisée d'Olivier Guignard[51]
  - 2012 : Nicolas Le Floch série télévisée Épisode 7 : Le Dîner de Gueux de Nicolas Picard-Dreyfuss
  - 2022 : Sam série télévisée Saison 6 de Philippe Lefebvre
  - 2022 : Alors on danse de Michèle Laroque
  - 2023 : L'Été dernier de Catherine Breillat
  - 2024 : Sam série télévisée Saison 7 d'Hippolyte Dard
- Milon-la-Chapelle
  - 1966 : La Sentinelle endormie de Jean Dréville[144]
  - 1973 : Il n'y a pas de fumée sans feu d'André Cayatte
  - 1975 : Maîtresse de Barbet Schroeder
  - 1983 : Ça va pas être triste de Pierre Sisser
  - 2014 : Gemma Bovery d'Anne Fontaine
  - 2016 : Le Secret de la chambre noire de Kiyoshi Kurosawa
- Moisson
  - 2004 : 5×2 de François Ozon
- Montainville
  - 1966 : Cécilia, médecin de campagne série télévisée d'André Michel[145]
  - 1977 : La Septième Compagnie au clair de lune de Robert Lamoureux
  - 1994 : Grosse Fatigue de Michel Blanc
  - 2010 : Inception de Christopher Nolan
- Montchauvet
  - 1962 : L'Œil du Malin de Claude Chabrol[146]
  - 2012 : Mes héros d'Éric Besnard
- Montesson
  - 2011 : Ni vu, ni connu téléfilm de Christophe Douchand
- Montfort-l'AmauryRue de la Treille à Montfort-l'Amaury, lieu de tournage du film Le Corbeau d'Henri-Georges Clouzot.
  - 1943 : Le Corbeau d'Henri-Georges Clouzot[147],[148]

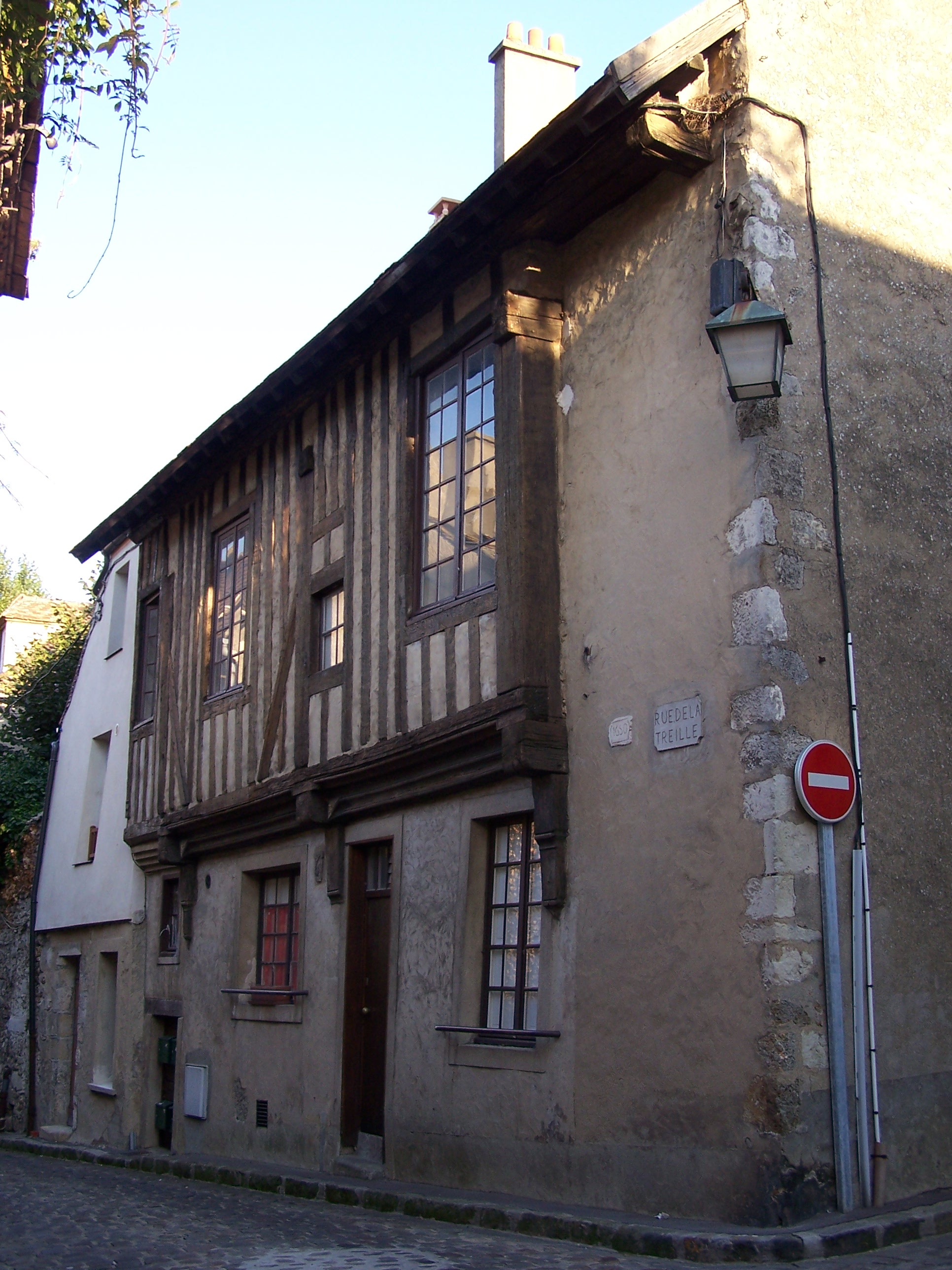
Rue de la Treille à Montfort-l'Amaury, lieu de tournage du film Le Corbeau d'Henri-Georges Clouzot.

  - 1951 : Le Voyage en Amérique d'Henri Lavorel[149]
  - 1952 : Poil de carotte de Paul Mesnier[147]
  - 1953 : Le Petit Garçon perdu de George Seaton[147]
  - 1955 : Chéri-Bibi de Marcello Pagliero[149]
  - 1955 : Les Diaboliques d'Henri-Georges Clouzot[150],[151]
  - 1955 : Le Fils de Caroline chérie de Jean Devaivre
  - 1956 : Elena et les Hommes de Jean Renoir
  - 1958 : À Paris tous les deux de Gerd Oswald
  - 1958 : Gigi de Vincente Minnelli[152]
  - 1960 : Pierrot la tendresse de François Villiers
  - 1961 : Aimez-vous Brahms... d'Anatole Litvak[152]
  - 1961 : Léon Morin, prêtre de Jean-Pierre Melville[147]
  - 1963 : Ophélia de Claude Chabrol[148]
  - 1964 : Des frissons partout de Raoul André
  - 1969 : La Maison de campagne de Jean Girault[149]
  - 1970 : Le Bal du comte d'Orgel de Marc Allégret[153]
  - 1983 : Mortelle Randonnée de Claude Miller
  - 1983 : Surprise Party de Roger Vadim
  - 1988 : Chouans ! de Philippe de Broca[149]
  - 1988 : Le Vent des moissons série télévisée de Jean Sagols
  - 1989 : Mes meilleurs copains de Jean-Marie Poiré[147]
  - 1989 : Valmont de Miloš Forman[153]
  - 1993 : Les Visiteurs de Jean-Marie Poiré
  - 1994 : La Corruptrice téléfilm de Bernard Stora
  - 1995 : Les Anges gardiens de Jean-Marie Poiré[147]
  - 1997 : La Vérité si je mens ! de Thomas Gilou
  - 1997 : Une femme en blanc téléfilm d'Aline Issermann
  - 1999 : Le Journal de Jean de David Henri
  - 1999 : Joséphine, ange gardien série télévisée de Laurent Chouchan (épisode "Pour la vie")[153]
  - 1999 : La Petite Fille en costume marin téléfilm de Marc Rivière
  - 2000 : Anibal de Pierre Boutron
  - 2000 : Le Roi danse de Gérard Corbiau[147]
  - 2001 : La Vérité si je mens ! 2 de Thomas Gilou
  - 2001 : La Boîte de Claude Zidi
  - 2004 : Albert est méchant d'Hervé Palud
  - 2004 : Les Parisiens de Claude Lelouch[153]Château de Groussay à Montfort-l'Amaury, lieu de tournage de Valmont de Miloš Forman.

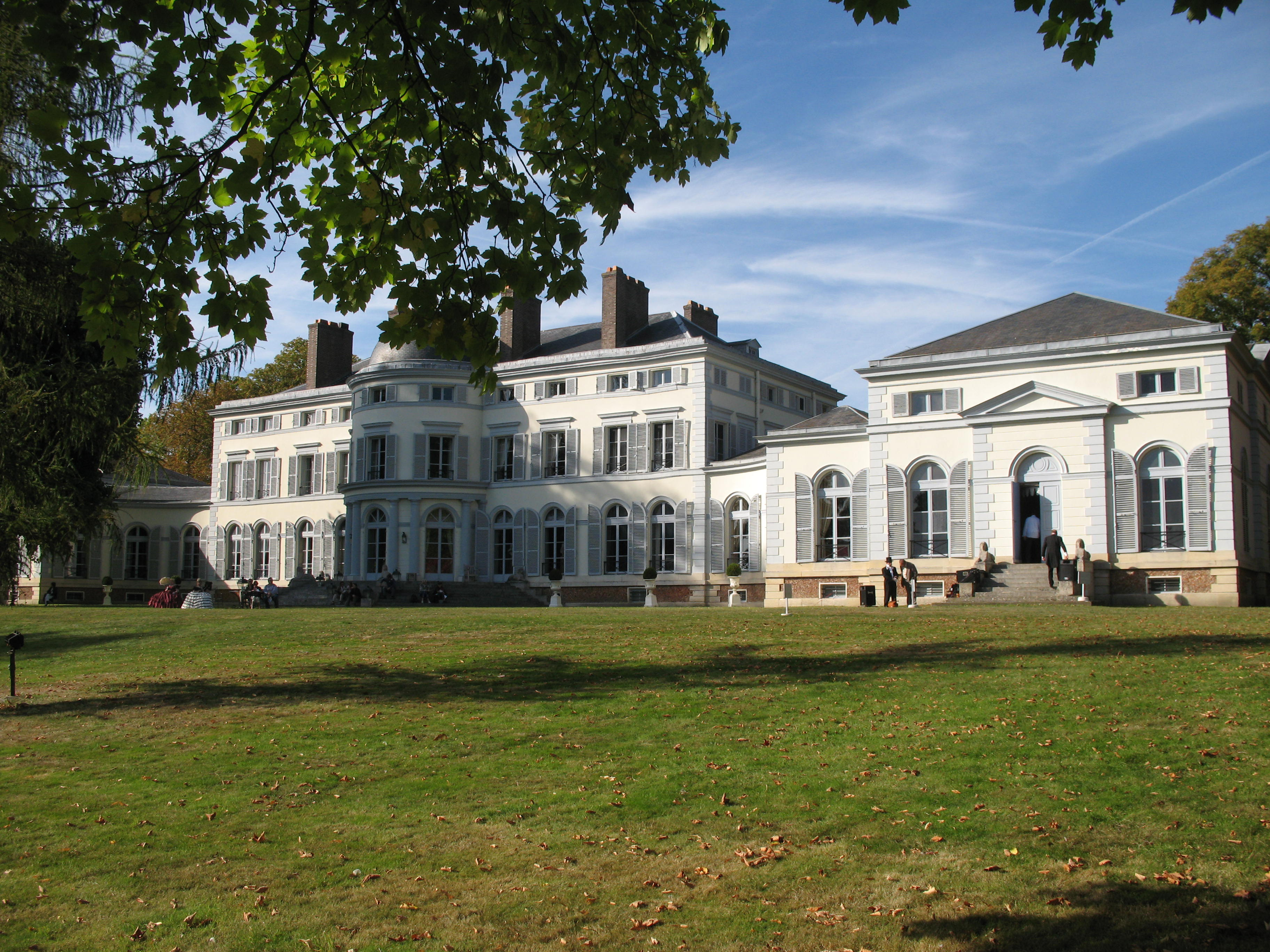
Château de Groussay à Montfort-l'Amaury, lieu de tournage de Valmont de Miloš Forman.

  - 2004 : Tout le plaisir est pour moi d'Isabelle Broué
  - 2005 :  Le Courage d'aimer de Claude Lelouch
  - 2006 : Antonio Vivaldi, un prince à Venise de Jean-Louis Guillermou
  - 2006 : Ne le dis à personne de Guillaume Canet[153]
  - 2007 : Ensemble, c'est tout de Claude Berri
  - 2007 : La Tête de maman de Carine Tardieu
  - 2008 : L'Instinct de mort de Jean-François Richet[153]
  - 2008 : Nicolas Le Floch série télévisée Épisode 1 : L'Homme au ventre de plomb d'Edwin Baily[153]
  - 2008 : Nicolas Le Floch série télévisée Épisode 2 : L'énigme des Blancs Manteaux d'Edwin Baily[153]
  - 2009 : Contes et nouvelles du XIXe siècle série télévisée épisode "La maison du chat qui pelote"  de Jean-Daniel Verhaeghe[153]
  - 2009 : Le petit Nicolas de Laurent Tirard[153]
  - 2010 : Contes et nouvelles du XIXe siècle série télévisée épisode "Un gentilhomme"  de Laurent Heynemann
  - 2010 : Donnant Donnant d'Isabelle Mergault
  - 2010 : Je n'ai rien oublié de Bruno Chiche[153]
  - 2012 : La Vérité si je mens ! 3 de Thomas Gilou
  - 2015 : Journal d'une femme de chambre de Benoît Jacquot
  - 2016 : Versailles série télévisée de Jalil Lespert, Cristoph Schrewe, Thomas Vincent et Daniel Roby (Saison 2)[153]
  - 2016 : La Folle Histoire de Max et Léon de Jonathan Barré[154]
  - 2016 : La Maison Au Bord Des Larmes de Terry Misseraoui[153],[155]
  - 2016 : Chefs série télévisée d'Arnaud Malherbe (Saison 2 Épisode 4)[153]
  - 2017 : Quadras série télévisée de François-Xavier Demaison (Saison 1)[153]
  - 2018 : Nicolas Le Floch série télévisée Épisode 12 : Le Noyé du Grand Canal de Philippe Bérenger[153]
  - 2019 : Une jeunesse dorée d'Eva Ionesco[153]
  - 2019 : Voir le jour de Stanley Woodward[153]
  - 2022 : Alors on danse de Michèle Laroque
  - 2022 : Ténor de Claude Zidi Jr.[153]
  - 2022 : Emma Bovary téléfilm de Didier Bivel[156],[153]
  - 2022 : Escape 2 téléfilm de Valentin Vincent[157],[153]
  - 2024 : Boléro d'Anne Fontaine
- Montigny-le-Bretonneux
  - 1981 : La Soupe aux choux de Jean Girault
  - 1994 : Les Cordier, juge et flic série télévisée Saison 1 Épisode 2 "L'Argent des passes" d'Alain Bonnot
  - 2000 : Un homme en colère série télévisée Épisode "L'enfant roi" de Didier Albert[158]
  - 2006 : Essaye-moi de Pierre-François Martin-Laval[159]
  - 2007 : Le Deal de Jean-Pierre Mocky
  - 2011 : Switch de Frédéric Schoendoerffer
  - 2014 : Ligne de mire téléfilm de Nicolas Herdt
  - 2014 : Vogue la Vie téléfilm de Claire de La Rochefoucauld[160]
  - 2015 : Night Fare de Julien Seri
  - 2016 : Emma série télévisée d'Alfred Lot[161]
  - 2017 : Fais pas ci, fais pas ça série télévisée de Michel Leclerc (Saison 9)
  - 2020 : Baron noir d'Antoine Chevrollier Saison 3[162]
  - 2022 : Alors on danse de Michèle Laroque
  - 2022 : Canailles de Christophe Offenstein
  - 2023 : L'Abbé Pierre de Frédéric Tellier
- Morainvilliers
  - 1973 : Les Aventures de Rabbi Jacob de Gérard Oury
  - 1990 : Il y a des jours... et des lunes de Claude Lelouch
  - 2013 : Turf de Fabien Onteniente

## N
- Haut – A
- B
- C
- D
- E
- F
- G
- H
- I
- J
- K
- L
- M
- N
- O
- P
- Q
- R
- S
- T
- U
- V
- W
- X
- Y
- Z

- Neauphle-le-ChâteauLa Grande Rue à Neauphle-le-Château, lieu de tournage de Knock de Guy Lefranc.
  - 1951 : Knock de Guy Lefranc

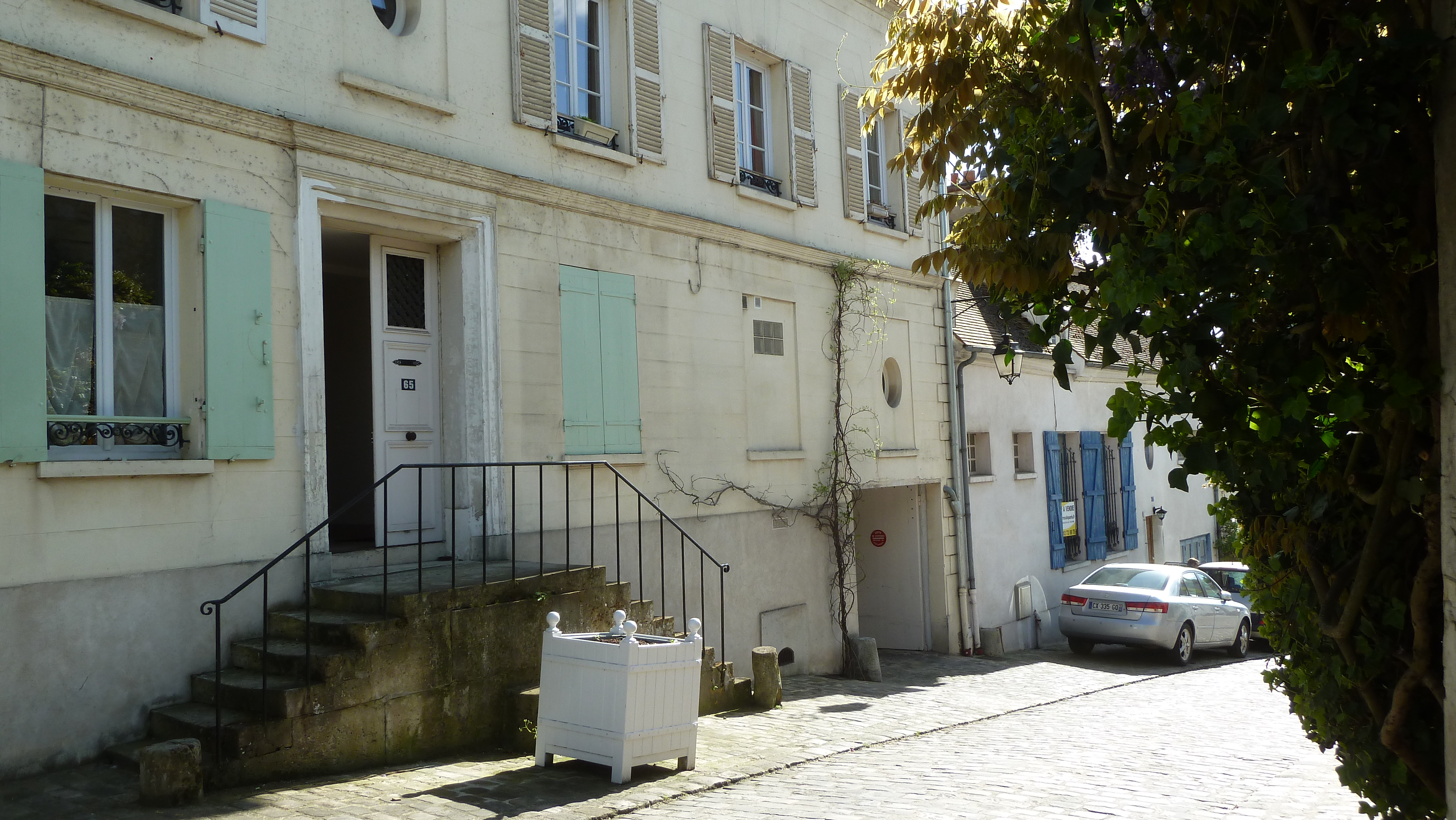
La Grande Rue à Neauphle-le-Château, lieu de tournage de Knock de Guy Lefranc.

  - 1962 : Le Jour le plus long de Ken Annakin et Andrew Marton et Bernhard Wicki et Gerd Oswald et Darryl F. Zanuck
  - 1963 : Ophélia de Claude Chabrol
  - 1969 : Sous le signe du taureau de Gilles Grangier
  - 1970 : Les Choses de la vie de Claude Sautet
  - 1972 : Nathalie Granger de Marguerite Duras
  - 1977 : … Comme la lune de Joël Séria
  - 1982 : On n'est pas sorti de l'auberge de Max Pécas
  - 1985 : L'Homme aux yeux d'argent de Pierre Granier-Deferre
  - 1998 : Les Couloirs du temps : Les Visiteurs 2 de Jean-Marie Poiré
  - 2004 : Ambre a disparu téléfilm de Denys Granier-Deferre
  - 2008 : Deux jours à tuer de Jean Becker
  - 2009 : Irène d'Alain Cavalier
  - 2010 : Donnant Donnant d'Isabelle Mergault[163]
  - 2011 : Le vernis craque, téléfilm de Daniel Janneau[163]
  - 2014 : L'Héritière téléfilm d'Alain Tasma[123]
  - 2016 : Marion, 13 ans pour toujours téléfilm de Bourlem Guerdjou
  - 2021 : L'Homme de la cave de Philippe Le Guay
  - 2022 : L'Homme qui brûle épisode 4 de la saison 4 de la série télévisée Capitaine Marleau de Josée Dayan
- Neauphle-le-Vieux
  - 1953 : Dortoir des grandes d'Henri Decoin
  - 1953 : Le Petit Garçon perdu de George Seaton
  - 1974 : Par ici la monnaie de Richard Balducci
  - 1975 : On a retrouvé la septième compagnie de Robert Lamoureux
  - 1977 : La Septième Compagnie au clair de lune de Robert Lamoureux
  - 1977 : Le Camion de Marguerite Duras
  - 1980 : Je vous aime de Claude Berri
  - 1983 : Coup de foudre de Diane Kurys
  - 1992 : L'Inconnu dans la maison de Georges Lautner
  - 1995 : Belle Époque mini-série de Gavin MillarL'ancienne abbaye de Neauphle-le-Vieux, lieu de tournage de la mini-série Belle Époque de Gavin Millar.

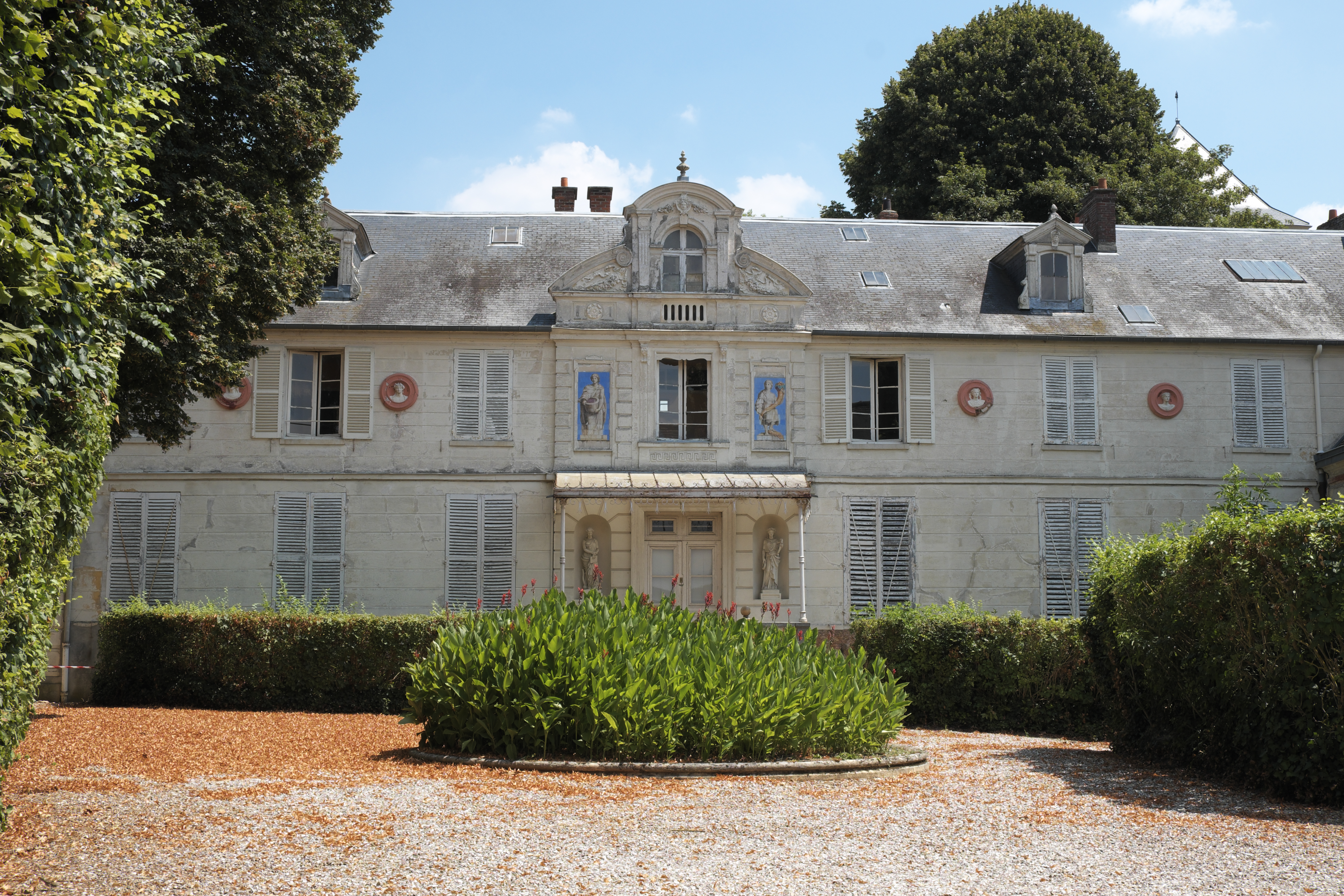
L'ancienne abbaye de Neauphle-le-Vieux, lieu de tournage de la mini-série Belle Époque de Gavin Millar.

  - 1999 : Balzac mini-série de Josée Dayan
  - 2013 : Les Gamins d'Anthony Marciano
  - 2014 : C'est pas de l'amour téléfilm de Jérôme Cornuau
- Noisy-le-Roi
  - 1958 : La Chatte d'Henri Decoin
  - 1960 : La Chatte sort ses griffes d'Henri Decoin
  - 1966 : À belles dents de Pierre Gaspard-Huit
  - 2006 : Essaye-moi de Pierre-François Martin-Laval
  - 2007 : À l'intérieur d'Alexandre Bustillo et Julien Maury

## O
- Haut – A
- B
- C
- D
- E
- F
- G
- H
- I
- J
- K
- L
- M
- N
- O
- P
- Q
- R
- S
- T
- U
- V
- W
- X
- Y
- Z

- Oinville-sur-Montcient
  - 2003 : Mais qui a tué Pamela Rose ? d'Éric Lartigau
- Orgerus
  - 2024 : Sam série télévisée Saison 7 d'Hippolyte Dard
- Orgeval
  - 1967 : L'Amateur ou S.O.S. Fernand série télévisée Saison 1 Épisode 1 "Le Somnambule" de Jean-Pierre Decourt
  - 1983 : Papy fait de la résistance de Jean-Marie Poiré
  - 1992 : La Belle Histoire de Claude Lelouch
  - 2002 : Décalage horaire de Danièle Thompson
  - 2003 : Le Coût de la vie de Philippe Le Guay
  - 2005 : La Maison de Nina de Richard Dembo
  - 2007 : Ce soir je dors chez toi d'Olivier Baroux
  - 2008 : Deux jours à tuer de Jean Becker
  - 2011 : Intouchables d'Olivier Nakache et Éric Toledano
  - 2012 : La smala s'en mêle série télévisée de Didier Grousset[164]
  - 2013 : Myster Mocky présente série télévisée de Jean-Pierre Mocky Saison 3 Épisode 7 "La curiosité qui tue"
  - 2014 : Qu'est-ce qu'on a fait au Bon Dieu ? de Philippe de Chauveron
  - 2015 : Antigang de Benjamin Rocher
  - 2019 : Qu'est-ce qu'on a encore fait au Bon Dieu ? de Philippe de Chauveron
  - 2021 : Qu'est-ce qu'on a tous fait au Bon Dieu ? de Philippe de Chauveron[108]
  - 2021 : Mise à nu de Didier Bivel
  - 2022 : Escape 2 téléfilm de Valentin Vincent[157]
- Orphin
  - 1962 : La Guerre des boutons d'Yves Robert
- Orvilliers
  - 1973 : Vérités et Mensonges d'Orson Welles
  - 2018 : De l'autre côté du vent d'Orson Welles

## P
- Haut – A
- B
- C
- D
- E
- F
- G
- H
- I
- J
- K
- L
- M
- N
- O
- P
- Q
- R
- S
- T
- U
- V
- W
- X
- Y
- Z

- Perdreauville
  - 2009 : Elle s'appelait Sarah de Gilles Paquet-Brenner[165]
- Plaisir
  - 1964 : Laissez tirer les tireurs de Guy Lefranc
  - 1977 : Le Camion de Marguerite Duras
  - 1977 : … Comme la lune de Joël Séria
  - 1981 : Le Maître d'école de Claude Berri
  - 1985 : L'Homme aux yeux d'argent de Pierre Granier-Deferre
  - 1989 : Orages d'été mini-série de Jean Sagols
  - 1991 : Génial, mes parents divorcent ! de Patrick Braoudé
  - 1998 : 60 millions d'ennemis de David Henri
  - 2001 : Les Cordier, juge et flic série télévisée Saison 8 Épisode 2 "Menace sur la ville" de Jean-Denis Robert
  - 2002 : Trois zéros de Fabien Onteniente
  - 2006 : Ne le dis à personne de Guillaume Canet
  - 2007 : À l'intérieur d'Alexandre Bustillo et Julien Maury[166]
  - 2011 : Mon pire cauchemar d'Anne Fontaine
  - 2017 : Je suis coupable téléfilm de Christophe Lamotte
  - 2018 : En liberté ! de Pierre Salvadori
  - 2019 : Hors normes d'Olivier Nakache et Éric Toledano
  - 2020 : L'Étreinte de Ludovic Bergery
- Poigny-la-ForêtLe Petit Étang Neuf à Poigny-la-Forêt, lieu de tournage du film Le Capitaine Fracasse de Pierre Gaspard-Huit.

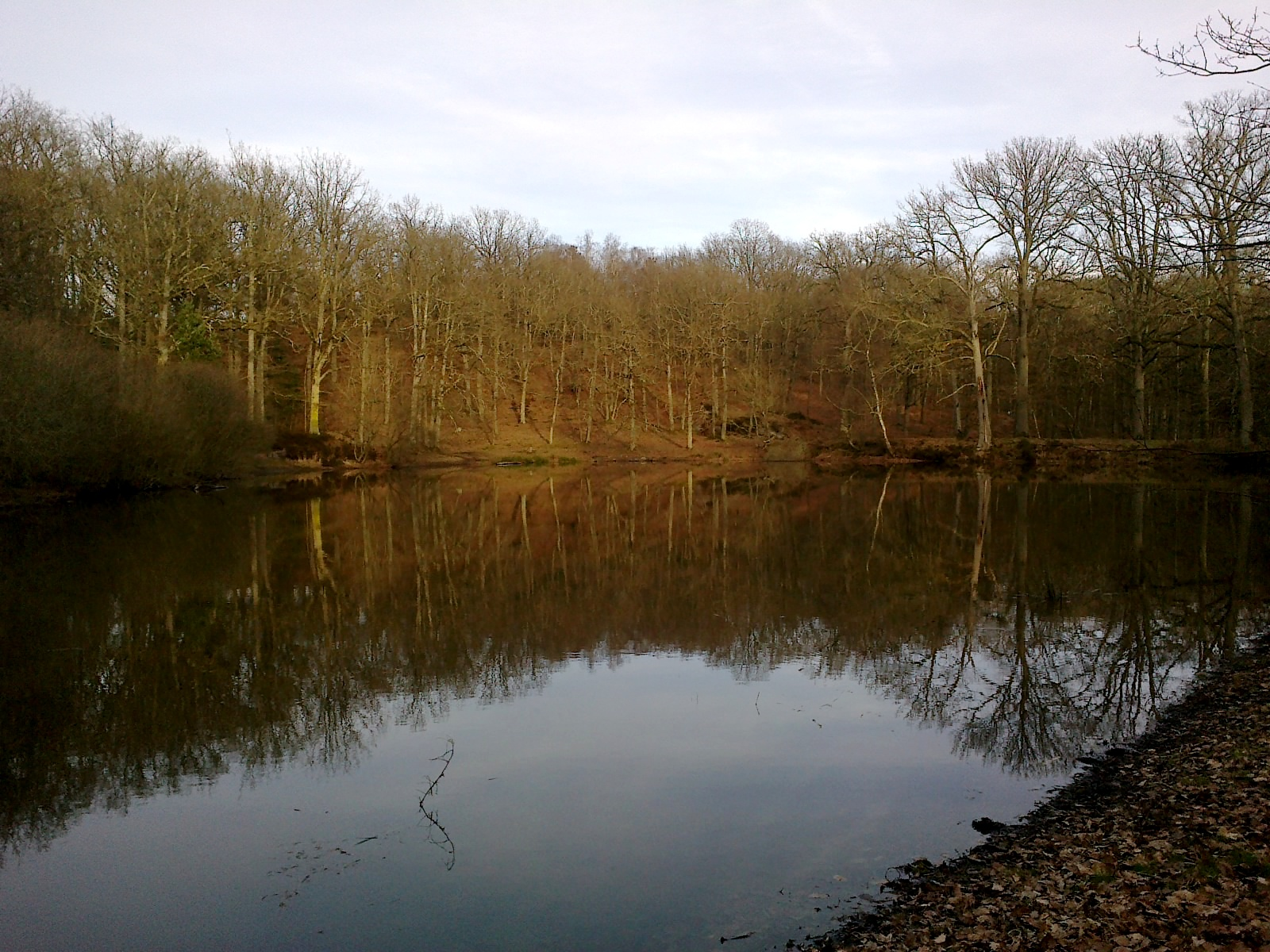
Le Petit Étang Neuf à Poigny-la-Forêt, lieu de tournage du film Le Capitaine Fracasse de Pierre Gaspard-Huit.

  - 1961 : Le Capitaine Fracasse de Pierre Gaspard-Huit
  - 1965 : Dom Juan ou le Festin de pierre téléfilm de Marcel Bluwal
  - 1966 : Les Compagnons de Jéhu, feuilleton télévisé de Michel Drach
  - 1967 : Le Chevalier Tempête série télévisée de Yannick Andréi
  - 1979 : Les Chiens d'Alain Jessua
  - 1981 : Le Maître d'école de Claude Berri
  - 1981 : Signé Furax de Marc Simenon
  - 1988 : Le Vent des moissons série télévisée de Jean Sagols
  - 2008 : J'ai toujours rêvé d'être un gangster de Samuel Benchetrit
  - 2022 : Balthazar série télévisée de Frédéric Berthe Saison 4
  - 2023 : Jeff Panacloc : À la poursuite de Jean-Marc de Pierre-François Martin-Laval
- Poissy
  - 1957 : Une grande vedette parisienne : Paris Saint-Lazare, documentaire d'André Perié (Usine SIMCA)
  - 1965 : Les Baratineurs de Francis Rigaud: à l'usine Simca
  - 1969 : Les Enquêtes du commissaire Maigret série télévisée de François Villiers Épisode 09 "La Nuit du Carrefour" au vieux pont
  - 1969 : Le Cerveau de Gérard Oury (Maison centrale de Poissy)
  - 1970 : La Rupture de Claude Chabrol : Parc Meissonier
  - 1972 : L'aventure c'est l'aventure de Claude Lelouch : aux abords de l'usine Simca.
  - 1972 : La Demoiselle d'Avignon feuilleton télévisé de Michel Wyn : Cité de Beauregard
  - 1973 : La Porteuse de pain mini-série de Marcel Camus
  - 1975 : Au-delà de la peur de Yannick Andréi : Traversée de Poissy de la voiture des ravisseurs
  - 1991 : La Tribu d'Yves Boisset[81],[1] : Hôpital de Poissy
  - 1996 : Les Grands Ducs de Patrice Leconte[167]: Salle Molière du Théâtre de Poissy, place de la République
  - 1999 : Le Ciel, les Oiseaux et... ta mère ! de Djamel Bensalah[168]
  - 1999 : Vénus Beauté (Institut) de Tonie Marshall : Collégiale Notre-Dame
  - 1999 : Le Bleu des villes de Stéphane Brizé[169]
  - 2002 : Rue des plaisirs de Patrice Leconte
  - 2003 : Bon Voyage de Jean-Paul Rappeneau: Théâtre de Poissy
  - 2005 : Ma vie en l'air de Rémi Bezançon
  - 2005 : Vérité oblige série télévisée de Claude-Michel Rome Hors Série Épisode 1 : Dénonciation calomnieuse (restaurant l'Esturgeon)
  - 2008 : Où es-tu ? série télévisée de Miguel Courtois[170]
  - 2008 : On ne prête qu'aux riches téléfilm d'Arnaud Sélignac
  - 2009 : Reporters série télévisée de Gilles Bannier[171] : Maison Centrale de Poissy
  - 2009 : Neuilly sa mère ! de Gabriel Julien-Laferrière[167]  : Vieux pont
  - 2010 : Tête de turc de Pascal Elbé[172] : Cité de la Coudraie
  - 2010 : Ensemble, c'est trop de Léa Fazer
  - 2010 : From Paris with Love de Pierre Morel[172] : Cité de la Coudraie
  - 2011 : Intouchables d'Olivier Nakache et Éric Toledano : Hôpital de Poissy
  - 2012 : Les Profs de Pierre-François Martin-Laval[173] : Lycée d'Etat Le Corbusier, 88 rue de Villiers
  - 2013 : Myster Mocky présente série télévisée de Jean-Pierre Mocky Saison 3 Épisode 7 "La curiosité qui tue"[174]
  - 2013 : Profilage série télévisée d'Alexandre Laurent[175] : Restaurant L'Esturgeon
  - 2014 : Dors mon lapin de Jean-Pierre Mocky[176]
  - 2014 : Le Mystère des jonquilles de Jean-Pierre Mocky[177] : Parc Meissonier
  - 2015 : Léo Matteï, Brigade des mineurs série télévisée de Michel Alexandre Saison 3[178]Restaurant L'Esturgeon près de l'ancien pont de Poissy, lieu de tournage de Clem série télévisée de Joyce Buñuel.

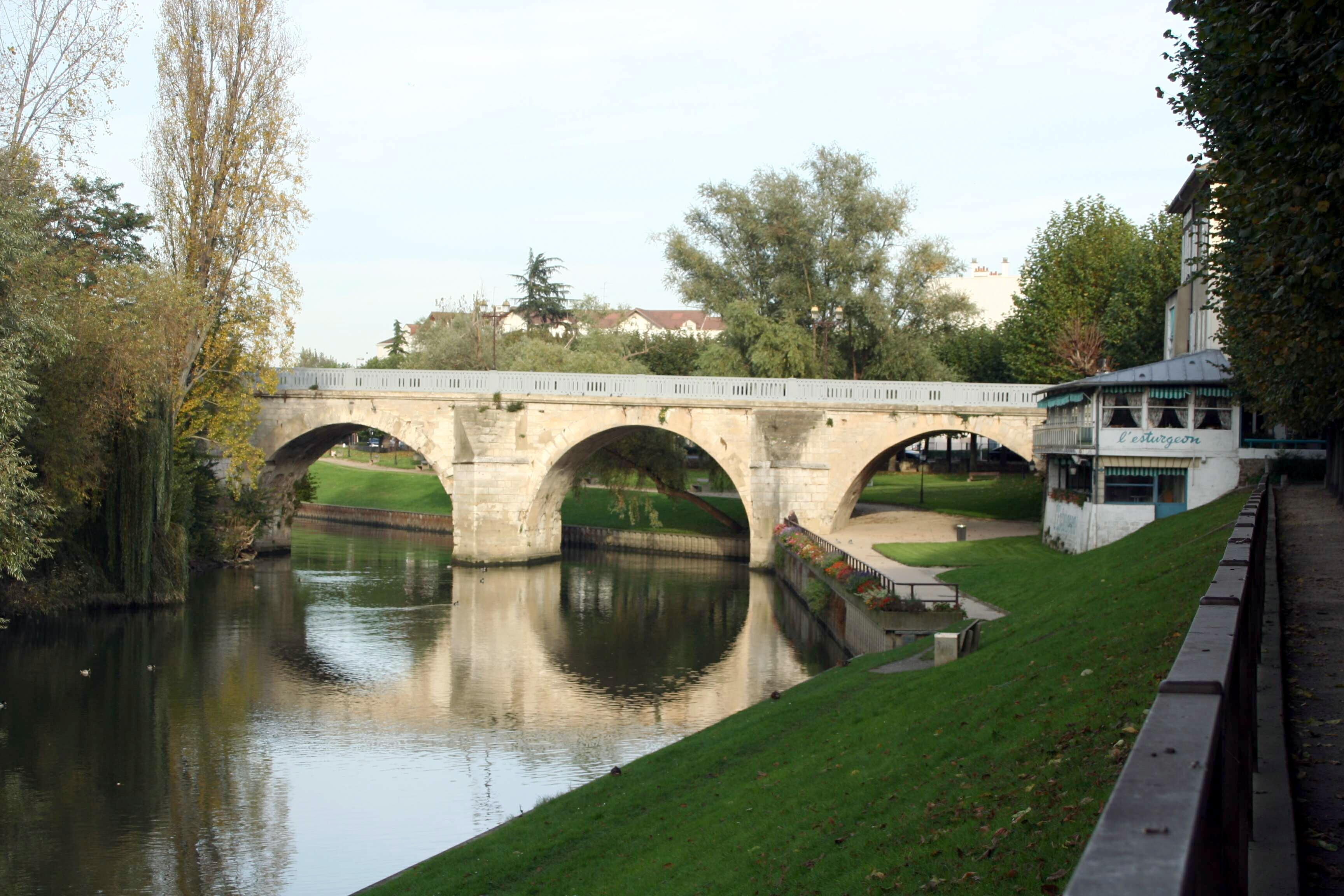
Restaurant L'Esturgeon près de l'ancien pont de Poissy, lieu de tournage de Clem série télévisée de Joyce Buñuel.

  - 2015 : Dheepan de Jacques Audiard[179],[28]: Cité de la Coudraie
  - 2015 : Une chance de trop série télévisée de François Velle : Hôpital de Poissy
  - 2015 : Un Français de Diastème[180] : Maison Centrale de Poissy
  - 2015 : Boomerang de François Favrat[169] : Hôpital de Poissy
  - 2015 : L'Hermine de Christian Vincent[169] : Hôpital de Poissy
  - 2016 : Marion, 13 ans pour toujours téléfilm de Bourlem Guerdjou[181]
  - 2016 : Au nom de ma fille de Vincent Garenq[169]
  - 2017 : Clem série télévisée de Joyce Buñuel[182]
  - 2017 : Jeune Femme de Léonor Serraille[183] : Place de la République et Cinéma C2L
  - 2017 : Ôtez-moi d'un doute de Carine Tardieu[169]
  - 2019 : Qu'est-ce qu'on a encore fait au Bon Dieu ? de Philippe de Chauveron
  - 2021 : Qu'est-ce qu'on a tous fait au Bon Dieu ? de Philippe de Chauveron
  - 2022 : Notre-Dame brûle de Jean-Jacques Annaud[184]
  - 2022 : La Dégustation d'Ivan Calbérac[185] : Collégiale Notre-Dame
  - 2024 : Quatre Zéros de Fabien Onteniente[186]
- Porcheville
  - 1968 : La Prisonnière d'Henri-Georges Clouzot
  - 1973 : Les Aventures de Rabbi Jacob de Gérard Oury
  - 1999 : Ressources humaines de Laurent Cantet

## R
- Haut – A
- B
- C
- D
- E
- F
- G
- H
- I
- J
- K
- L
- M
- N
- O
- P
- Q
- R
- S
- T
- U
- V
- W
- X
- Y
- Z

- Raizeux
  - 1973 : La Femme en bleu de Michel Deville
- Rambouillet
  - 1929 : Figaro, film de Tony Lekain et Gaston Ravel[187]
  - 1949 : Vient de paraître de Jacques Houssin
  - 1959 : Pourquoi viens-tu si tard ? d'Henri Decoin[26]
  - 1961 : Le Capitaine Fracasse de Pierre Gaspard-Huit
  - 1963 : Janique Aimée série télévisée de Jean-Pierre Desagnat
  - 1970 : Le Voyou de Claude Lelouch
  - 1972 : Le 16 à Kerbriant de Michel Wyn
  - 1973 : L'Emmerdeur d'Édouard MolinaroL'hôtel des Postes de Rambouillet, lieu de tournage de L'Emmerdeur d'Édouard Molinaro.

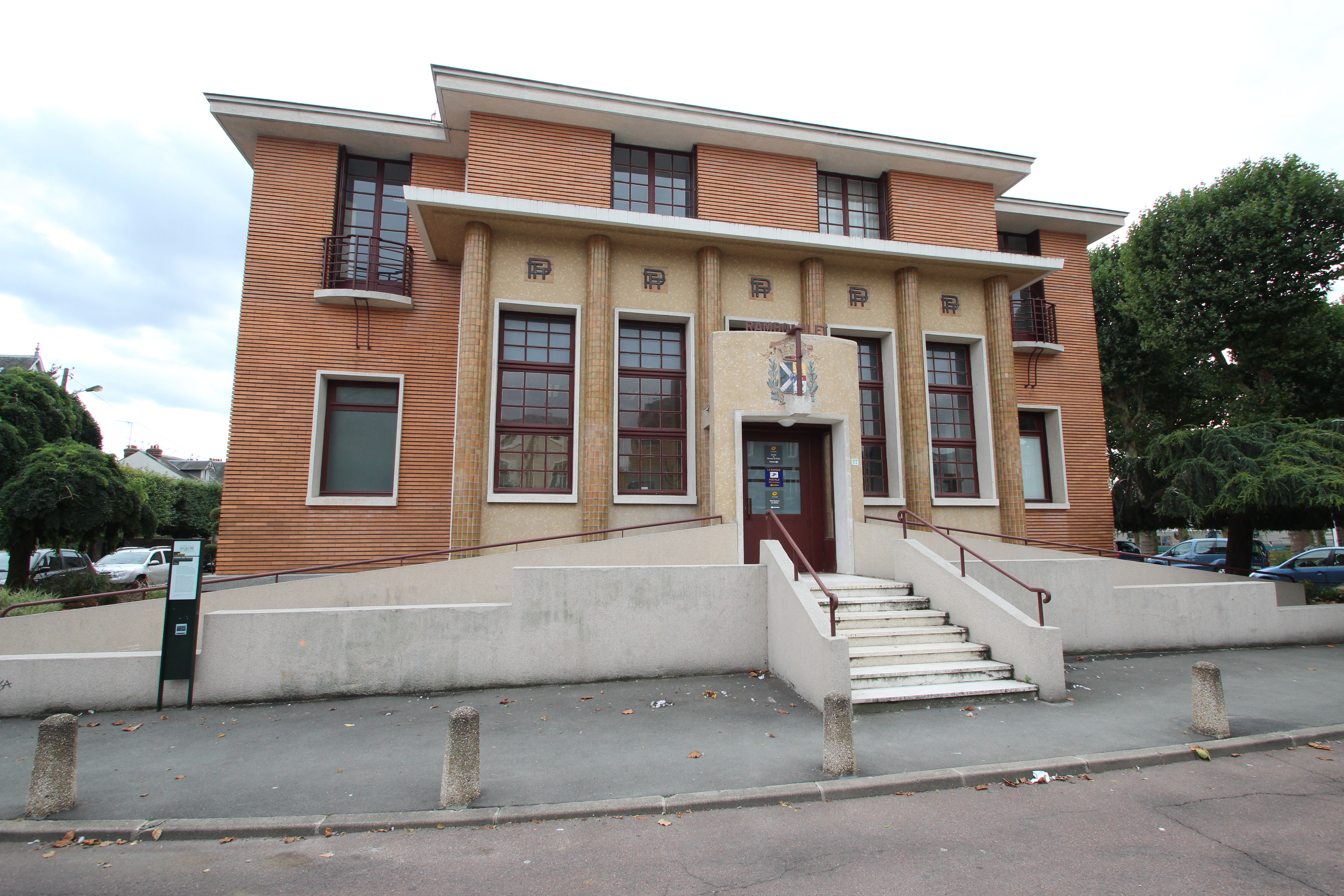
L'hôtel des Postes de Rambouillet, lieu de tournage de L'Emmerdeur d'Édouard Molinaro.

  - 1977 : D'Artagnan amoureux série télévisée de Yannick Andréi[65]
  - 1985 : Châteauvallon série télévisée de Paul Planchon, Serge Friedman et Emmanuel Fonlladosa[188]
  - 1992 : Le Bal des casse-pieds d'Yves Robert
  - 1993 : Les Visiteurs de Jean-Marie Poiré[188]
  - 1993 : Les Cordier, juge et flic série télévisée d'Alain Bonnot[188]
  - 1994 : La Reine Margot de Patrice Chéreau[188]
  - 1994 : La Vengeance d'une blonde de Jeannot Szwarc
  - 1999 : Je règle mon pas sur le pas de mon père de Rémi Waterhouse
  - 1999 : L'Ami du jardin de Jean-Louis Bouchaud
  - 2001 : La Boîte de Claude Zidi
  - 2001 : Les Cordier, juge et flic série télévisée Saison 8 Épisode 5 "Sang-froid" de Jean-Marc Seban
  - 2003 : L'Affaire Dominici téléfilm de Pierre Boutron[188]
  - 2007 : Ensemble, c'est tout de Claude Berri
  - 2008 : J'ai toujours rêvé d'être un gangster de Samuel Benchetrit
  - 2012 : Mais qui a re-tué Pamela Rose ? de Kad Merad et Olivier Baroux[189]
  - 2012 : Au galop de Louis-Do de Lencquesaing
  - 2013 : La Rupture téléfilm de Laurent Heynemann[190]
  - 2014 : Un village français série télévisée de Frédéric Krivine , Philippe Triboit et Emmanuel Daucé Saison 6 Épisode 3
  - 2015 : L'Odeur de la mandarine de Gilles Legrand
  - 2015 : Versailles série télévisée de Jalil Lespert, Cristoph Schrewe, Thomas Vincent et Daniel Roby
  - 2016 : La Fine Équipe de Magaly Richard-Serrano[191]
  - 2018 : Les Chatouilles d'Andréa Bescond et Éric Métayer Tournage au Palais de Justice.
  - 2019 : Beaux-parents de Héctor Cabello Reyes
  - 2020 : De nos frères blessés d'Hélier Cisterne[192]
  - 2020 : La Révolution série télévisée d'Aurélien Molas[36]
  - 2022 : Une belle course de Christian Carion
- Rennemoulin
  - 2015 : Le Grand Jeu de Nicolas Pariser
  - 2021 : Les Tuche 4 d'Olivier Baroux[193]
  - 2025 : La Septième danse épisode 14 de la saison 4 de la série télévisée Capitaine Marleau  de Josée Dayan
- Rochefort-en-YvelinesLe château Porgès de Rochefort-en-Yvelines, lieu de tournage de Mademoiselle de La Seiglière d'André Antoine.

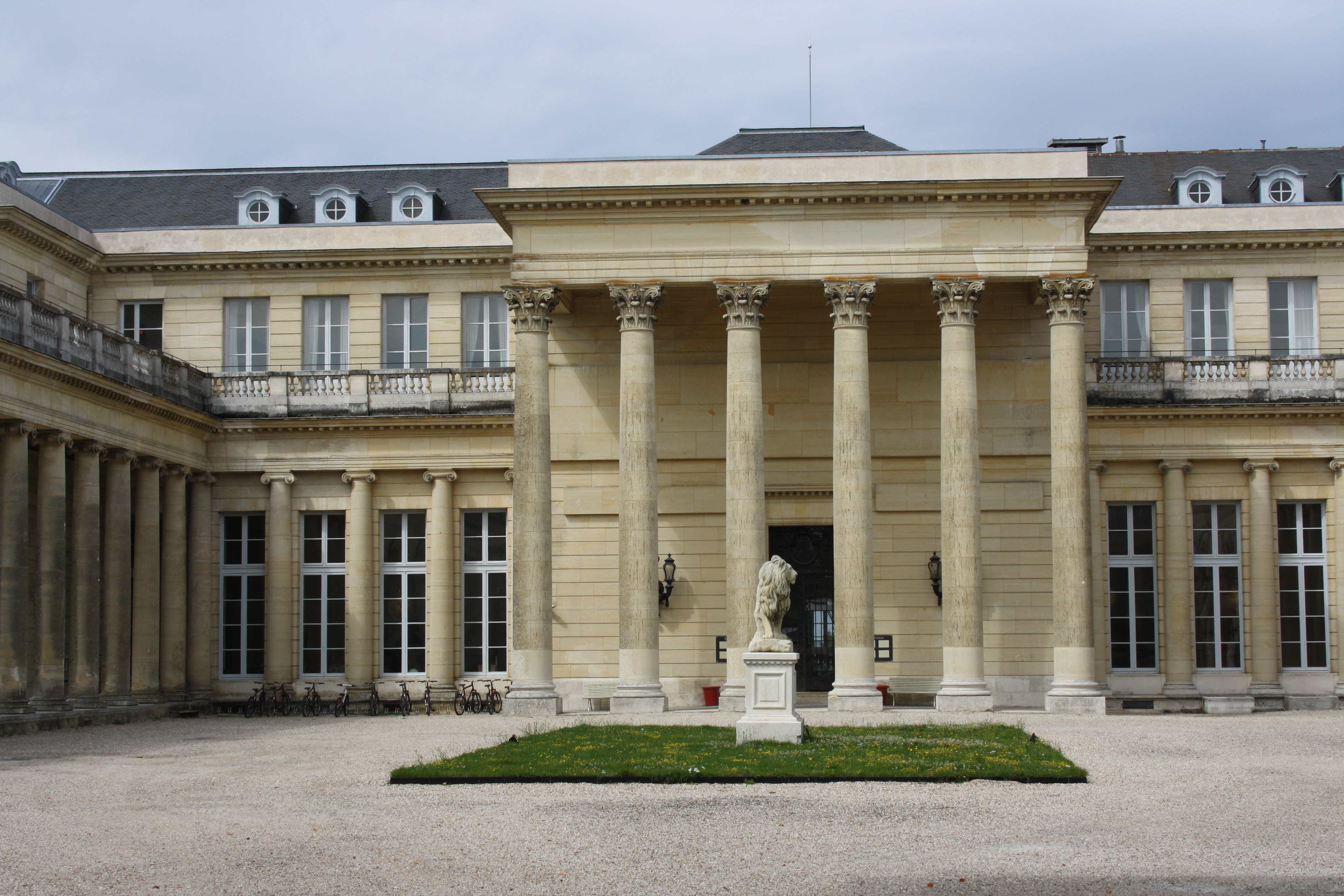
Le château Porgès de Rochefort-en-Yvelines, lieu de tournage de Mademoiselle de La Seiglière d'André Antoine.

  - 1921 : Mademoiselle de La Seiglière d'André Antoine[194]
  - 1929 : Figaro, film de Tony Lekain et Gaston Ravel[187],[194]
  - 1935 : Kœnigsmark, film de Maurice Tourneur[194]
  - 1937 : Yoshiwara de Max Ophuls
  - 1958 : Chaque jour a son secret de Claude Boissol
  - 1965 : Yoyo de Pierre Étaix[194]
  - 1967 : Anna, téléfilm de Pierre Koralnik
  - 1968 : Le Tatoué de Denys de La Patellière
  - 1970 : La Vampire nue de Jean Rollin[194]
  - 1970 : Rendez-vous à Badenberg, feuilleton télévisé de Jean-Michel Meurice
  - 1973 : Le Jeune Fabre, feuilleton télévisé de Cécile Aubry[194]
  - 1973 : Mais où est donc passée la septième compagnie ? de Robert Lamoureux
  - 1974 : Les murs ont des oreilles de Jean Girault
  - 1975 : Les Charmes de l'été série télévisée de Robert Mazoyer[111]
  - 1975 : Lily aime-moi de Maurice Dugowson
  - 1978 : Les Brigades du Tigre série télévisée de Victor Vicas Saison 4 Épisode 6 "L'Ange blanc"
  - 1979 : Les Joyeuses Colonies de vacances de Michel Gérard
  - 1980 : Les Charlots contre Dracula de Jean-Pierre Desagnat et Jean-Pierre Vergne[194]
  - 1981 : L'Ombre rouge de Jean-Louis Comolli[194]
  - 1981 : Les Bidasses aux grandes manœuvres de Raphaël Delpard
  - 1982 : Guy de Maupassant de Michel Drach[194]
  - 1982 : Que les gros salaires lèvent le doigt ! de Denys Granier-Deferre[195]
  - 1983 : La Vie de Berlioz téléfilm de Jacques Trébouta
  - 1988 : Un château au soleil série télévisée de Robert Mazoyer
  - 1989 : Trois années de Fabrice Cazeneuve
  - 1998 : Deux mamans pour Noël téléfilm de Paul Gueu
  - 1999 : L'Ami du jardin de Jean-Louis Bouchaud
  - 2004 : Ambre a disparu téléfilm de Denys Granier-Deferre
  - 2004 : Vipère au poing de Philippe de Broca
  - 2005 : Le Promeneur du Champ-de-Mars de Robert Guédiguian
  - 2011 : La Bonté des femmes téléfilm de Marc Dugain et Yves Angelo
  - 2012 : Radiostars de Romain Lévy
  - 2022 : Le Nouveau Jouet de James Huth[194]
- Rolleboise
  - 1992 : La Belle Histoire de Claude Lelouch
- Rosny-sur-SeineLe château de Rosny-sur-Seine, lieu de tournage de Belle de jour de Luis Buñuel.

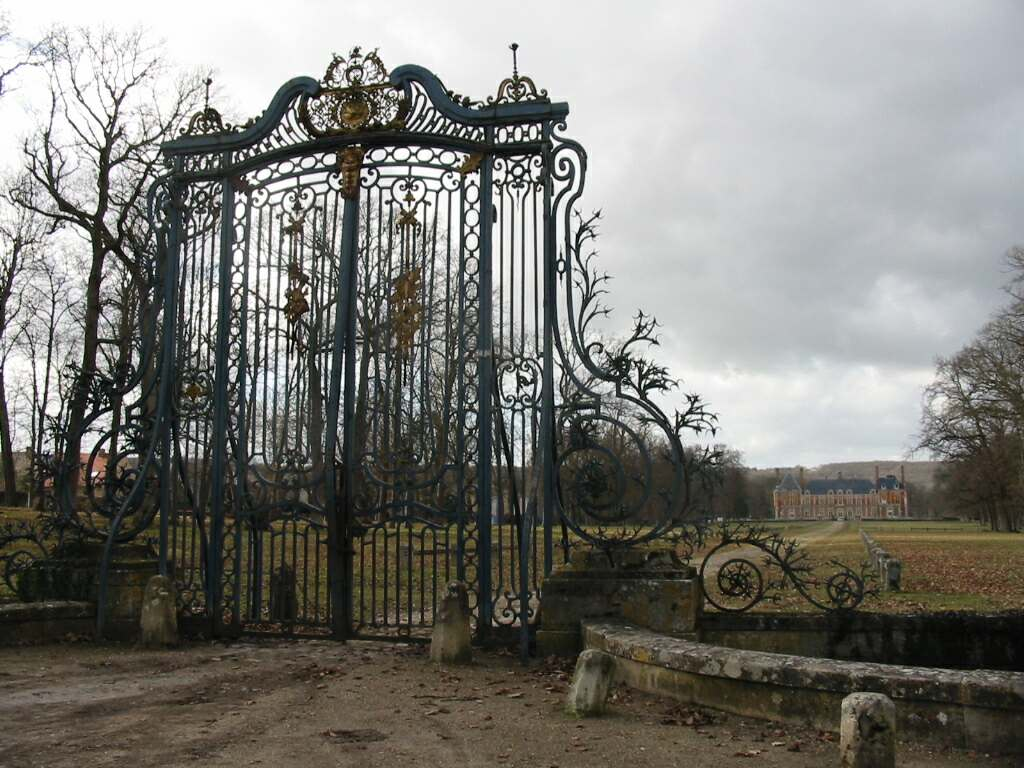
Le château de Rosny-sur-Seine, lieu de tournage de Belle de jour de Luis Buñuel.

  - 1962 : Le Masque de fer d'Henri Decoin[196]
  - 1965 : Un mari à prix fixe de Claude de Givray tournage au Château de Rosny-sur-Seine
  - 1967 : Le Scandale de Claude Chabrol tournage au Château de Rosny-sur-Seine
  - 1967 : Belle de jour de Luis Buñuel
  - 1969 : Sous le signe du taureau de Gilles Grangier
  - 1969 : L'Armée des ombres de Jean-Pierre Melville
  - 2015 : Paris-Willouby de Quentin Reynaud et Arthur Delaire
  - 2016 : Camping 3 de Fabien Onteniente

## S
- Haut – A
- B
- C
- D
- E
- F
- G
- H
- I
- J
- K
- L
- M
- N
- O
- P
- Q
- R
- S
- T
- U
- V
- W
- X
- Y
- Z

- Sailly
  - 2001 : La Vérité si je mens ! 2 de Thomas Gilou
- Saint-Arnoult-en-Yvelines
  - 1962 : La Guerre des boutons d'Yves Robert[197]
  - 1999 : L'Ami du jardin de Jean-Louis Bouchaud
  - 2003 : Michel Vaillant de Louis-Pascal Couvelaire
  - 2005 : Le Promeneur du Champ-de-Mars de Robert Guédiguian
- Saint-Cyr-l'École
  - 1939 : Trois de Saint-Cyr de Jean-Paul Paulin[198]
  - 1945 : Échec au roy de Jean-Paul Paulin[80]
  - 1950 : Orphée de Jean Cocteau[198]
  - 1969 : L'Armée des ombres de Jean-Pierre Melville[199]
  - 1973 : La Porteuse de pain mini-série de Marcel Camus
  - 1973 : Deux hommes dans la ville de José Giovanni
  - 2016 : Marion, 13 ans pour toujours téléfilm de Bourlem Guerdjou
  - 2017 : Burn Out d'Yann Gozlan
  - 2023 : Alibi.com 2 de Philippe Lacheau
- Saint-ForgetLe château de Mauvières à Saint-Forget, lieu de tournage de la série télévisée Châteauvallon de Paul Planchon, Serge Friedman et Emmanuel Fonlladosa.

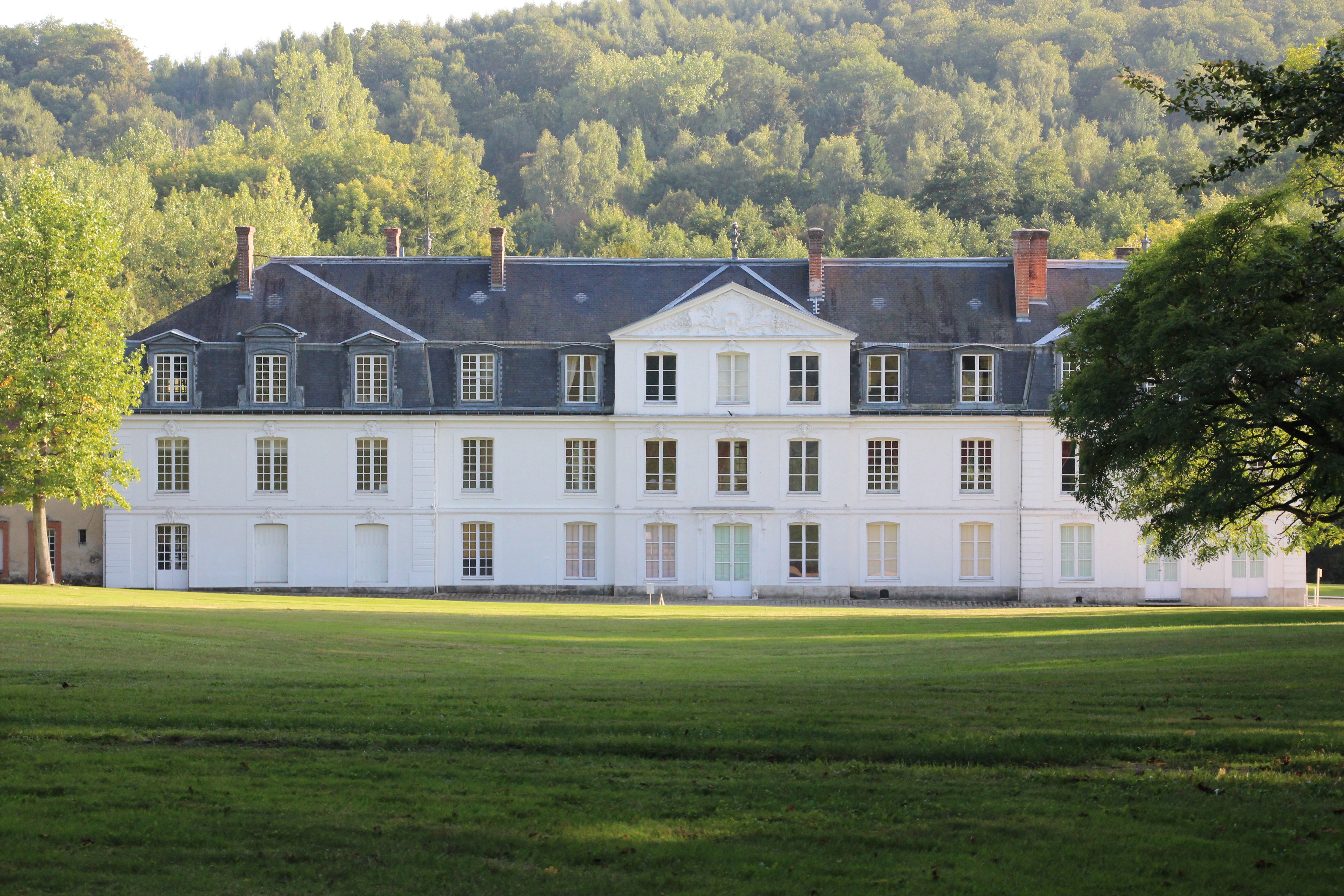
Le château de Mauvières à Saint-Forget, lieu de tournage de la série télévisée Châteauvallon de Paul Planchon, Serge Friedman et Emmanuel Fonlladosa.

  - 1969 : La Maison de campagne de Jean Girault[200]
  - 1977 : Le mille-pattes fait des claquettes de Jean Girault[200]
  - 1979 : Mon ami Gaylord série télévisée de Pierre Goutas
  - 1985 : Châteauvallon série télévisée de Paul Planchon, Serge Friedman et Emmanuel Fonlladosa[201]
  - 1986 : Désordre d'Olivier Assayas
  - 2011 : Les Mystères de l'amour série télévisée Saison 2 de Pat Le Guen[202]
  - 2019 : Mouche série télévisée de Jeanne Herry
- Saint-Germain-de-la-Grange
  - 1966 : Paris brûle-t-il ? de René Clément
- Saint-Germain-en-Laye
  - 1921 : Les Trois Mousquetaires d'Henri Diamant-Berger[203]
  - 1922 : Vingt Ans après d'Henri Diamant-Berger[204]
  - 1933 : L'assassin est ici de Robert Péguy
  - 1947 : Les gosses mènent l'enquête de Maurice Labro
  - 1947 : Fausse Identité d'André Chotin
  - 1950 : Dieu a besoin des hommes de Jean Delannoy[203]
  - 1951 : Une fille à croquer de Raoul André[203]
  - 1953 : Mon frangin du Sénégal de Guy Lacourt
  - 1955 : Chantage de Guy Lefranc
  - 1956 : Mon curé chez les pauvres d'Henri Diamant-Berger
  - 1957 : La Peau de l'ours de Claude Boissol[205]
  - 1958 : À Paris tous les deux de Gerd Oswald
  - 1959 : Signé Arsène Lupin d'Yves Robert
  - 1959 : Julie la Rousse de Claude Boissol[205]
  - 1961 : La Belle Américaine de Robert Dhéry
  - 1962 : L'Éducation sentimentale d'Alexandre Astruc[206]
  - 1962 : Le Jour le plus long de Ken Annakin et Andrew Marton et Bernhard Wicki et Gerd Oswald et Darryl F. Zanuck[203]
  - 1963 : Les Tontons flingueurs de Georges Lautner
  - 1964 : Faites sauter la banque ! de Jean Girault
  - 1967 : Le Voleur de Louis MalleLa gare de Saint-Germain-en-Laye-Grande-Ceinture, lieu de tournage du film Le Voleur de Louis Malle.

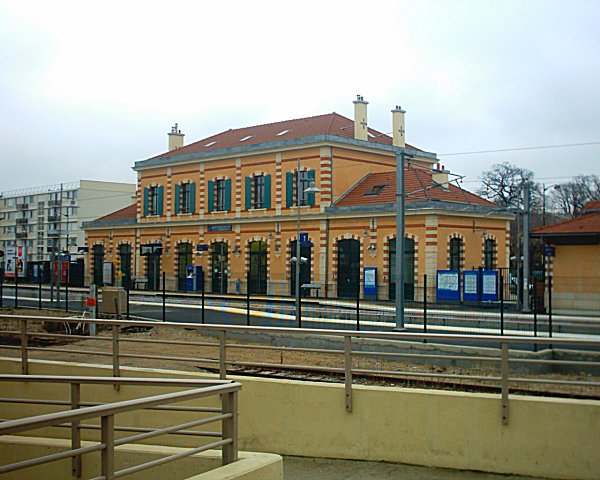
La gare de Saint-Germain-en-Laye-Grande-Ceinture, lieu de tournage du film Le Voleur de Louis Malle.

  - 1967 : Le Soleil des voyous de Jean Delannoy[203]
  - 1967 : L'Amateur ou S.O.S. Fernand série télévisée Saison 1 Épisode 5 "Le coup de fil" de Jack Pinoteau
  - 1968 : Le Franciscain de Bourges de Claude Autant-Lara
  - 1969 : Hibernatus d'Édouard Molinaro[203]
  - 1975 : Au-delà de la peur de Yannick Andréi
  - 1983 : Circulez y'a rien à voir de Patrice Leconte[203]
  - 1985 : Escalier C de Jean-Charles Tacchella[203]
  - 1986 : Les Fugitifs de Francis Veber[203]
  - 1989 : Pleure pas my love de Tony Gatlif[206]
  - 1989 : La Révolution française de Robert Enrico et Richard T. Heffron
  - 1994 : Un Indien dans la ville d'Hervé Palud Tournage à la Fête des Loges
  - 1996 : Les Deux Papas et la Maman de Jean-Marc Longval et Smaïn
  - 1996 : XY, drôle de conception de Jean-Paul Lilienfeld Tournage à l'IRSID, ancien Château Saint Léger.
  - 1998 : Taxi de Gérard Pirès[203]
  - 2000 : Taxi 2 de Gérard Krawczyk
  - 2001 : Betty Fisher et autres histoires de Claude Miller
  - 2002 : Trois zéros de Fabien Onteniente
  - 2003 : Les Côtelettes de Bertrand Blier
  - 2004 : Navarro série télévisée de Patrick Jamain[207]
  - 2004 : Julie Lescaut série télévisée d'Alexis Lecaye[203]
  - 2004 : Albert est méchant d'Hervé Palud
  - 2006 : Da Vinci Code de Ron Howard[203]
  - 2007 : Le Deal de Jean-Pierre Mocky
  - 2008 : L'Empreinte de Safy Nebbou[203]
  - 2008 : Les Femmes de l'ombre de Jean-Paul Salomé[203]
  - 2010 : La Femme qui pleure au chapeau rouge téléfilm de Jean-Daniel Verhaeghe
  - 2010 : Mes amis, mes amours, mes emmerdes... série télévisée de Jean-Marc Auclair[203]
  - 2011 : Ma femme, ma fille, deux bébés téléfilm de Patrick Volson[203]
  - 2012 : Interdits d'enfants téléfilm de Jacques Renard[203]
  - 2012 : Camille redouble de Noémie Lvovsky[203]
  - 2012 : Des soucis et des hommes série télévisée de Christophe Barraud[203]
  - 2012 : Le Transporteur de Louis Leterrier et Corey Yuen[203]
  - 2013 : Les Petits Princes de Vianney Lebasque[203]
  - 2013 : Duo d'escrocs de Joel Hopkins[203]
  - 2013 : Clem série télévisée de Joyce Buñuel[203]
  - 2014 : Joséphine, ange gardien série télévisée de Philippe Proteau (épisode "Tango")
  - 2014 : La smala s'en mêle série télévisée de Didier Grousset[208]
  - 2014 : Babysitting de Philippe Lacheau et Nicolas Benamou[203],[209]La fête des Loges située dans la forêt de Saint-Germain-en-Laye, lieu de tournage de Babysitting de Philippe Lacheau et Nicolas Benamou.
  - 2014 : L'Héritière téléfilm d'Alain Tasma

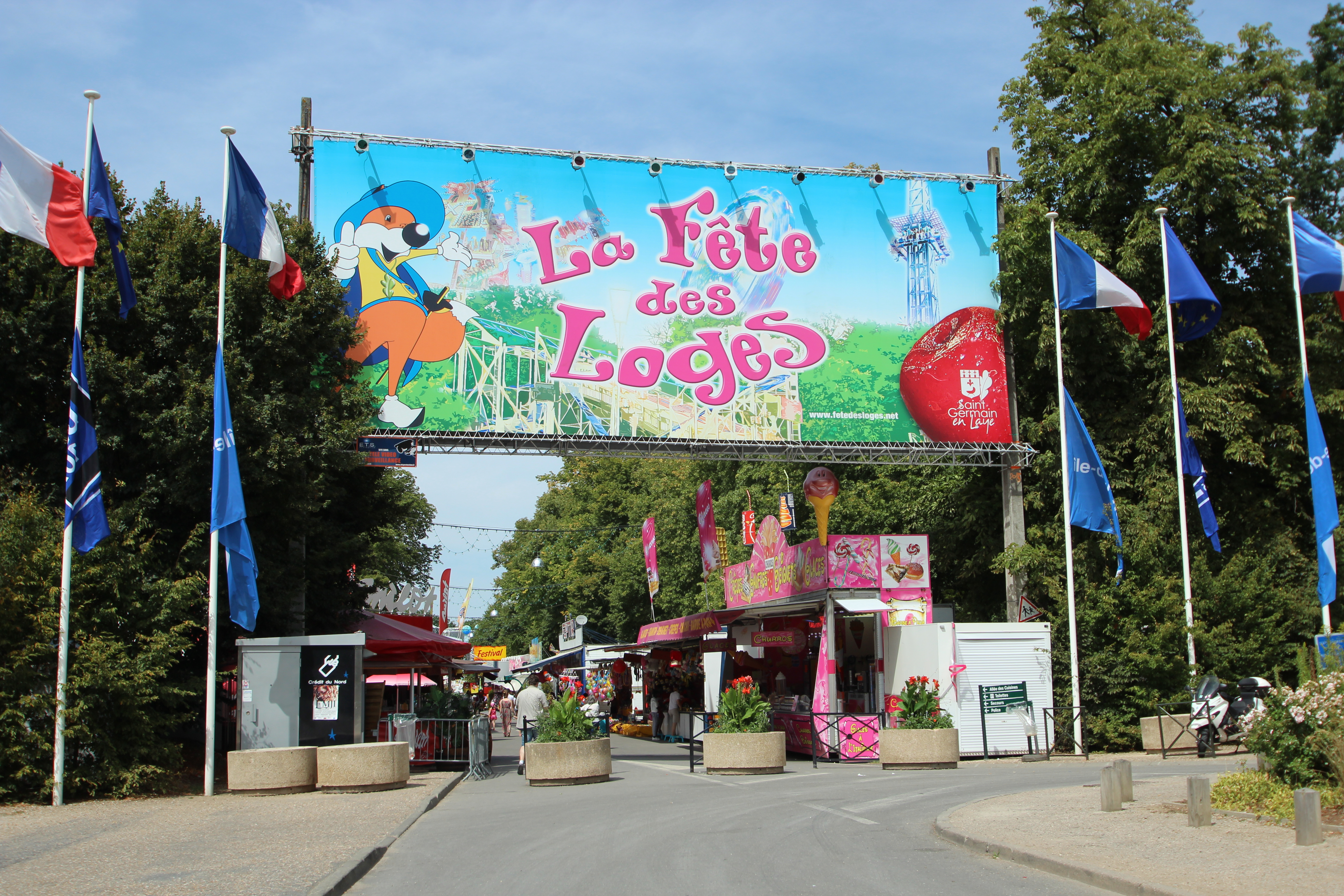
La fête des Loges située dans la forêt de Saint-Germain-en-Laye, lieu de tournage de Babysitting de Philippe Lacheau et Nicolas Benamou.

  - 2014 : Le Mystère des jonquilles de Jean-Pierre Mocky[177]
  - 2014 : Les Yeux jaunes des crocodiles de Cécile Telerman[203]
  - 2014 : Le Duc de Montmorency de David Cummings et Eric Cummings
  - 2015 : La Tête haute d'Emmanuelle Bercot[203]
  - 2015 : Trois souvenirs de ma jeunesse d'Arnaud Desplechin[203]
  - 2015 : Dheepan de Jacques Audiard
  - 2016 : Dieumerci ! de Lucien Jean-Baptiste[208]
  - 2016 : La Dream Team de Thomas Sorriaux[208]
  - 2016 : Elle de Paul Verhoeven[210]
  - 2016 : Baisers cachés téléfilm de Didier Bivel[208]
  - 2017 : Clem Saison 7 série télévisée de Christophe Campos[211]
  - 2017 : L’Épreuve d’amour téléfilm d'Arnaud Sélignac[208]
  - 2018 : Qu'est-ce qu'on attend pour être heureux ? Saison 7 série télévisée d'Anne Giafferi[212]
  - 2018 : Sur la tête de ma mère téléfilm de Philippe Lefebvre[133]
  - 2018 : Les Bracelets rouges série télévisée de Nicolas Cuche[208]
  - 2019 : Sibyl de Justine Triet[213]
  - 2020 : Dix pour cent série télévisée de Marc Fitoussi (Saison 4 Épisode 1 "Charlotte")[208]
  - 2020 : Dix pour cent série télévisée de Marc Fitoussi (Saison 4 Épisode 3 "José")[208]
  - 2020 : Mignonnes de Maïmouna Doucouré
  - 2021 : Lupin série télévisée de Louis Leterrier[208]
  - 2021 : Un dragon en forme de nuage de Sergio Castellitto[208]
  - 2021 : Oranges sanguines de Jean-Christophe Meurisse
  - 2023 : Les Trois Mousquetaires : D'Artagnan et Les Trois Mousquetaires : Milady de Martin Bourboulon[137]
- Saint-Hilarion
  - 1962 : La Guerre des boutons d'Yves Robert
  - 1970 : Le Distrait de Pierre Richard[214]
  - 1972 : César et Rosalie de Claude Sautet
  - 1979 : Courage fuyons d'Yves Robert
  - 1984 : Le Bon Plaisir de Francis Girod[215]Le château de Voisins à Saint-Hilarion, lieu de tournage du film Le Bon Plaisir de Francis Girod.

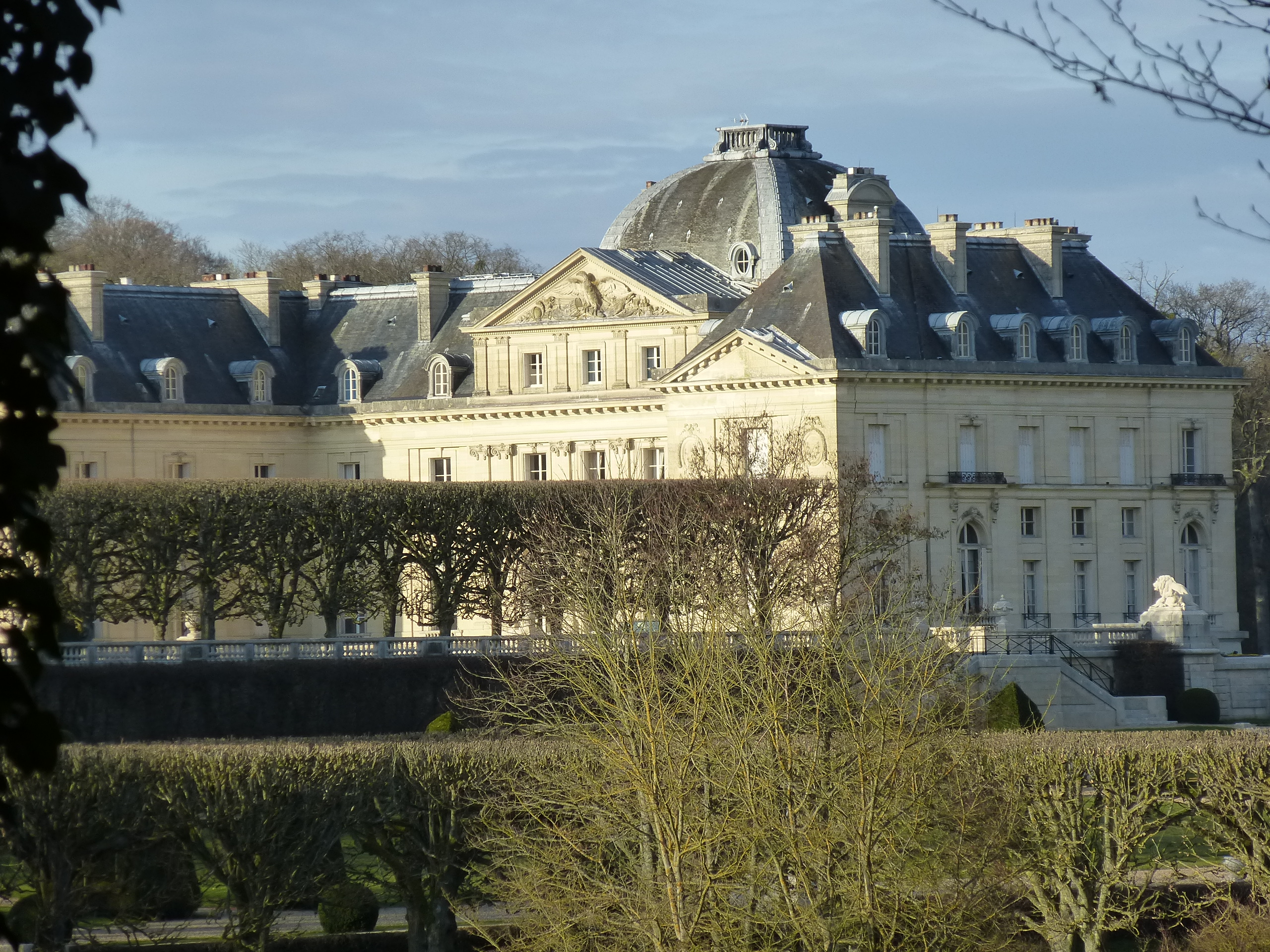
Le château de Voisins à Saint-Hilarion, lieu de tournage du film Le Bon Plaisir de Francis Girod.

  - 1986 : Mon beau-frère a tué ma sœur de Jacques Rouffio[215]
  - 1986 : L'État de grâce de Jacques Rouffio[215]
  - 1991 : La Totale ! de Claude Zidi[215]
  - 1991 : On peut toujours rêver de Pierre Richard
  - 1993 : Les Veufs de Max Fischer[215]
  - 1996 : Ridicule de Patrice Leconte[215],[51]
  - 2000 : Les Larmes d'un homme de Sally Potter[215]
  - 2000 : Vatel de Roland Joffé[215]
  - 2001 : Off Key de Manuel Gómez Pereira[215]
  - 2005 : Une vie d'Élisabeth Rappeneau
  - 2006 : Président de Lionel Delplanque[215]
  - 2011 : Requiem pour une tueuse de Jérôme Le Maire[215]
  - 2012 : Madame Solario de René Féret[215]
  - 2013 : La Rupture de Laurent Heynemann[190],[215]
  - 2014 : Les Hommes de l'ombre de Jean-Marc Brondolo Saison 2[215]
  - 2015 : Hunger Games : La Révolte, partie 2 de Francis Lawrence[215]
  - 2016 : Éternité de Trần Anh Hùng[215]
  - 2017 : Money de Gela Babluani[215]
  - 2018 : Les Tuche 3 d'Olivier Baroux[215]
  - 2019 : Le Bazar de la Charité d'Alexandre Laurent[215],[216]
  - 2021 : Fox Hunt de Léo Zhang[215],[36]
  - 2023 : Jeff Panacloc : À la poursuite de Jean-Marc de Pierre-François Martin-Laval
  - 2023 : Jeux d'influence série télévisée Saison 2 de Jean-Xavier de Lestrade
  - 2023 : Second Tour d'Albert Dupontel[215]
  - 2023 : Tapie série télévisée de Tristan Séguéla et Olivier Demangel[215]
  - 2023 : Julia série télévisée de Daniel Goldfarb Saison 2[217]
- Saint-Lambert
  - 1951 : Bibi Fricotin de Marcel Blistène
  - 1967 : Week-end de Jean-Luc Godard
  - 1977 : Le mille-pattes fait des claquettes de Jean Girault
  - 1978 : Claudine série de 4 téléfilms d'Édouard Molinaro
  - 1983 : Ça va pas être triste de Pierre Sisser
  - 1999 : Un pur moment de rock'n roll de Manuel Boursinhac[218]
  - 2017 : Je suis coupable téléfilm de Christophe Lamotte[218]
- Saint-Léger-en-Yvelines
  - 1957 : Le Coin tranquille de Robert Vernay
  - 1961 : Le Capitaine Fracasse de Pierre Gaspard-Huit
  - 1963 : Thierry la Fronde, série télévisée de Robert Guez et Pierre Goutas
  - 1963 : Janique Aimée feuilleton télévisé de Jean-Pierre Desagnat
  - 1967 : Le Chevalier Tempête série télévisée de Yannick Andréi
  - 1971 : La Brigade des maléfices série télévisée de Claude Guillemot Épisode "Les Disparus de Rambouillet"
  - 1976 : Le Bon et les Méchants de Claude Lelouch L'étang Rompu à Saint-Léger-en-Yvelines, lieu de tournage du téléfilm Crime d'État de Pierre Aknine.

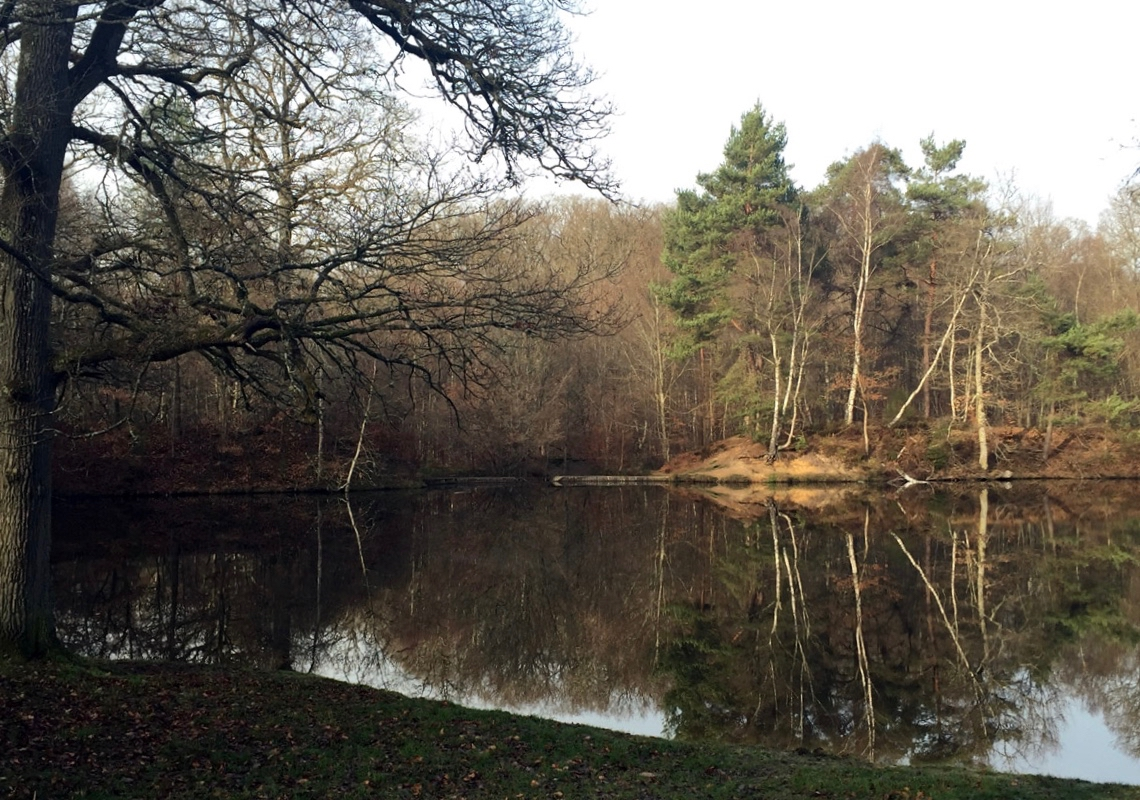
L'étang Rompu à Saint-Léger-en-Yvelines, lieu de tournage du téléfilm Crime d'État de Pierre Aknine.

  - 1976 : Un éléphant ça trompe énormément d'Yves Robert[219]
  - 1979 : Les Chiens d'Alain Jessua
  - 1985 : Châteauvallon série télévisée de Paul Planchon, Serge Friedman et Emmanuel Fonlladosa
  - 1988 : Le Vent des moissons série télévisée de Jean Sagols
  - 1996 : Combats de femme série télévisée épisode : Un monde meilleur de Laurent Dussaux
  - 2001 : Les Cordier, juge et flic série télévisée Saison 8 Épisode 2 "Menace sur la ville" de Jean-Denis Robert
  - 2002 : Mon idole de Guillaume Canet
  - 2004 : Feux rouges de Cédric Kahn
  - 2004 : Ils se marièrent et eurent beaucoup d'enfants d'Yvan Attal
  - 2006 : Ne le dis à personne de Guillaume Canet
  - 2012 : Comme des frères d'Hugo Gélin
  - 2013 : Crime d'État téléfilm de Pierre Aknine
  - 2013 : Un prince (presque) charmant de Philippe Lellouche
  - 2016 : Fais pas ci, fais pas ça série télévisée de Pierre Aknine (Saison 8)[220]
  - 2018 : Doubles Vies d'Olivier Assayas
  - 2018 : Vous êtes jeunes, vous êtes beaux de Franchin Don
  - 2019 : Le meilleur reste à venir de Matthieu Delaporte et Alexandre de la Patellière
  - 2025 : Ad vitam de Rodolphe Lauga
- Saint-Martin-de-Bréthencourt
  - 1999 : Les Coquelicots sont revenus téléfilm de Richard Bohringer[221],[222]
  - 2012 : Do Not Disturb d'Yvan Attal[222]
  - 2017 : Maryline de Guillaume Gallienne[222]
  - 2025 : La Septième danse épisode 14 de la saison 4 de la série télévisée Capitaine Marleau  de Josée Dayan[222]
- Saint-Martin-la-Garenne
  - 1948 : L'Armoire volante de  Carlo Rim
  - 1977 : La Septième Compagnie au clair de lune de Robert Lamoureux
- Saint-Nom-la-Bretèche
  - 1973 : Le Permis de conduire de Jean Girault
  - 1974 : Impossible... pas français de Robert Lamoureux
  - 1991 : On peut toujours rêver de Pierre Richard
  - 1991 : Génial, mes parents divorcent ! de Patrick Braoudé
  - 2004 : Albert est méchant d'Hervé Palud
  - 2005 : Olé ! de  Florence Quentin
  - 2007 : L'Heure zéro de Pascal Thomas
  - 2015 : Une chance de trop série télévisée de François Velle
- Saint-Rémy-lès-ChevreuseLa gare de Saint-Rémy-lès-Chevreuse, lieu de tournage du film Du rififi chez les hommes de Jules Dassin.

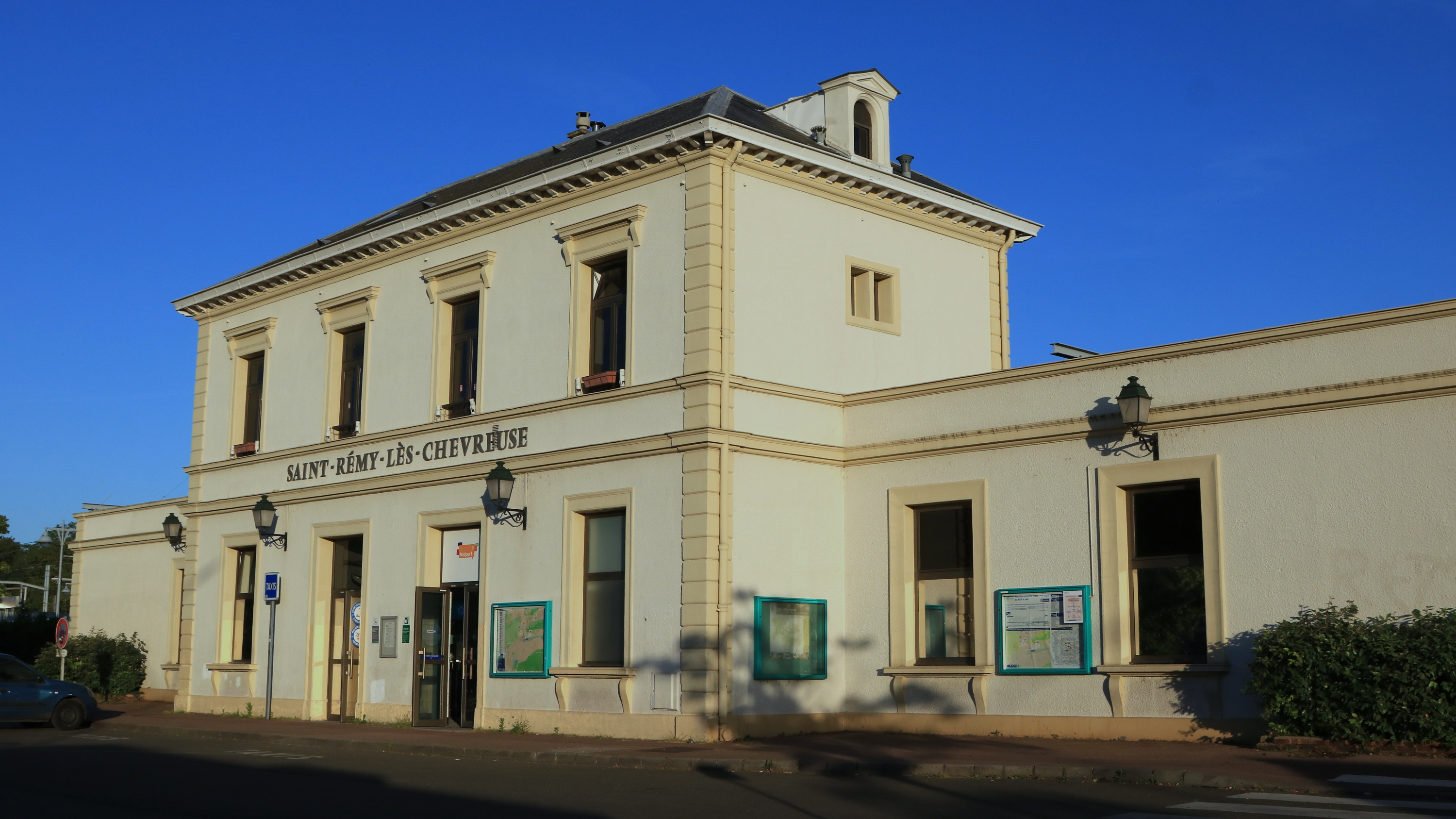
La gare de Saint-Rémy-lès-Chevreuse, lieu de tournage du film Du rififi chez les hommes de Jules Dassin.

  - 1955 : Du rififi chez les hommes de Jules Dassin
  - 1959 : La Bête à l'affût de Pierre Chenal[223]
  - 1972 : Au rendez-vous de la mort joyeuse de Juan Luis Buñuel[223]
  - 1998 : Jaune revolver d'Olivier Langlois tournage à la Fondation de Coubertin
  - 2005 : Gabrielle de Patrice Chéreau[224]
  - 2005 : Les Amants réguliers de Philippe Garrel
  - 2007 : Dombais et fils téléfilm de Laurent Jaoui[224]
  - 2008 : Cash d'Éric Besnard[224]
  - 2009 : Elles et Moi téléfilm de Bernard Stora[224]
  - 2009 : Coco avant Chanel d'Anne Fontaine[224]
  - 2009 : Une lumière dans la nuit téléfilm d'Olivier Guignard[225]
  - 2010 : L'Appel du 18 Juin téléfilm de Félix Olivier[224]
  - 2010 : Contes et nouvelles du XIXe siècle série télévisée épisode "On purge bébé" de Gérard Jourd'hui[224]
  - 2010 : Contes et nouvelles du XIXe siècle série télévisée épisode "Un gentilhomme" de Laurent Heynemann[224]
  - 2010 : L'Ombre du Mont-Saint-Michel téléfilm de Klaus Biedermann[224]
  - 2010 : L'Autre Dumas de Safy Nebbou[224]
  - 2011 : L'Apollonide : Souvenirs de la maison close de Bertrand Bonello[224]
  - 2011 : Les Faux-monnayeurs téléfilm de Benoît Jacquot[224]
  - 2011 : Marthe Richard téléfilm de Thierry Binisti[224]
  - 2011 : Mystère au Moulin-Rouge téléfilm de Stéphane Kappes[224]
  - 2011 : Rani série télévisée d'Arnaud Sélignac[224]
  - 2012 : Rapace téléfilm de Claire Devers[224]
  - 2012 : Toussaint Louverture téléfilm de Philippe Niang[224],[226]
  - 2012 : Engrenages série télévisée de Jean-Marc Brondolo Saison 4 Episode 5[224]
  - 2012 : Augustine d'Alice Winocour[224]
  - 2012 : Clemenceau téléfilm d'Olivier Guignard[224]
  - 2013 : Les affaires sont les affaires téléfilm de Philippe Bérenger[224]
  - 2013 : Saison 3 des Mystères de l'amour série télévisée Épisode 26 : "Mariage" de Vincent Van Moere et Olivier Altman[227]
  - 2014 : Profilage série télévisée Saison 5 Episode 5 "Tempêtes" de Vincent Jamain[224]
  - 2014 : Résistance mini-série de Dan Franck[224]
  - 2015 : Journal d'une femme de chambre de Benoît Jacquot[224]
  - 2015 : Les Anarchistes d'Élie Wajeman[224]
  - 2015 : La Belle Saison de Catherine Corsini[228]
  - 2015 : Dix pour cent série télévisée de Lola Doillon (Épisode 5 "Julie et Joey")
  - 2015 : L'Échappée belle d'Émilie Cherpitel[224]
  - 2016 : Stavisky, l'escroc du siècle téléfilm de Claude-Michel Rome[224]
  - 2016 : Chefs (série télévisée) d'Arnaud Malherbe (saison 2, épisode 8)[224]
  - 2016 : Damoclès téléfilm de Manuel Schapira[224]
  - 2016 : Maman a tort de Marc Fitoussi
  - 2016 : Les Malheurs de Sophie de Christophe Honoré[228]
  - 2016 : Alice Nevers, le juge est une femme série télévisée d'Akim Isker (Saison 14)[224]
  - 2016 : Un village français série télévisée de Jean-Philippe Amar (Saison 7)[224]
  - 2017 : Mystère place Vendôme téléfilm de Renaud Bertrand[224]
  - 2017 : Jeune Femme de Léonor Serraille[183]
  - 2017 : Madame d'Amanda Sthers[224]
  - 2018 : Speakerine série télévisée de Laurent Tuel
  - 2018 : L'Heure de la sortie de Sébastien Marnier[224]
  - 2018 : Victor Hugo, ennemi d'État mini-série de Jean-Marc Moutout[224]Le château de Vaugien à Saint-Rémy-lès-Chevreuse, lieu de tournage de la série télévisée Victor Hugo, ennemi d'État de Jean-Marc Moutout.

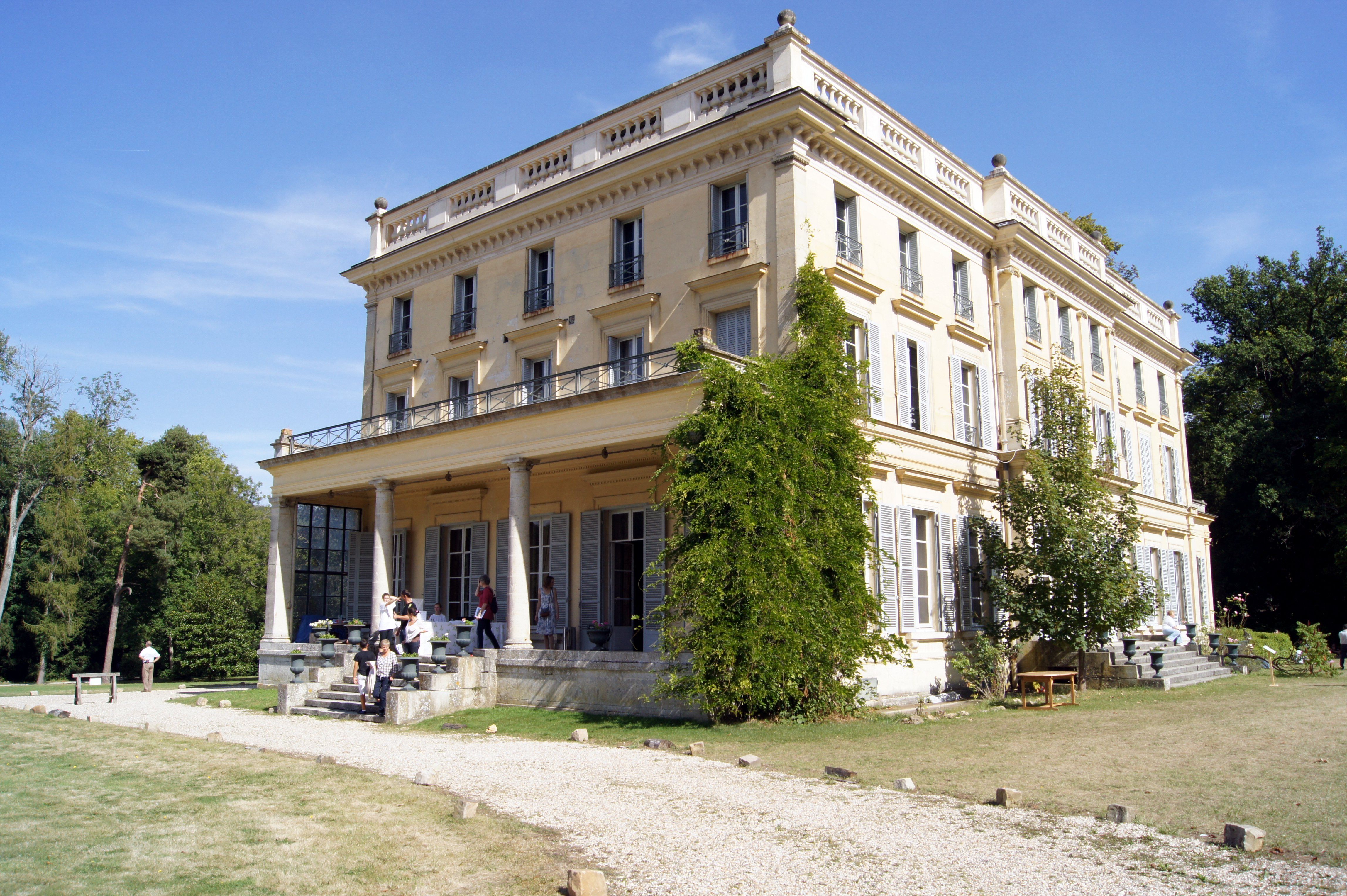
Le château de Vaugien à Saint-Rémy-lès-Chevreuse, lieu de tournage de la série télévisée Victor Hugo, ennemi d'État de Jean-Marc Moutout.

  - 2018 : Le Retour du héros de Laurent Tirard[228]
  - 2018 : Eva de Benoît Jacquot
  - 2018 : Le Doudou de Julien Hervé et de Philippe Mechelen
  - 2019 : Osmosis série télévisée de Pierre Aknine[228]
  - 2019 : Joséphine, ange gardien série télévisée de Christophe Barraud (épisode "L'esprit d'Halloween")[228]
  - 2019 : J'accuse de Roman Polanski[224]
  - 2020 : Romance série télévisée de Hervé Hadmar[228]
  - 2020 : La Garçonne série télévisée de Paolo Barzman (Saison 1 Épisode 4)
  - 2021 : Paris Police 1900 feuilleton télévisé de Julien Despaux[228]
  - 2021 : Eiffel de Martin Bourboulon[229],[228]
  - 2021 : Le Bal des folles de Mélanie Laurent[228]
  - 2021 : Eugénie Grandet de Marc Dugain[228]
  - 2021 : Missions série télévisée de Julien Lacombe Saison 3[228]
  - 2022 : L'affaire Annette Zelman téléfilm de Philippe Le Guay[228]
  - 2022 : L'Art du crime série télévisée Saison 6 Épisode 2 "Le cri du vampire" de Christelle Raynal[228]
  - 2022 : Irma Vep mini-série d'Olivier Assayas[228]
  - 2022 : Adieu monsieur Haffmann de Fred Cavayé[228]
  - 2023 : Mon crime de François Ozon[228]
  - 2023 : Bonnard, Pierre et Marthe de Martin Provost[228]
  - 2024 : Le Comte de Monte-Cristo de Matthieu Delaporte et Alexandre de La Patellière[228]
  - 2024 : L'Ami français épisode 12 de la saison 4 de la série télévisée Capitaine Marleau de Josée Dayan[228]
  - 2025 : La Rebelle : Les Aventures de la jeune George Sand série télévisée de Rodolphe Tissot[228]
- Saint-Rémy-l'Honoré
  - 1954 : Crime au concert Mayol de Pierre Méré
  - 1959 : Les Motards de Jean Laviron
  - 1973 : Les Hommes de Daniel Vigne
  - 1976 : Cours après moi que je t'attrape de Robert Pouret
  - 2002 : Vérité oblige série télévisée de Claude-Michel Rome Épisode 5 : L'honneur perdu
  - 2003 : Les Sentiments de Noémie Lvovsky
  - 2012 : Alice Nevers, le juge est une femme série télévisée de René Manzor (Saison 10 Épisode 2 "Animal")
  - 2018 : Place publique d'Agnès Jaoui[230]
  - 2021 : Incroyable mais vrai de Quentin Dupieux[231]
  - 2022 : Sam série télévisée Saison 6 de Philippe Lefebvre
  - 2025 : La Septième danse épisode 14 de la saison 4 de la série télévisée Capitaine Marleau  de Josée Dayan
- Sainte-Mesme
  - 1982 : Que les gros salaires lèvent le doigt ! de Denys Granier-Deferre[195]
  - 2010 : Une petite zone de turbulences d'Alfred Lot
- Sartrouville
  - 2018 : Tamara Vol.2 d'Alexandre Castagnetti[232]
  - 2021 : Un homme d'honneur série télévisée de Julius Berg
- Saulx-Marchais
  - 1966 : Les malabars sont au parfum de Guy Lefranc
  - 2005 : Ma vie en l'air de Rémi Bezançon
- SenlisseLe château de la Cour-Senlisse à Senlisse, lieu de tournage du film Monsieur des Lourdines de Pierre de Hérain.

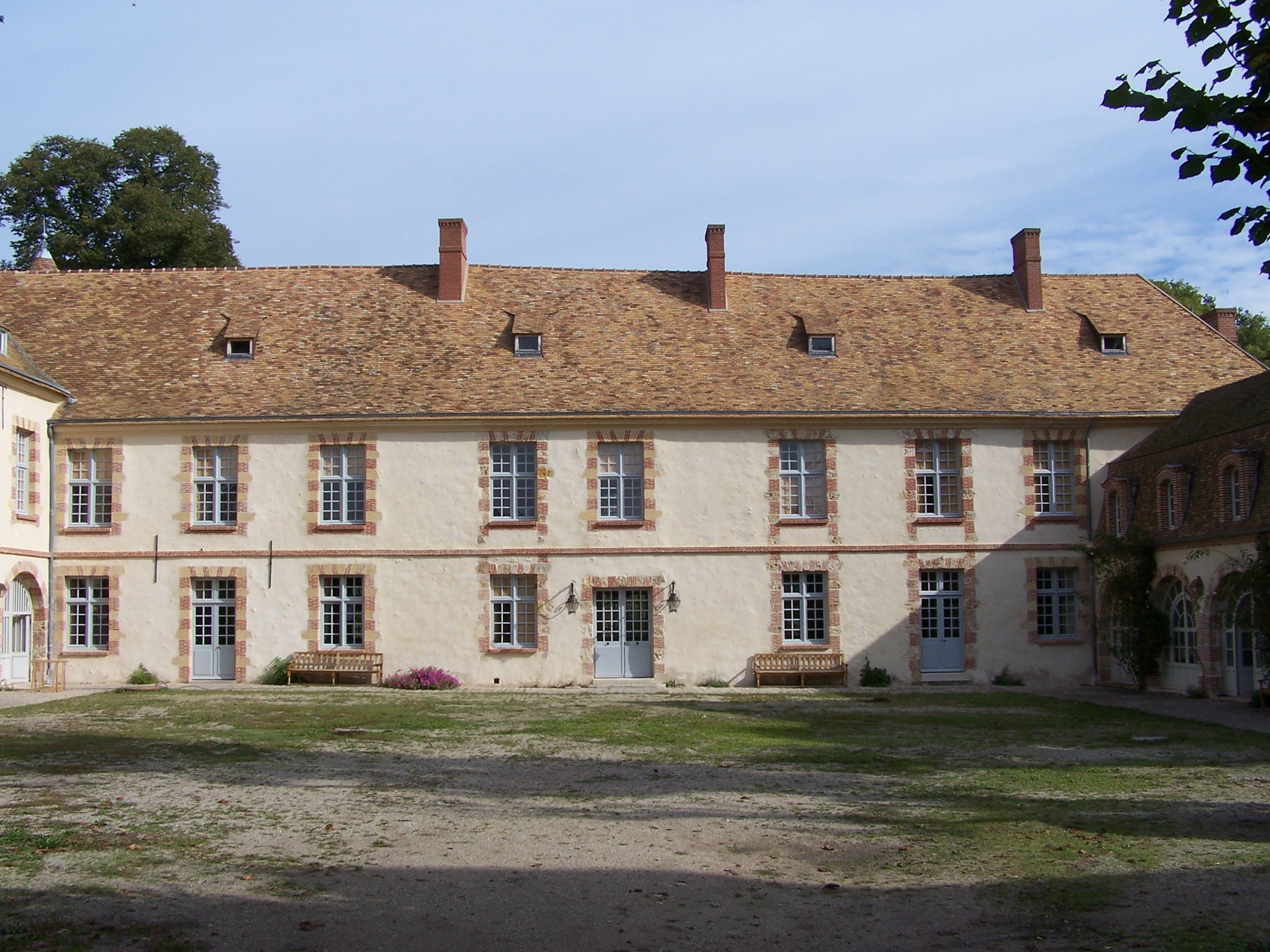
Le château de la Cour-Senlisse à Senlisse, lieu de tournage du film Monsieur des Lourdines de Pierre de Hérain.

  - 1943 : Monsieur des Lourdines de Pierre de Hérain
  - 1959 : Pourquoi viens-tu si tard ? d'Henri Decoin
  - 1961 : De quoi tu te mêles, Daniela ! de Max Pécas
  - 1968 : Le Tatoué de Denys de La Patellière
  - 1975 : On a retrouvé la septième compagnie de Robert Lamoureux
  - 1997 : La Petite maman téléfilm de Patrice Martineau
  - 2010 : L'Autre Dumas de Safy Nebbou
  - 2010 : Contes et nouvelles du XIXe siècle téléfilm Le Mariage de Chiffon de Jean-Daniel Verhaeghe[233]
  - 2012 : Radiostars de Romain Lévy
  - 2017 : Daddy Cool de Maxime Govare
- Septeuil
  - 1970 : Les Choses de la vie de Claude Sautet
- Sonchamp
  - 1995 : Les Cent et Une Nuits de Simon Cinéma d'Agnès Varda

## T
- Haut – A
- B
- C
- D
- E
- F
- G
- H
- I
- J
- K
- L
- M
- N
- O
- P
- Q
- R
- S
- T
- U
- V
- W
- X
- Y
- Z

- Tessancourt-sur-Aubette
  - 1959 : Maigret et l'Affaire Saint-Fiacre de Jean Delannoy
- Thiverval-Grignon
  - 1967 : Le Chevalier Tempête série télévisée de Yannick Andréi
  - 1972 : L'aventure c'est l'aventure de Claude Lelouch
  - 1993 : Les Cordier, juge et flic série télévisée d'Alain Bonnot
  - 2001 : Les Cordier, juge et flic série télévisée Épisode "Menace sur la ville" de Jean-Denis Robert
  - 2004 : Maintenant ou jamais de Serge Frydman
  - 2005 : La Maison de Nina de Richard Dembo
  - 2006 : Président de Lionel Delplanque
- ThoiryLe château de Thoiry, lieu de tournage de Paris brûle-t-il ? de René Clément.

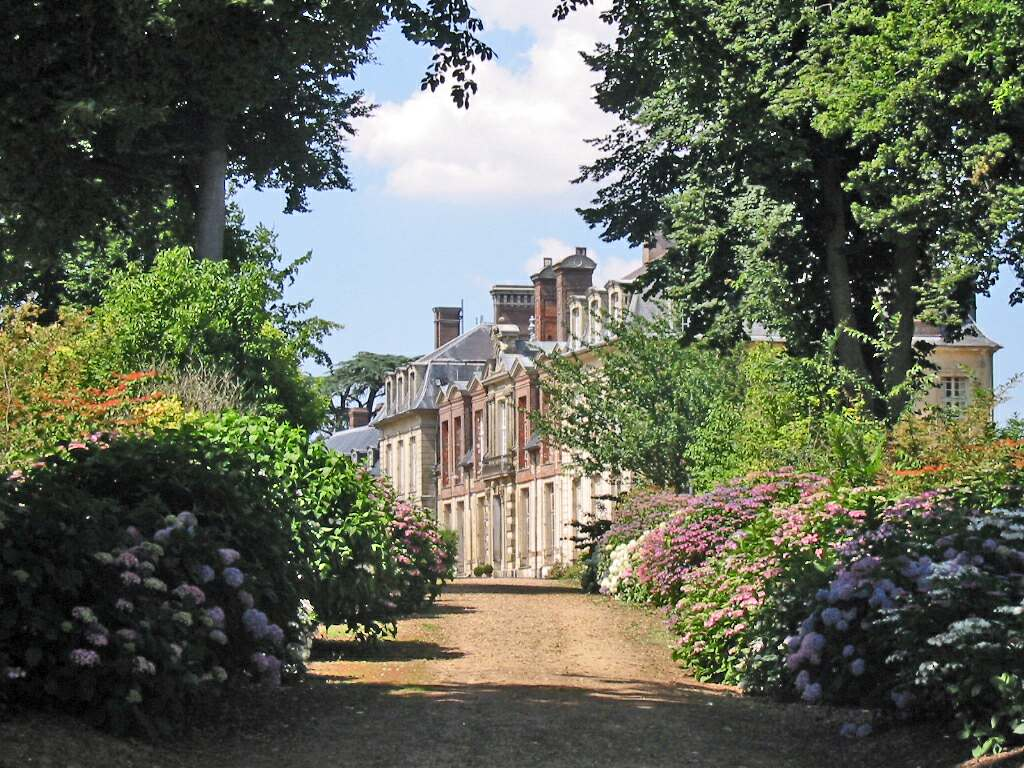
Le château de Thoiry, lieu de tournage de Paris brûle-t-il ? de René Clément.

  - 1964 : Des frissons partout de Raoul André
  - 1966 : Paris brûle-t-il ? de René Clément[234]
  - 1968 : Béru et ces dames de Guy Lefranc
  - 1970 : Les Choses de la vie de Claude Sautet
  - 1971 : Laisse aller... c'est une valse de Georges Lautner
  - 1974 : Le Mouton enragé de Michel Deville[235]
  - 1978 : Plein les poches pour pas un rond de Daniel Daert
  - 1986 : L'Araignée de satin de Jacques Baratier
  - 1988 : Un château au soleil série télévisée de Robert Mazoyer[234]
  - 1988 : Itinéraire d'un enfant gâté de Claude Lelouch[235]
  - 1990 : Orages d'été, avis de tempête mini-série de Jean Sagols
  - 1993 : Les Visiteurs de Jean-Marie Poiré
  - 1997 : Le Rouge et le Noir téléfilm de Jean-Daniel Verhaeghe
  - 1998 : Les Couloirs du temps : Les Visiteurs 2 de  Jean-Marie Poiré
  - 2006 : Essaye-moi de Pierre-François Martin-Laval
  - 2012 : Mes héros d'Éric Besnard[236]
  - 2012 : Les Kaïra de Franck Gastambide
  - 2015 : Joséphine, ange gardien série télévisée de Stéphan Kopecky (épisode "Tous au zoo")[237]
  - 2015 : Dix pour cent série télévisée de Lola Doillon (Saison 1 Épisode 5 "Julie et Joey")[234]
- Tilly
  - 1969 : L'Armée des ombres de Jean-Pierre Melville
- Toussus-le-Noble
  - 1949 : Rendez-vous de juillet de Jacques Becker
  - 1979 : Le Piège à cons de Jean-Pierre Mocky
  - 2018 : Bécassine ! de Bruno Podalydès
  - 2023 : Alibi.com 2 de Philippe Lacheau
- TrappesCité Les Dents de Scie à Trappes, lieu de tournage de Holy Motors de Leos Carax.

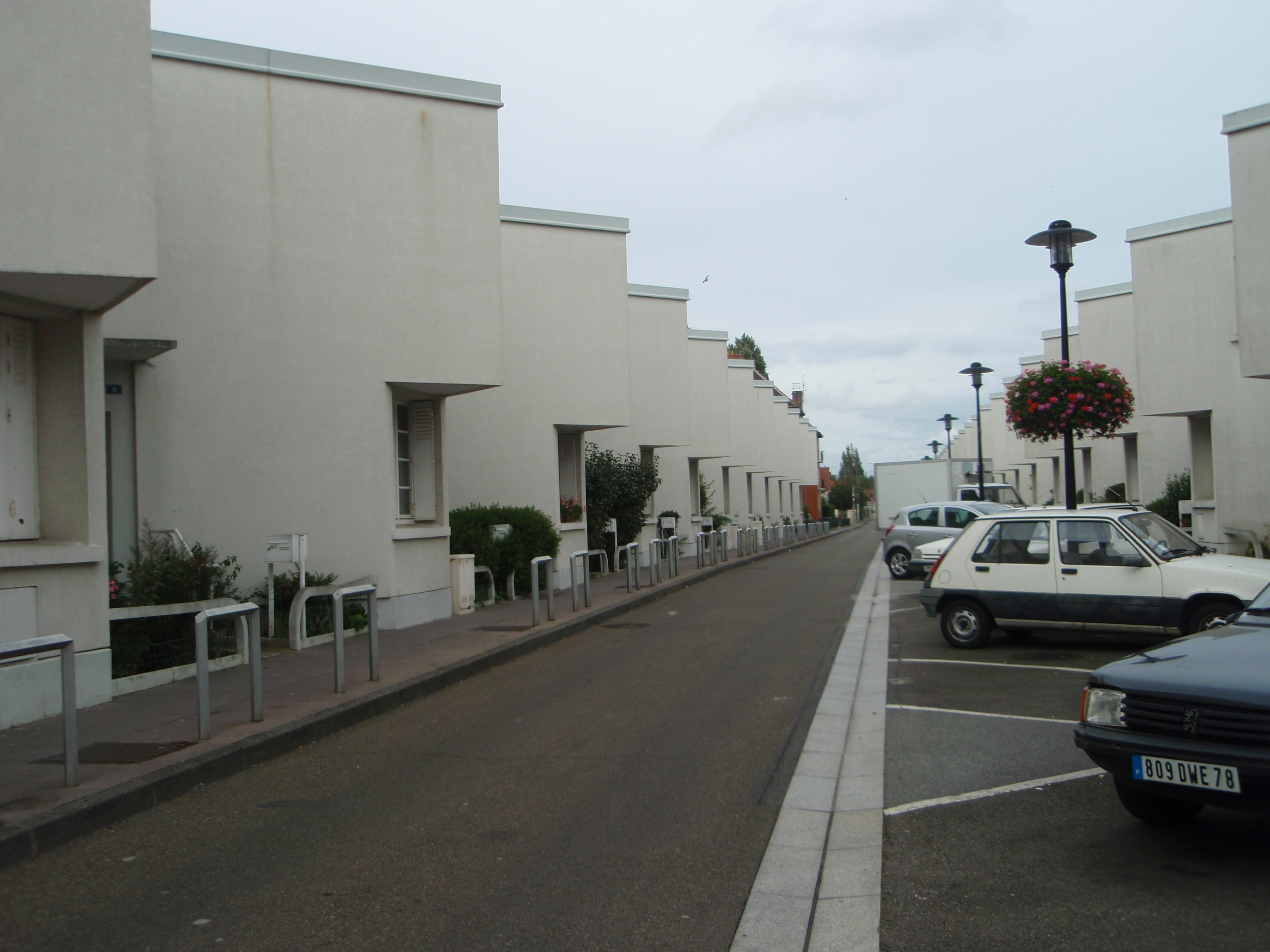
Cité Les Dents de Scie à Trappes, lieu de tournage de Holy Motors de Leos Carax.

  - 1976 : L'Aile ou la Cuisse de Claude Zidi
  - 1977 : Nous irons tous au paradis d'Yves Robert
  - 1977 : Le Camion de Marguerite Duras
  - 1984 : La Smala de Jean-Loup Hubert
  - 1990 : Orages d'été, avis de tempête mini-série de Jean Sagols
  - 2006 : Essaye-moi de Pierre-François Martin-Laval
  - 2012 : Holy Motors de Leos Carax
  - 2013 : Platane série télévisée d'Éric Judor et Denis Imbert[238]
  - 2013 : Fonzy d'Isabelle Doval[238]
  - 2014 : La Forêt téléfilm d'Arnaud Desplechin
  - 2014 : Vogue la Vie téléfilm de Claire de La Rochefoucauld[238]
  - 2016 : Trepalium série télévisée de Vincent Lannoo
  - 2020 : Adieu les cons d'Albert Dupontel
- Triel-sur-Seine
  - 1968 : Ces messieurs de la famille de Raoul André
  - 1976 : Police Python 357 d'Alain Corneau
  - 1979 : Les Chiens d'Alain Jessua Chenil de l'Hautil
  - 1997 : Les Démons de Jésus de Bernie Bonvoisin
  - 2022 : La Dégustation d'Ivan Calbérac[185]

## V
- Haut – A
- B
- C
- D
- E
- F
- G
- H
- I
- J
- K
- L
- M
- N
- O
- P
- Q
- R
- S
- T
- U
- V
- W
- X
- Y
- Z

- Vaux-sur-Seine
  - 1959 : Maigret et l'Affaire Saint-Fiacre de Jean Delannoy
  - 2000 : La Fidélité d'Andrzej Żuławski
  - 2019 : Le Voyageur de Stéphanie Murat (Saison 1 Épisode 1)La gare de Vaux-sur-Seine, lieu de tournage de Attention au départ ! de Benjamin Euvrard.

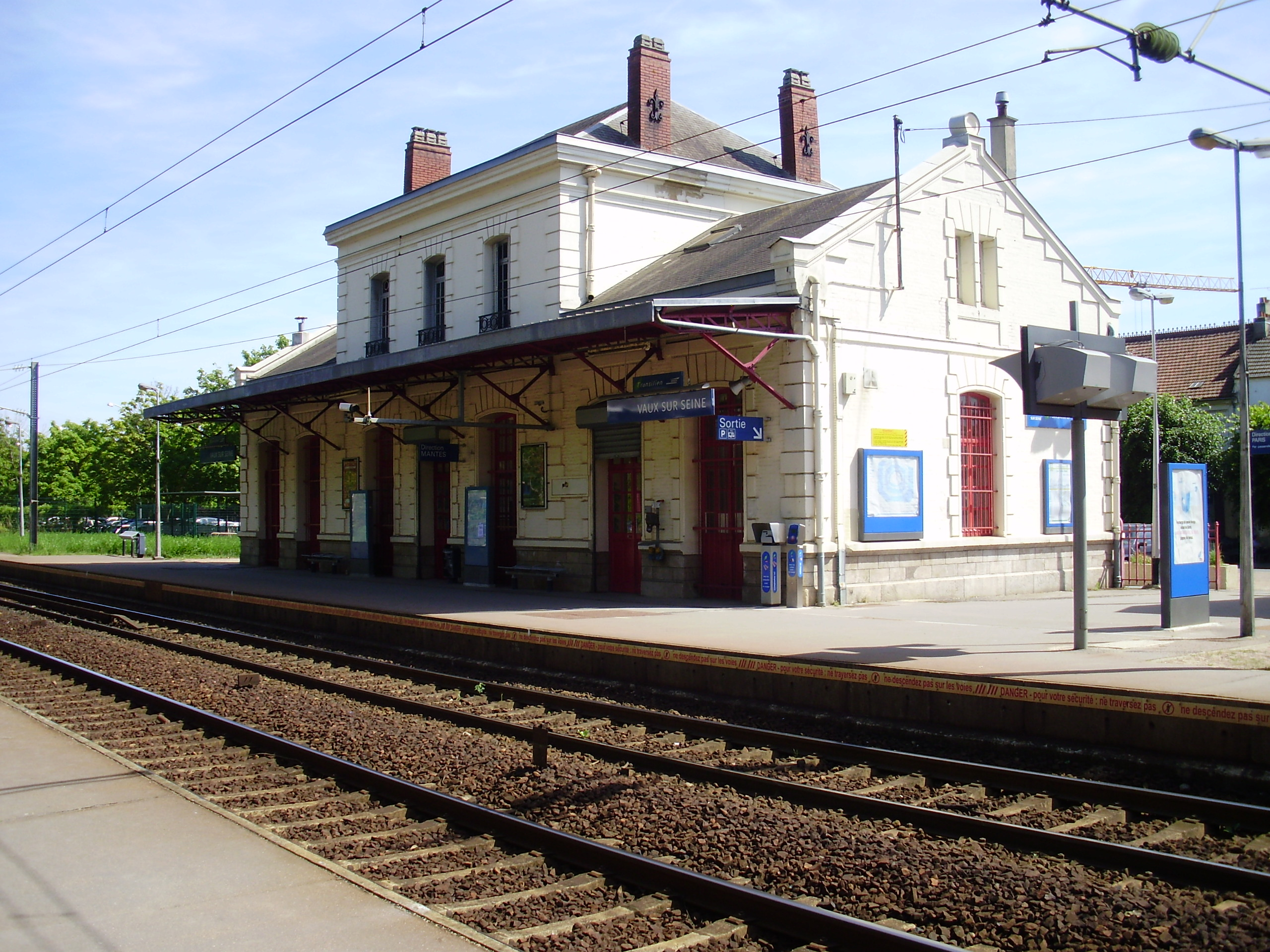
La gare de Vaux-sur-Seine, lieu de tournage de Attention au départ ! de Benjamin Euvrard.

  - 2021 : Attention au départ ! de Benjamin Euvrard[36]
  - 2021 : Vous ne désirez que moi de Claire Simon[239]
  - 2021 : Panacloc de Pierre-François Martin-Laval[240]
- Vélizy-Villacoublay
  - 1950 : Le Grand Cirque de Georges Péclet
  - 1973 : Moi y'en a vouloir des sous de Jean Yanne
  - 2002 : La Mentale de Manuel Boursinhac
  - 2005 : L'Évangile selon Aîmé téléfilm d'André Chandelle
  - 2006 : Jean-Philippe de Laurent Tuel
  - 2008 : Le Premier Jour du reste de ta vie de Rémi Bezançon
  - 2009 : Les Herbes folles d'Alain Resnais
  - 2011 : Une pure affaire d'Alexandre Coffre
  - 2012 : Fais pas ci, fais pas ça série télévisée de Pierre Aknine (Saison 1 à 5)[220]
  - 2015 : Belles Familles de Jean-Paul Rappeneau
  - 2016 : Marion, 13 ans pour toujours téléfilm de Bourlem Guerdjou
  - 2016 : Ils sont partout d'Yvan Attal[241]
  - 2017 : L'Un dans l'autre de Bruno Chiche[242]
  - 2019 : Les Sauvages série télévisée de Rebecca Zlotowski[243]
  - 2019 : Proxima de Alice Winocour[244]
  - 2022 : Une belle course de Christian Carion
  - 2023 : L'Amour et les Forêts de Valérie Donzelli
- Verneuil-sur-Seine
  - 1975 : Au-delà de la peur de Yannick Andréi
  - 1985 : L'Effrontée de Claude Miller
- Vernouillet
  - 1968 : Ces messieurs de la famille de Raoul André
  - 1999 : Vénus Beauté (Institut) de Tonie Marshall
  - 2005 : Ma vie en l'air de Rémi Bezançon
  - 2006 : Jean-Philippe de Laurent Tuel[245]
- Versailles
  - 1913 : Fantômas - A l'ombre de la guillotine de Louis Feuillade[246]
  - 1924 : Kean ou Désordre et génie d'Alexandre Volkoff[247]
  - 1933 : La Tête d'un homme de Julien Duvivier
  - 1937 : Abus de confiance d'Henri Decoin
  - 1950 : Né de père inconnu de Maurice Cloche
  - 1950 : Justice est faite d'André Cayatte
  - 1950 : Souvenirs perdus de Christian-Jaque[248]
  - 1950 : Orphée de Jean Cocteau
  - 1951 : La Maison Bonnadieu de Carlo Rim[249]Le théâtre Montansier, lieu de tournage du film La Maison Bonnadieu de Carlo Rim.

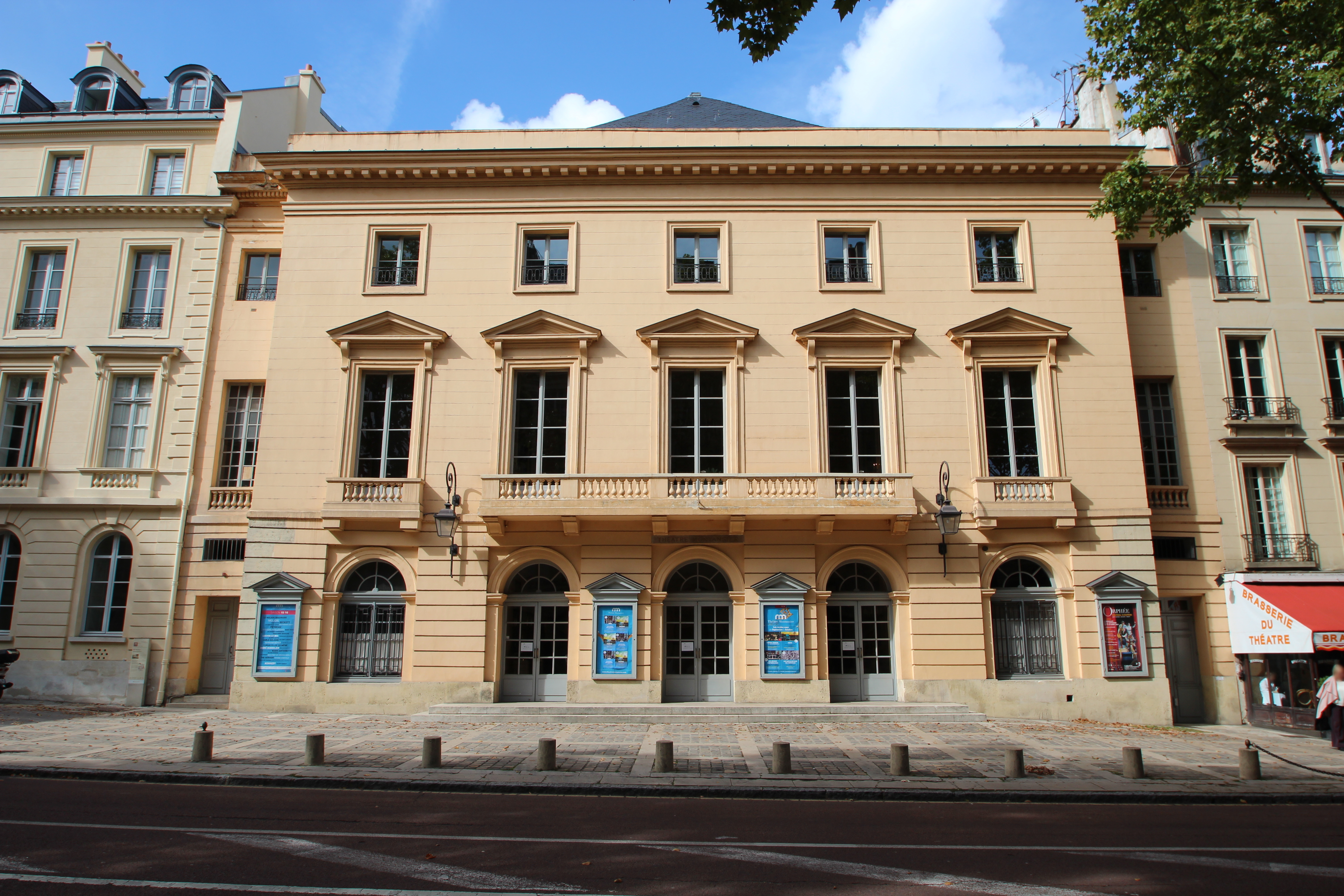
Le théâtre Montansier, lieu de tournage du film La Maison Bonnadieu de Carlo Rim.

  - 1952 : Les Neiges du Kilimandjaro d'Henry King
  - 1953 : Madame de... de Max Ophuls
  - 1953 : Capitaine Pantoufle de Guy Lefranc
  - 1953 : Cet homme est dangereux de Jean Sacha
  - 1954 : Piédalu député de Jean Loubignac
  - 1955 : Du rififi chez les hommes de Jules Dassin
  - 1955 : Napoléon de Sacha Guitry[249]
  - 1955 : Les Grandes Manœuvres de René Clair[248]
  - 1956 : L'Énigmatique Monsieur D de Sheldon Reynolds
  - 1956 : Trapèze de Carol Reed
  - 1957 : Pot-Bouille de Julien Duvivier
  - 1958 : Trois jours à vivre de Gilles Grangier
  - 1958 : Christine de Pierre Gaspard-Huit
  - 1961 : La Proie pour l'ombre d'Alexandre Astruc
  - 1961 : La Fayette de Jean Dréville
  - 1961 : Un Martien à Paris de Jean-Daniel Daninos
  - 1962 : Vivre sa vie de Jean-Luc Godard
  - 1962 : Landru de Claude Chabrol[250]
  - 1962 : Les Quatre Cavaliers de l'Apocalypse de Vincente Minnelli
  - 1963 : Le Feu follet de Louis Malle[250]
  - 1963 : La Belle Vie de Robert Enrico
  - 1963 : Maigret voit rouge de Gilles Grangier
  - 1963 : Le Vice et la Vertu de Roger Vadim
  - 1964 : Jaloux comme un tigre de Darry Cowl[246]
  - 1964 : Lucky Jo de Michel Deville
  - 1964 : Le Repas des fauves de Christian-Jaque
  - 1964 : Mata Hari, agent H 21 de Jean-Louis Richard[246]
  - 1964 : Les Plus Belles Escroqueries du monde film à sketches Épisode "Paris : L'Homme qui vendit la tour Eiffel" de Claude Chabrol[246]
  - 1964 : La Peau douce de François Truffaut[246]
  - 1965 : Le Corniaud de Gérard Oury[248]La rue de l'Indépendance-Américaine, lieu de tournage du film Le Corniaud de Gérard Oury.

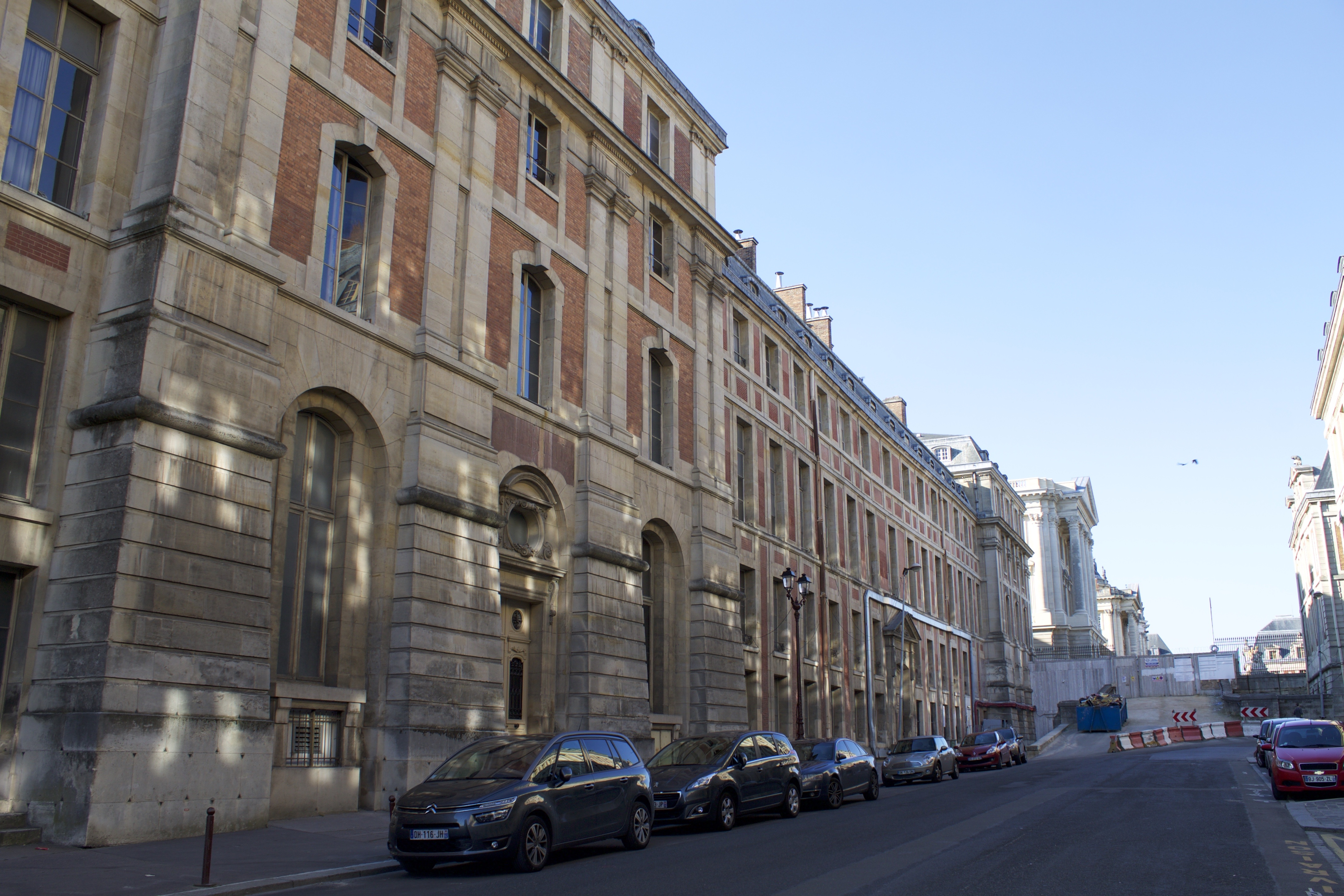
La rue de l'Indépendance-Américaine, lieu de tournage du film Le Corniaud de Gérard Oury.

  - 1965 : Dom Juan ou le Festin de pierre téléfilm de Marcel Bluwal[251]
  - 1965 : Le Majordome de Jean Delannoy
  - 1965 : Thomas l'imposteur de Georges Franju
  - 1965 : Gare à la peinture de Norman Jewison
  - 1965 : Belphégor ou le Fantôme du Louvre de Claude Barma
  - 1966 : Au hasard Balthazar de Robert Bresson
  - 1966 : Paris brûle-t-il ? de René Clément (Satory)
  - 1966 : Du rififi à Paname de Denys de La Patellière[246]
  - 1966 : Le Grand Restaurant de Jacques Besnard[248]
  - 1967 : Les Grandes Vacances de Jean Girault[248]
  - 1967 : Le Voleur de Louis Malle[250]
  - 1968 : La mariée était en noir de François Truffaut[248]
  - 1969 : Hibernatus d'Édouard Molinaro
  - 1969 : Poussez pas grand-père dans les cactus de Jean-Claude Dague[246]
  - 1969 : L'Armée des ombres de Jean-Pierre Melville[199]
  - 1969 : Sous le signe du taureau de Gilles Grangier[246],[248]
  - 1971 : Le Souffle au cœur de Louis Malle[250]
  - 1972 : L'aventure c'est l'aventure de Claude Lelouch[252],[250]
  - 1972 : Nous ne vieillirons pas ensemble de Maurice Pialat[253]
  - 1973 : Chacal de Fred Zinnemann
  - 1973 : Salut l'artiste d'Yves Robert
  - 1975 : India Song de Marguerite Duras[246],[250]
  - 1978 : Lady Oscar de Jacques Demy
  - 1978 : La Carapate de Gérard Oury
  - 1978 : Les Ringards de Robert Pouret
  - 1979 : La Lumière des justes mini-série de Yannick Andréi
  - 1979 : Coup de tête de Jean-Jacques Annaud
  - 1980 : Trois Hommes à abattre de Jacques Deray (Hôpital Richaud, boulevard de la Reine)
  - 1980 : La Boum de Claude Pinoteau[248]
  - 1980 : Les Sous-doués de Claude Zidi[248]Le Trianon Palace à Versailles, lieu de tournage du film  Le Battant d'Alain Delon et Robin Davis.

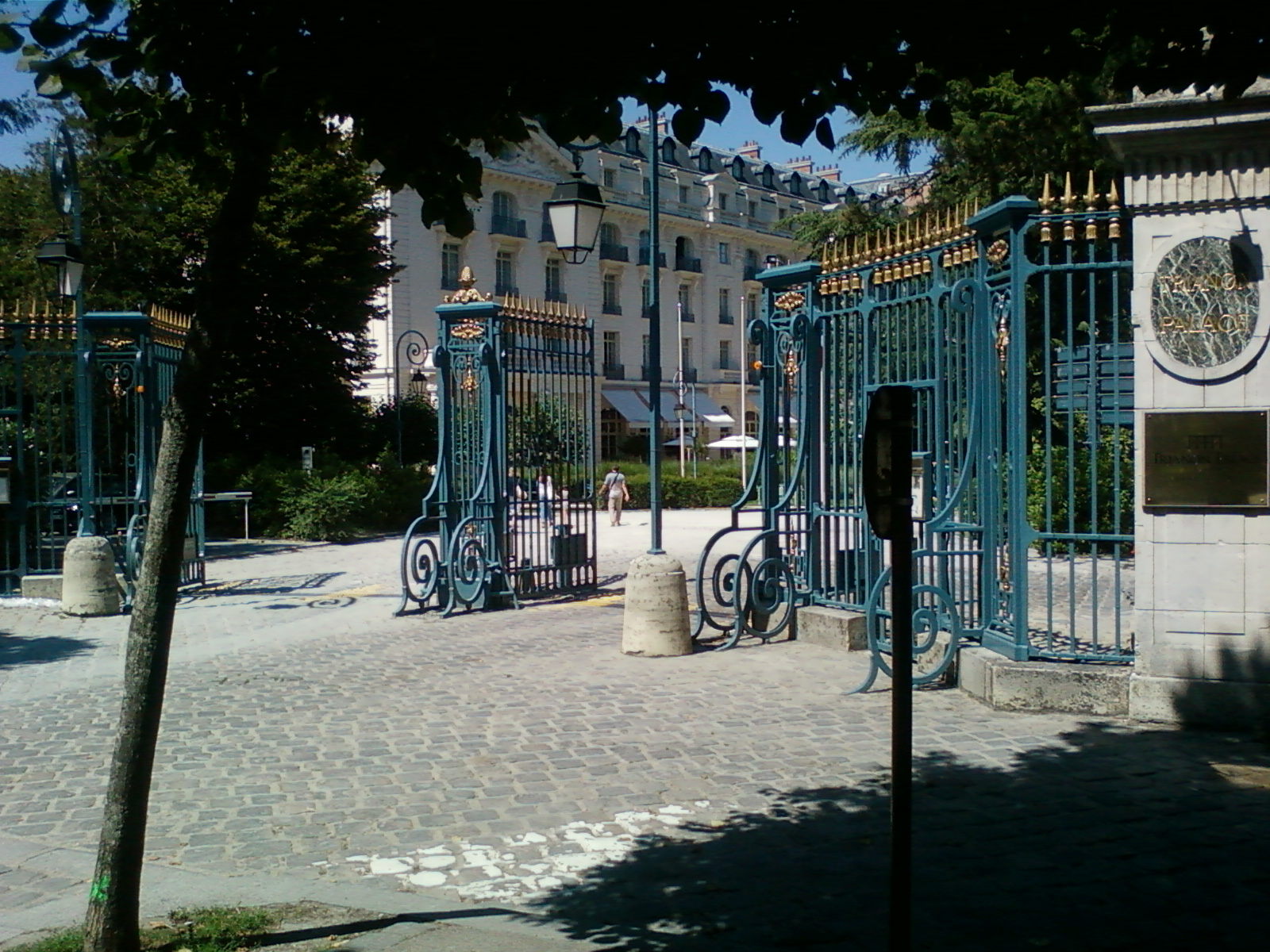
Le Trianon Palace à Versailles, lieu de tournage du film Le Battant d'Alain Delon et Robin Davis.

  - 1981 : Garde à vue de Claude Miller[254]
  - 1983 : Le Battant d'Alain Delon et Robin Davis[246]
  - 1983 : Danton d'Andrzej Wajda[248]
  - 1983 : Ça va pas être triste de Pierre Sisser
  - 1985 : Péril en la demeure de Michel Deville
  - 1986 : Les Fugitifs de Francis Veber
  - 1988 : Camille Claudel de Bruno Nuytten
  - 1988 : Les Liaisons dangereuses de Stephen Frears[249]
  - 1989 : La Comtesse de Charny mini-série de Marion Sarraut
  - 1992 : Maigret, série télévisée Épisode 5 : Maigret et le corps sans tête de Serge Leroy
  - 1992 : Betty de Claude Chabrol[246]
  - 1992 : Versailles Rive-Gauche de Bruno Podalydès
  - 1994 : Les Patriotes d'Éric Rochant[246]
  - 1994 : La Jeune Fille et la Mort de Roman Polanski[249]
  - 1995 : Jefferson à Paris de James Ivory[246],[250]
  - 1996 : Bernie d'Albert Dupontel
  - 1998 : Dieu seul me voit (Versailles-Chantiers) de Bruno Podalydès
  - 1999 : Pola X de Leos Carax
  - 2000 : La Chambre des magiciennes téléfilm de Claude Miller
  - 2000 : Scènes de crimes de Frédéric Schoendoerffer[255]
  - 2001 : Comment j'ai tué mon père d'Anne Fontaine
  - 2002 : Le Jeune Casanova téléfilm de Giacomo Battiato
  - 2003 : Bienvenue chez les Rozes de Francis Palluau
  - 2004 : Mensonges et trahisons et plus si affinités... de Laurent Tirard[246]
  - 2004 : La Première Fois que j'ai eu 20 ans de Lorraine Lévy
  - 2005 : Vérité oblige série télévisée de Claude-Michel Rome Hors Série Épisode 1 : Dénonciation calomnieuse[252]

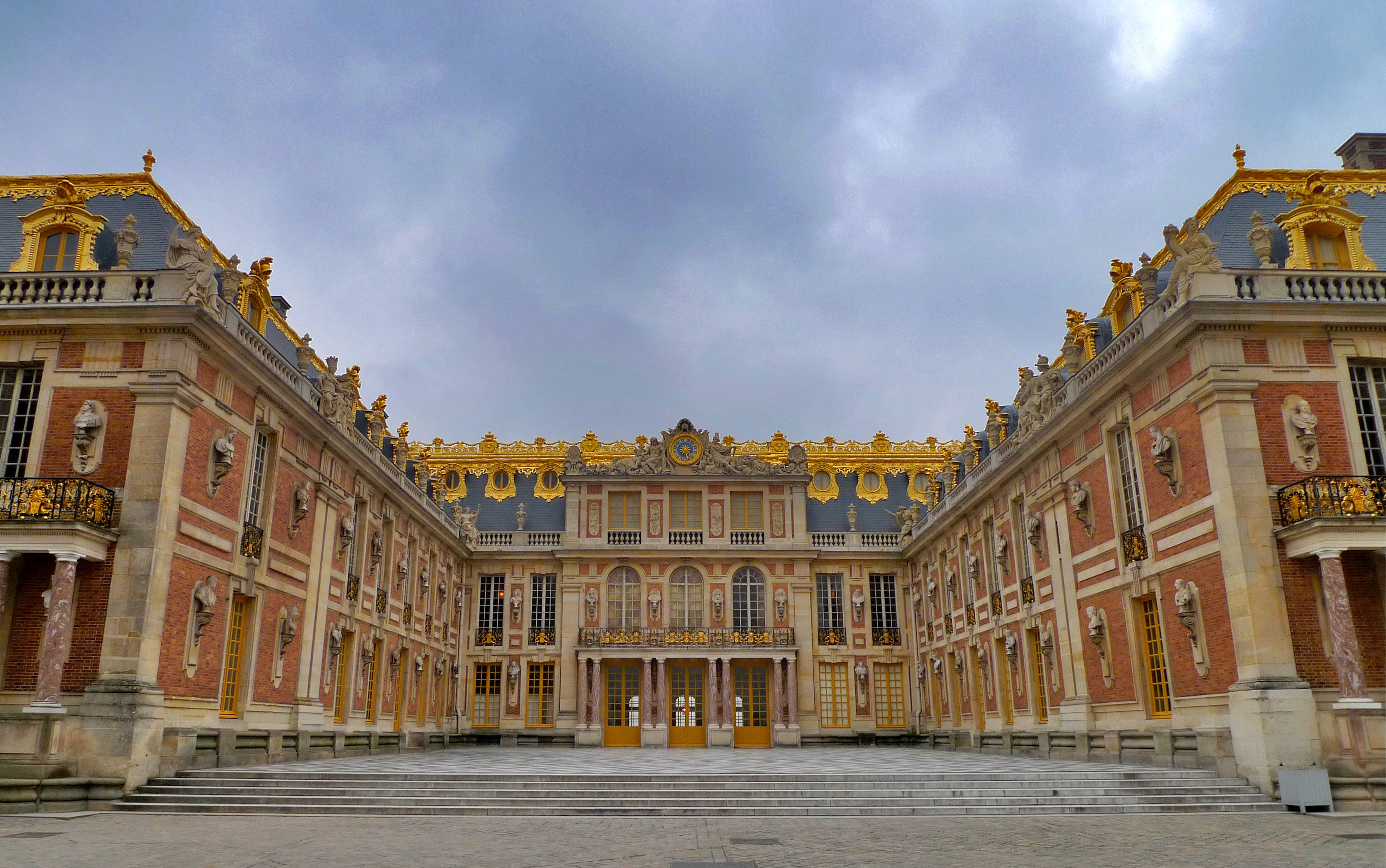
Le château de Versailles. Ce domaine est le cadre de nombreux films depuis le début du XX, entre autres Lady Oscar de Jacques Demy.

  - 2006 : La Tourneuse de pages de Denis DercourtLe Conservatoire à rayonnement régional de Versailles, lieu de tournage de La Tourneuse de pages de Denis Dercourt.

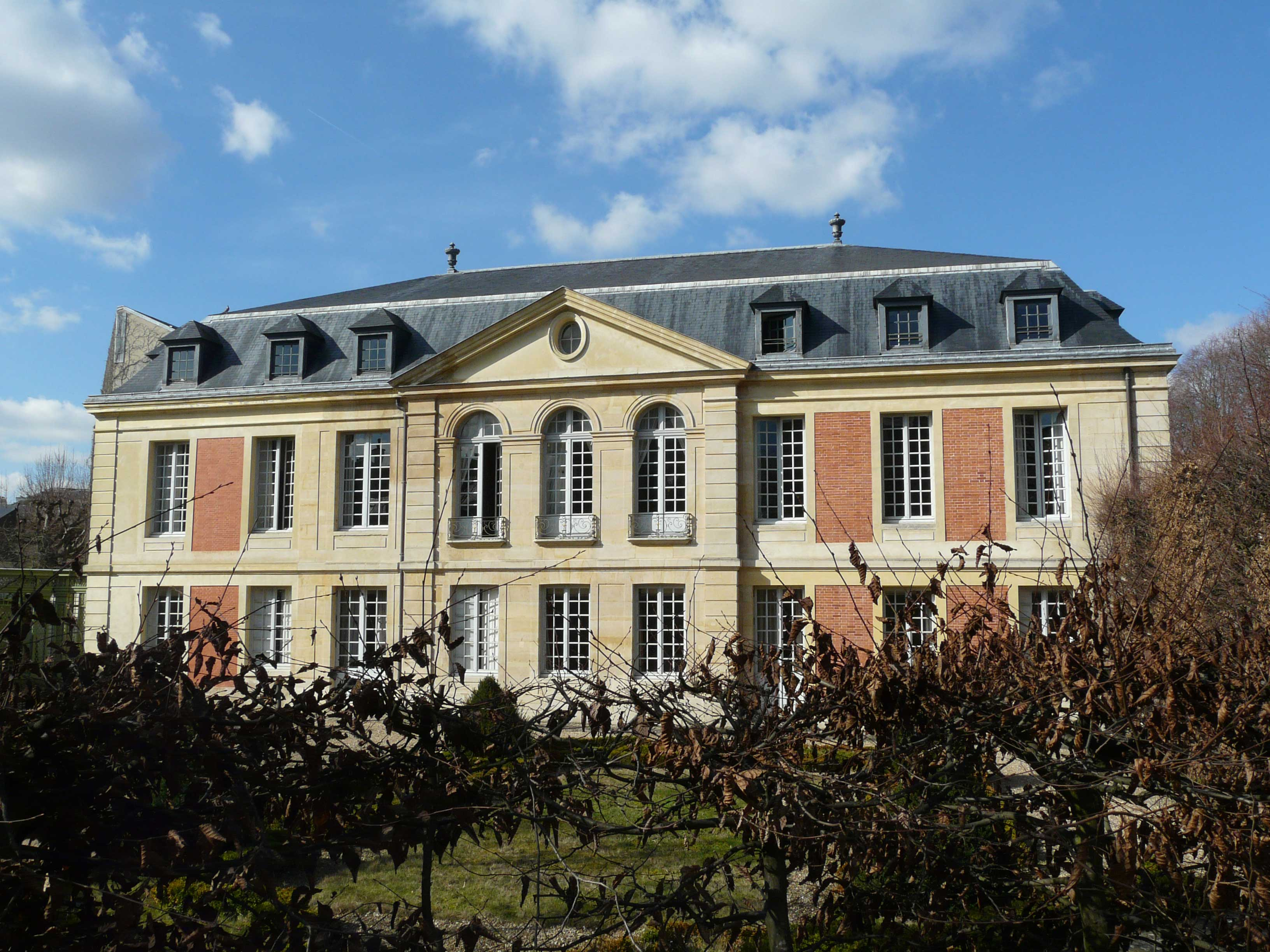
Le Conservatoire à rayonnement régional de Versailles, lieu de tournage de La Tourneuse de pages de Denis Dercourt.

  - 2007 : Ma vie n'est pas une comédie romantique de Marc Gibaja
  - 2008 : La Fabrique des sentiments de Jean-Marc Moutout
  - 2009 : Tellement proches d'Olivier Nakache et Éric Toledano[256]
  - 2009 : Coco de Gad Elmaleh[248]
  - 2009 : Bancs publics (Versailles Rive-Droite) de Bruno Podalydès[248]
  - 2010 : Une petite zone de turbulences d'Alfred Lot[253]
  - 2011 : Nuit noire de Geoffroy Thiebaut
  - 2011 : Présumé Coupable de Vincent Garenq
  - 2011 : Toutes nos envies de Philippe Lioret
  - 2011 : J'aurais pu être une pute court métrage de Baya Kasmi
  - 2011 : L'Assaut de Julien Leclercq[257]
  - 2012 : Mes héros d'Éric Besnard
  - 2012 : Maman d'Alexandra Leclère[248]
  - 2012 : Camille redouble de Noémie Lvovsky[248]
  - 2012 : Pauline détective de Marc Fitoussi[246]
  - 2013 : Le grand Méchant loup de Nicolas Charlet et Bruno Lavaine[248]
  - 2013 : Turf de Fabien Onteniente[246]
  - 2014 : À la vie de Jean-Jacques Zilbermann
  - 2014 : United Passions : La Légende du football de Frédéric Auburtin[248]
  - 2014 : Colt 45 de Fabrice Du Welz et Frédéric Forestier
  - 2014 : Trois cœurs de Benoît JacquotL'hôtel de préfecture des Yvelines à Versailles, lieu de tournage de la série télévisée Baron noir, saison 1 de Ziad Doueiri.
  - 2014 : L'Héritière téléfilm d'Alain Tasma[123]

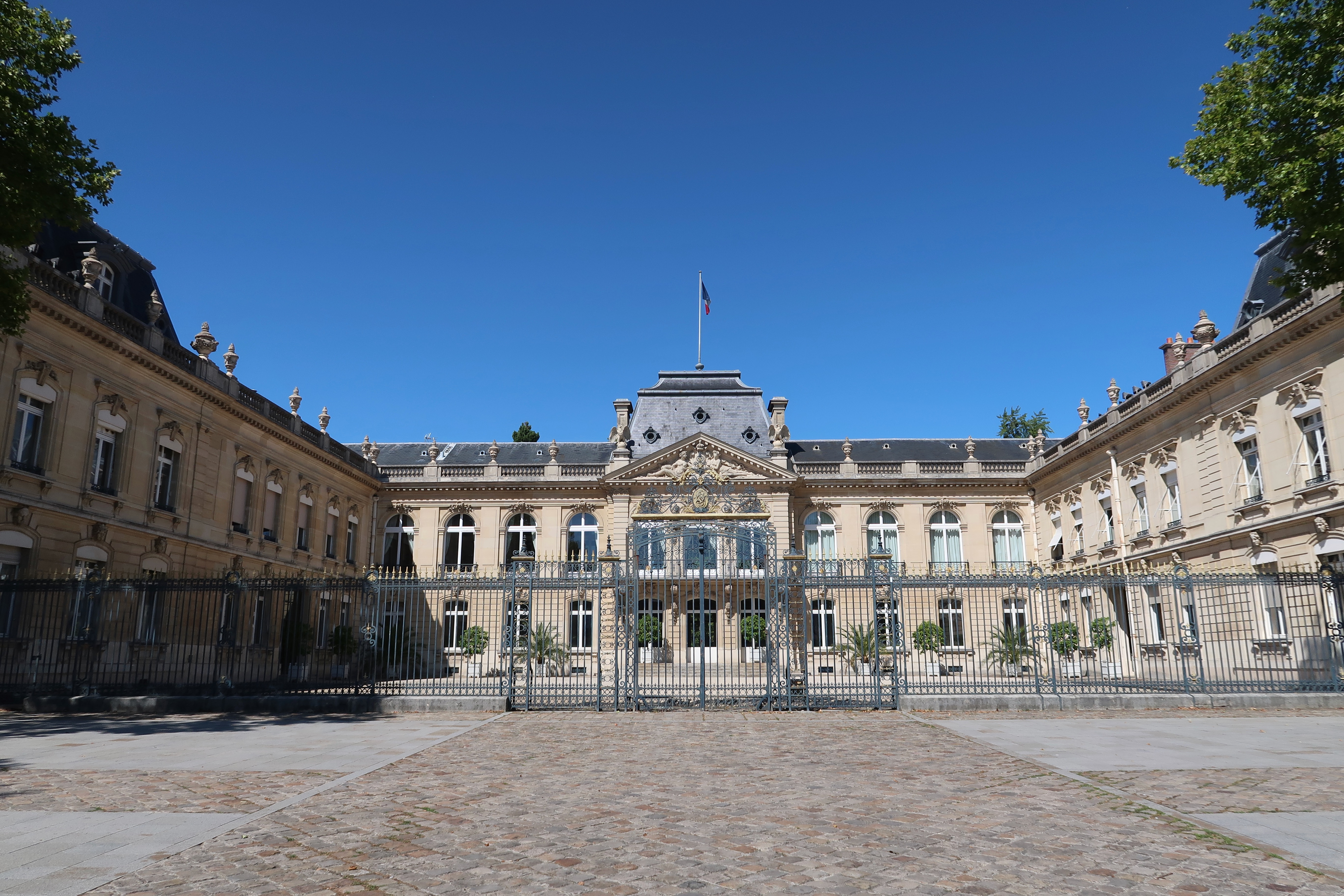
L'hôtel de préfecture des Yvelines à Versailles, lieu de tournage de la série télévisée Baron noir, saison 1 de Ziad Doueiri.

  - 2014 : Des lendemains qui chantent de Nicolas Castro[258]
  - 2014 : La Loi, le combat d'une femme pour toutes les femmes téléfilm de Christian Faure[259]
  - 2015 : Microbe et Gasoil de Michel Gondry[248]
  - 2015 : Trois souvenirs de ma jeunesse d'Arnaud Desplechin
  - 2015 : Les Deux Amis de Louis Garrel
  - 2016 : Trepalium série télévisée de Vincent Lannoo
  - 2016 : Nocturama de Bertrand Bonello[260]
  - 2016 : Iris de Jalil Lespert
  - 2016 : Baron noir de Ziad Doueiri Saison 1[260]
  - 2016 : Demain tout commence d'Hugo Gélin[246]
  - 2017 : Les Grands Esprits d'Olivier Ayache-Vidal
  - 2017 : Au revoir là-haut d'Albert Dupontel
  - 2017 : Numéro une de Tonie Marshall[36]
  - 2017 : Jour J de Reem Kherici[246]
  - 2017 : Mystère au Louvre de Léa Fazer[261]
  - 2018 : Pupille de Jeanne Herry
  - 2018 : Baron noir de Ziad Doueiri Saison 2
  - 2018 : Les Tuche 3 d'Olivier Baroux[262],[12]
  - 2018 : Le Grand Bain de Gilles Lellouche[263]
  - 2019 : Venise n'est pas en Italie d'Ivan Calbérac
  - 2019 : Mouche série télévisée de Jeanne Herry
  - 2019 : Portrait de la jeune fille en feu de Céline Sciamma[249]
  - 2020 : Baron noir d'Antoine Chevrollier et de Thomas Bourguignon. Saison 3[162]
  - 2020 : L'Étreinte de Ludovic Bergery
  - 2021 : Incroyable mais vrai de Quentin Dupieux
  - 2022 : Mascarade de Nicolas Bedos
  - 2022 : Notre-Dame brûle de Jean-Jacques Annaud[264]
  - 2023 : Jeux d'influence série télévisée Saison 2 de Jean-Xavier de Lestrade
  - 2023 : La Belle Étincelle téléfilm de Hervé Mimran
  - 2023 : L'Abbé Pierre de Frédéric Tellier
  - 2025 : Ad vitam de Rodolphe Lauga[246]
- Château de VersaillesLe château de Versailles. Ce domaine est le cadre de nombreux films depuis le début du XXe siècle, entre autres Lady Oscar de Jacques Demy.

- Vicq
  - 2006 : La Tourneuse de pages de Denis Dercourt
- Villennes-sur-Seine
  - 1968 : Ces messieurs de la famille de Raoul André
  - 1975 : Au-delà de la peur de Yannick Andréi
  - 1976 : Folies bourgeoises de Claude Chabrol[265]
  - 1977 : Alice ou la Dernière Fugue de Claude Chabrol[266]
  - 1994 : Un Indien dans la ville d'Hervé Palud
  - 1997 : Les Démons de Jésus de Bernie Bonvoisin
  - 2008 : Marion, 13 ans pour toujours téléfilm de Bourlem Guerdjou
  - 2008 : Demain dès l'aube... de Denis Dercourt
  - 2008 : Drôle de Noël téléfilm de Nicolas Picard-Dreyfuss[267]
- Villepreux
  - 1958 : La Chatte d'Henri Decoin
  - 1960 : La Chatte sort ses griffes d'Henri Decoin
  - 1963 : Ophélia de Claude Chabrol
  - 2007 : Le Candidat de Niels Arestrup[268]
  - 2015 : Le Grand Jeu de Nicolas Pariser
  - 2016 : Marion, 13 ans pour toujours téléfilm de Bourlem Guerdjou
  - 2024 : Elyas de Florent-Emilio Siri
- Villette
  - 1980 : Trois Hommes à abattre de Jacques Deray
- Villiers-le-Mahieu
  - 1973 : Mais où est donc passée la septième compagnie ? de Robert Lamoureux
  - 1983 : L'Été de nos quinze ans de Marcel Jullian
  - 2009 : Elle s'appelait Sarah de Gilles Paquet-Brenner
- Villiers-Saint-Frédéric
  - 2009 : King Guillaume de Pierre-François Martin-Laval
- Viroflay
  - 1953 : Le Colonel Chabert de René Le Hénaff Domaine de "Bon Repos"[269]
  - 2019 : Hors normes d'Olivier Nakache et Éric Toledano[36]
  - 2019 : Irresponsable série télévisée Saison 3 de Stephen Cafiero[36]
- Voisins-le-BretonneuxBassin de la Sourderie à Voisins-le-Bretonneux, lieu de tournage de Essaye-moi de Pierre-François Martin-Laval.

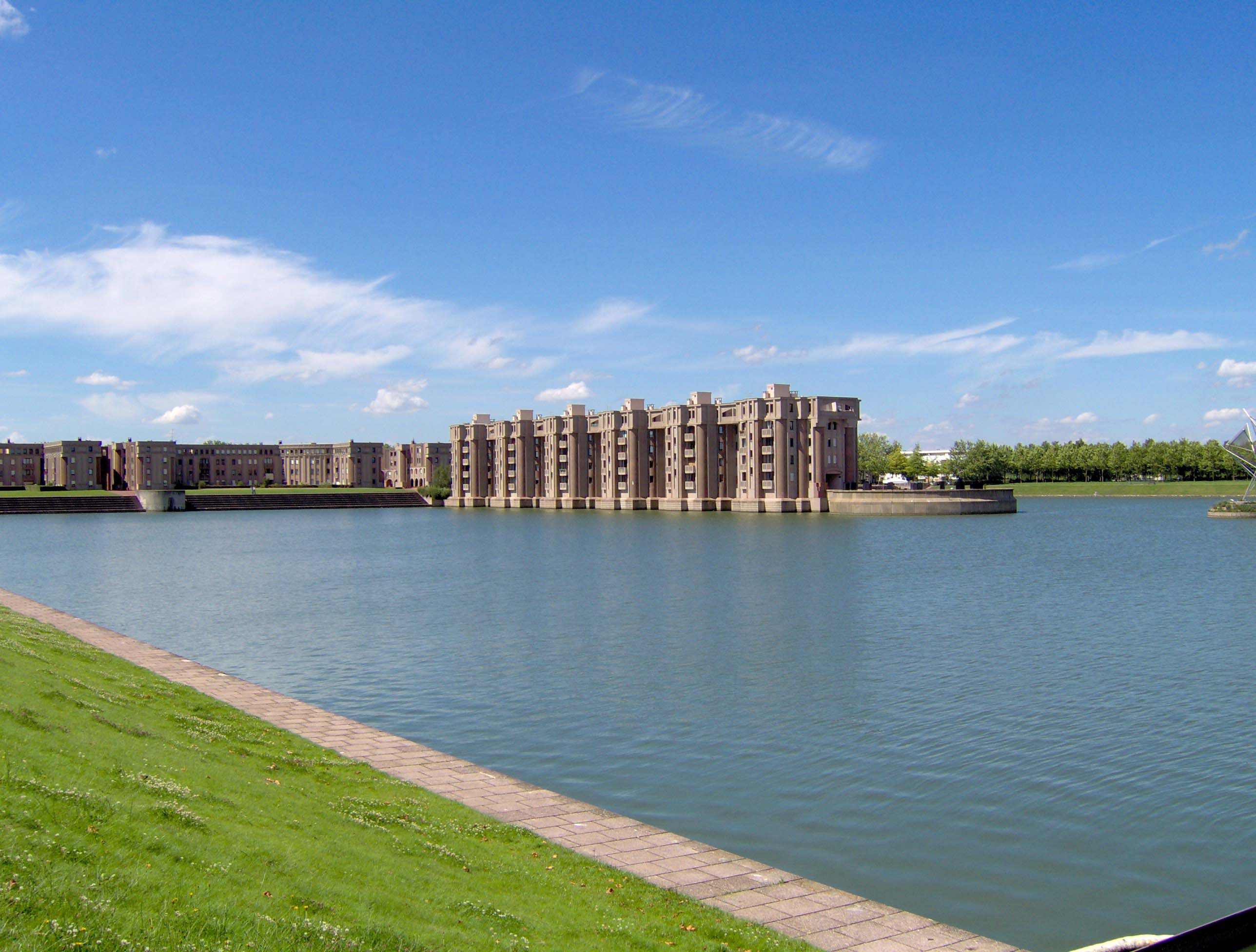
Bassin de la Sourderie à Voisins-le-Bretonneux, lieu de tournage de Essaye-moi de Pierre-François Martin-Laval.

  - 1956 : Des gens sans importance d'Henri Verneuil
  - 1977 : La Menace d'Alain Corneau
  - 1978 : L'Hôtel de la plage de Michel Lang
  - 2004 : Feux rouges de Cédric Kahn
  - 2006 : Essaye-moi de Pierre-François Martin-Laval
  - 2006 : Jean-Philippe de Laurent Tuel[270]
  - 2010 : Simon Werner a disparu... de Fabrice Gobert
  - 2016 : Marion, 13 ans pour toujours téléfilm de Bourlem Guerdjou
  - 2016 : Radin ! de Fred Cavayé[271]
  - 2016 : Pattaya de Franck Gastambide[272]
  - 2020 : Le Discours de Laurent Tirard

- Haut – A
- B
- C
- D
- E
- F
- G
- H
- I
- J
- K
- L
- M
- N
- O
- P
- Q
- R
- S
- T
- U
- V
- W
- X
- Y
- Z

## Pour approfondir